# Geschiedenis van de Yuan
De Geschiedenis van de Yuan of Yuanshi is een van de boeken uit de Vierentwintig Geschiedenissen, de verzameling officiële geschiedenissen van Chinese keizerlijke dynastieën. Het werk is tot stand gekomen in 1370, omvat 210 juan, beschrijft de geschiedenis van de Yuan-dynastie en beslaat de periode 1206-1369.

## Ontstaangeschiedenis

### Eerste onderzoeksgroep

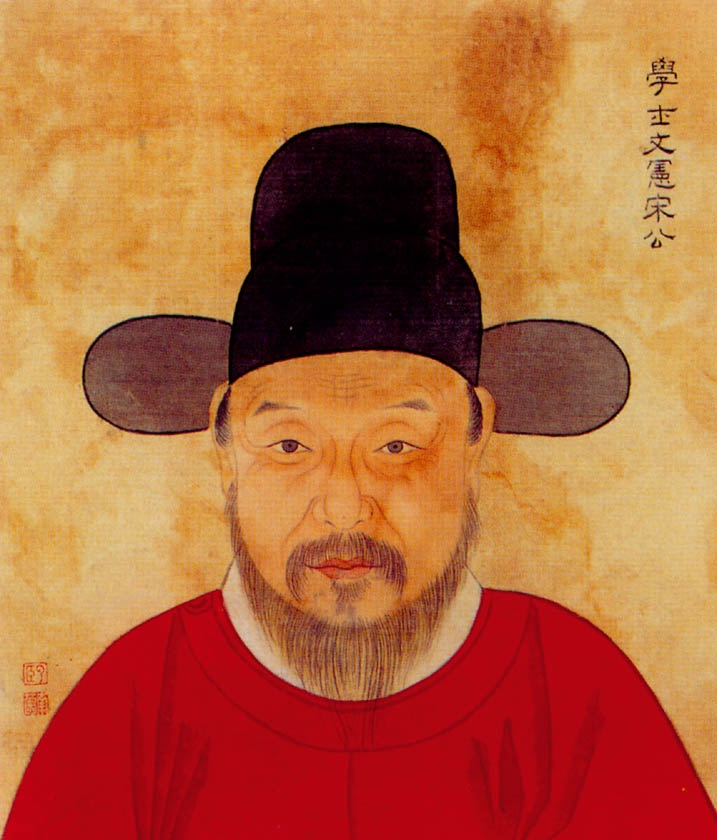
Song Lian 宋濂 (1310-1381).

In 1369 kregen Song Lian (宋濂, 1310-1381, lid van de Hanlin-academie) en Wang Yi (王禕, 1321-1372, opsteller van keizerlijke edicten) van de Hongwu-keizer (r.1368-1398) opdracht om een geschiedenis samen te stellen van de voorafgaande Yuan-dynastie. Zij gaven leiding aan een groep ambtenaar-literaten die bestond uit Wang Kekuan (汪克寬, 1301-1372), Hu Han (胡翰, 1307-1381), Song Xi (宋僖), Tao Kai (陶凱, 1304-1376), Chen Ji (陳基), Zeng Lu (曾魯, 1319-1372), Gao Qi (高啟, 1336–1374), Zhao Fang (趙汸, 1319-1369), Zhang Wenhai (張文海, ？-？), Xu Zunsheng (徐尊生, ?-?), Huang Chi (黃篪), Fu Shu (傅恕, ?-?), Wang Qi (王錡, 1433-1499), Fu Zhe (傅著) en Xie Hui (謝徽, ?-?). Zij kregen hun opdracht in januari 1369 en hadden hun werk in 188 dagen voltooid. Zij waren gekomen tot het jaar 1333, het begin van de regering van Toghan-Temür (r.1333–1369), de laatste Yuan-keizer. Het gepresenteerde werk bestond op dat moment uit 159 juan verdeeld over vier hoofdonderdelen: 37 juan met keizerlijke annalen, 53 juan met verhandelingen, 6 juan met tabellen en 63 juan met biografieën. De samenstellers verklaarden te zijn gestopt bij 1333, omdat het bronnenmateriaal over de laatste keizer voor de samenstellers op dat moment onbereikbaar was. Dat bevond zich in de oude hoofdstad Dudu (het huidige Beijing), terwijl samenstelling plaatsvond in Nanjing, dat toen de hoofdstad van het Ming-rijk was.

### Tweede onderzoeksgroep
De keizer keurde het werk echter niet goed en stelde een nieuwe onderzoeksgroep in, opnieuw onder leiding van Song Lian en Wang Yi. Deze groep bestond uit Zhao Xun (趙壎, ?-?), Zhu You (朱右, 1314-1376), Bei Qiong (貝瓊, 1314-1379), Zhu Shilian (朱世廉), Wang Lian (王廉), Wang Yi (王彝, †1374), Zhang Yujian (張盂兼, 1338-1377), Gao Xunzhi (高遜志, ?-?), Li Mao (李懋), Zhang Xuan (張宣, 1341-1373), Li Wen (李汶), Zhang Jian (張簡), Du Yin (杜寅, †1375), Yu Yin (俞寅) en Yin Bi (殷弼). Zij vonden nieuw materiaal waarmee keizerlijke annalen voor Toghan-Temür en nieuwe biografieën konden worden samengesteld. Dit leidde na 143 dagen tot een vervolgwerk van 53 juan, waarvan tien juan voor de annalen van Toghan-Temür, vijf juan aan verhandelingen, twee juan aan tabellen en 36 juan aan nieuwe biografieën. Deze aanvullingen werden samengevoegd met het reeds bestaande werk van 159 juan tot een totaal van 212 juan. Het geheel ontving in juli 1370 keizerlijke goedkeuring. Ondanks de vertraging was het boek sneller samengesteld dan enige andere officiële dynastieke geschiedenis.

### Resultaat
Uiteindelijk bestond het werk niet uit 212, maar uit 210 juan, verdeeld over 47 keizerlijke annalen, 58 verhandelingen, 8 tabellen en 97 biografieën. Het verschil van de twee biografieën kan niet eenduidig worden verklaard. Waarschijnlijk zijn twee juan uit de aanvullingen op een of andere manier samengevoegd met de 159 juan van de oorspronkelijke reeks.

## Gebruikte bronnen
Gezien de snelheid waarmee de samenstellers hebben gewerkt, moeten zij bij aanvang al over een groot aantal werken hebben kunnen beschikken. Omdat bij de verhandelingen een bibliografisch hoofdstuk (yiwen zhi, 藝文志) ontbreekt, zijn die echter niet meer te achterhalen. Desondanks hebben in 1999 de Chinese historici Luo Zhuyun (雒竹筠) en Li Xinqian (李新乾) met hun Yuanshi Yiwen zhi jiben (元史艺文志辑本, Verzameling van bibliografische verhandelingen uit "Yuanshi") geprobeerd een reconstructie van dat hoofdstuk te maken.

### Keizerlijke annalen

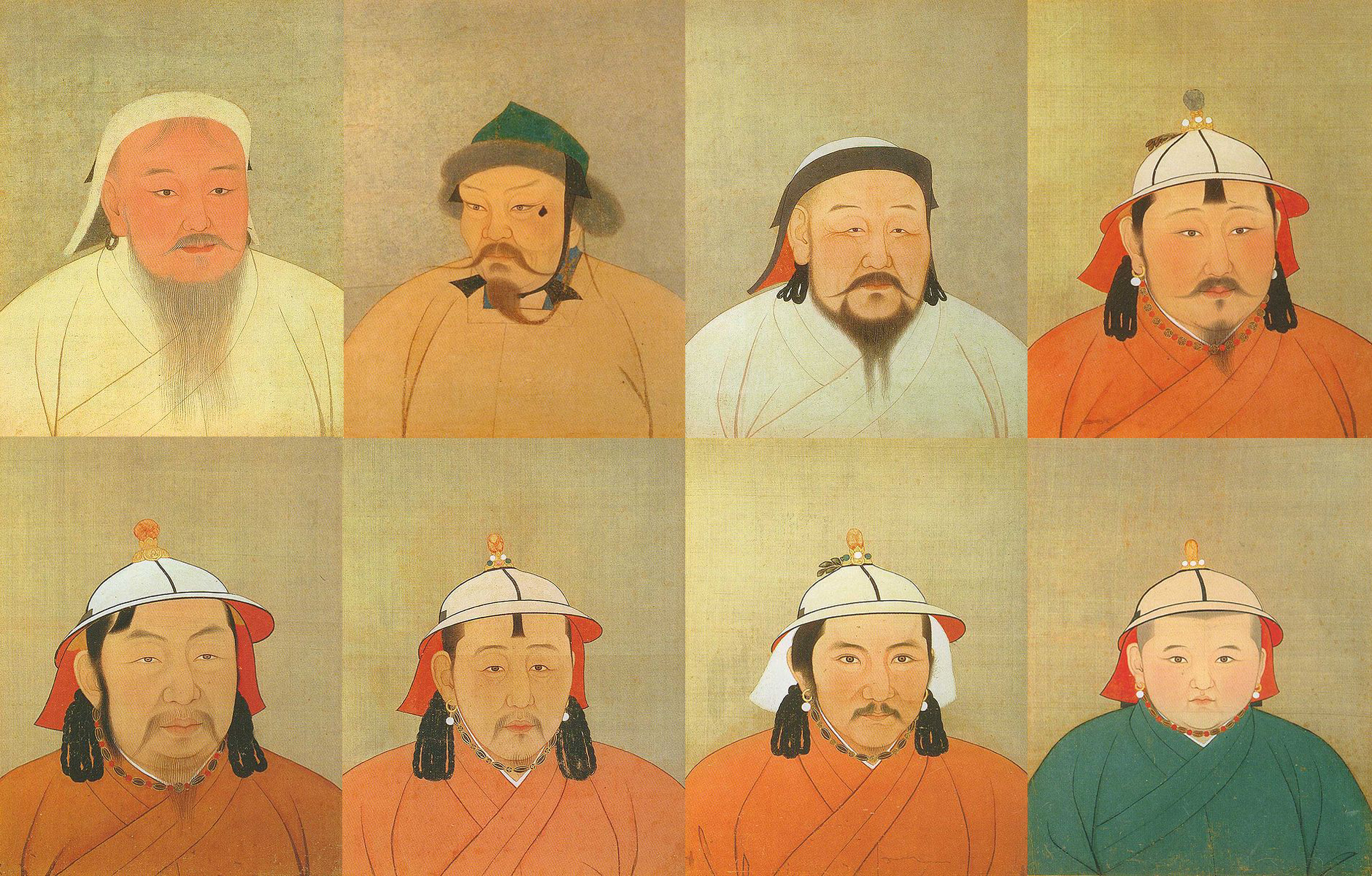
Acht Mongoolse heersers, 1e rij van links naar rechts: Dzjengis Khan (r.1206–1227), Ögedei Khan (r.1229-1241), Koeblai Khan (r1260-1294), Temür Khan (r1294-1307), 2e rij van links naar rechts: Buyantu Khan (r.1311-1320), Külüq Khan (r.1307-1311), Jayaatu Khan Tugh Temür (r.1328-1332), Rinchinbal Khan (r.1332)

De belangrijkste bron voor de keizerlijke annalen van de periode 1206-1332 vormden de Ware optekeningen van de dertien keizers die in die periode regeerden. In 1264 vestigde Koeblai Khan op advies van ambtenaar-literaat Wang E (王鶚, 1190-1273) een Historisch Bureau. Dat moest de Ware optekeningen van nieuwe keizers gaan voorbereiden en die van de voorafgaande vier keizers alsnog gaan samenstellen. Bij Mongolen bestond weerstand om hun geschiedenis met derden te delen, waardoor het gevaar bestond dat directe historische kennis over die vier heersers na verloop van tijd zou verdwijnen. In 1288 werden aan Koeblai Khan de Ware optekeningen van Dzjengis Khan (r.1206-1227), Ögedei Khan (r.1229-1241), Güyük Khan (r.1246-1248) en Möngke Khan (r.1251-1259) aangeboden. Hiermee werden die heersers in de historische traditie van Chinese keizers geplaatst, iets wat zij beslist niet waren. Het is zelfs onwaarschijnlijk dat door hen Dagboeken van activiteit en rust waren bijgehouden, die volgens de traditionele historiografie aan de basis dienden te staan van Ware optekeningen. In 1369 verscheen van de Ware optekeningen van Dzjengis Khan (en van een deel van die van Ögedei Khan) een Chinese vertaling, Shengwu qinzheng lu (聖武親征錄, Overzicht van de veroveringsoorlogen van Shengwu). Dit werk is bewaard gebleven en door de Franse sinoloog Paul Pelliot (1878-1945) vertaald als Histoire des campagnes de Gengis Khan. Van Koeblai Khan en de daarop volgende acht keizers zijn ook Ware optekeningen samengesteld. Ze waren net als die van de eerste vier heersers beschikbaar voor de samenstellers van Yuanshi, maar zijn daarna verloren geraakt. Het is dan ook onduidelijk waar die dertien Ware optekeningen op waren gebaseerd. Opvallend is verder dat de samenstellers geen gebruik hebben gemaakt van De geheime geschiedenis van de Mongolen, een overzicht uit 1228 van de (mythische) afkomst, het leven en de veldtochten van Dzjengis Khan.
Bronnen voor de keizerlijke annalen van de laatste Yuan-keizer, Toghan-Temür (r.1333–1370), kwamen pas na het aanvullende onderzoek beschikbaar. Van hem bestonden geen Ware optekeningen. Door de val van de dynastie was er geen instantie meer die die kon samenstellen. Desondanks zijn de in de Geschiedenis van de Yuan onder zijn naam opgenomen keizerlijke annalen zeer uitgebreid. Zij omvatten 10 van de 47 juan en zijn voorzien van ongewoon veel details. Het blijft echter onduidelijk waar die op zijn gebaseerd.

### Verhandelingen
Voor de verhandelingen is vooral gebruik gemaakt van Huangchao jingshi dadian (皇朝經世大典, Grote verordeningen over staatszaken door de Verheven dynastie), een in 1331 verschenen overzicht van de institutionele geschiedenis van de Yuan-dynastie. Dit werk, oorspronkelijk samengesteld door Zhao Shiyan (趙世延, 1260-1336) en Yu Ji (虞集, 1272-1348) werd niet gedrukt. Het manuscript raakte onder de Ming-dynastie verloren, maar onder de late Qing-dynastie werd eerst door Xu Song (徐松, 1781-1848) en daarna door Wen Tingshi (文廷式, 1856-1904) een reconstructie gemaakt aan de hand van bewaard gebleven fragmenten. Omdat er in de verhandelingen van Yuanshi nauwelijks is geschreven over institutionele ontwikkelingen na 1330, is het aannemelijk dat die verhandelingen samenvattingen waren van de betreffende onderdelen uit Huangchao jingshi dadian.

### Biografieën
Voor de 905 biografieën in Yuanshi was Guochao mingchen shilüe (國朝名臣事略, Korte biografieën van voortreffelijke functionarissen van onze dynastie) uit 1329 een belangrijke bron. Het boek is samengesteld door Su Tianjue (蘇天爵, 1294-1352) en bevat biografische overzichten van 47 personen, twaalf Mongolen en niet-Chinese vreemdelingen (semuren, 色目人) en 35 noord-Chinezen (hanren, 漢人). Het is bewaard gebleven onder de aangepaste titel Yuanchao mingchen shilüe (元朝名臣事略, Korte biografieën van voortreffelijke functionarissen van de Yuan-dynastie). Verder is gebruik gemaakt van Guochao wenlei (國朝文類 Literatuur uit onze dynastie onderverdeeld in genres) uit 1334 en eveneens samengesteld door Su Tianjue. Hij beschrijft ruim 800 literaire werken uit de tijd van Ögedei Khan (r.1229-1241) tot en met keizer Renzong (r.1311-1320). Ook dit werk is bewaard gebleven onder een aangepaste titel, Yuan wenlei (元文類, Literatuur uit de Yuan-dynastie onderverdeeld in genres). Vergeleken met het grote aantal biografieën van Han-Chinezen zijn er in de Geschiedenis van de Yuan relatief weinig biografieën opgenomen van hooggeplaatste Mongolen. Dit ondanks hun vaak belangrijke maatschappelijke positie. Door de afwezigheid of onbereikbaarheid van Mongoolse archiefstukken weken de samenstellers uit naar toegankelijkere bronnen, zoals inscripties op grafstenen. Die waren meestal van Han-Chinezen.

## Reacties na verschijnen

### Kritiek
Ondanks de literaire kwaliteiten van samensteller Song Lian werd de gepresenteerde Yuanshi door latere generaties als onvolledig en onnauwkeurig beschouwd. De tijd die aan de samenstelling van Yuanshi was besteed was eigenlijk te kort. Zo kregen dezelfde personen onder verschillende namen aparte biografieën, alsof het om verschillende personen ging. De biografie van generaal Subedei (1175-1248) staat bijvoorbeeld onder de naam 速不台 (Subutai) in juan 121 en tegelijkertijd onder 雪不台 (Xuebutai) in juan 122. De biografie van minister Ölǰeitü (1240-1298) staat onder de naam 完者都 (Wanzhedou) in juan 131 en als Ölǰeitü Baatar onder de naam 完者都拔都 (Wanzhedou badou) in juan 133. De samenstellers van Yuanshi kenden geen Mongools, maar waren afhankelijk van vertalingen, die door de haast niet eenduidig en soms zelfs foutief waren. Zo werd de naam van de boeddhistische geleerde Phagspa (1235-1280) in juan 202 vertaald als 八思巴 (Basiba), 巴思八 (Basiba), 八合思八 (Bahesiba) en 八合斯巴 (Bahesiba). De eigennaam van keizer Arigaba (r.1328) werd vertaald als 阿速吉八 (Asujiba) in plaats van het correcte 阿剌吉八 (Alajiba). Ook speelde de afkeer die de samenstellers hadden van de Mongolen een rol. In tegenstelling tot andere officiële dynastieke geschiedenissen staan er in Yuanshi geen loftuitingen.
Desondanks vormt Yuanshi nog steeds een belangrijke bron voor de bestudering van de geschiedenis van de Yuan-dynastie. Veel van de gebruikte documenten zijn door de samenstellers niet bewerkt en hebben hun oorspronkelijke vorm behouden. Nu worden juist die onbewerkte documenten als belangrijke bronnen gezien voor de geschiedenis van de Yuan, omdat ze nog niet zijn beïnvloed door een latere (Confucianistische) kijk op het verleden.

### Latere aanvullingen en correcties
De vele tekortkomingen hebben geleid tot een groot aantal aanvullingen en correcties op Yuanshi.

#### Onder de Ming
Uit de vroege Ming-tijd stammen twee pogingen tot het aanbrengen van correcties, Yuanshi shiyi (元史拾遺, Aanvullingen van de geschiedenis van de Yuan) door Zhu You 朱右 (1314–1376) en Yuanshi zhengwu (元史正誤, Correcties en fouten in de geschiedenis van de Yuan) door Xie Jin 解縉 (1369–1415).
Hu Cuizhong 胡粹中 (c.1400) wilde met zijn Yuanshi xubian (元史續編, Voortzetting van de Geschiedenis van de Yuan) de oorspronkelijke Yuanshi aanvullen. Hij vond dat te veel nadruk lag op de oorlogen aan het begin van de dynastie en te weinig op de volgens hem vreedzame periode na de dood van Koeblai Khan (r.1279-1294). Zijn aanvullingen begonnen in 1286 en liepen door tot in de regering van Toghan-Temür (r.1333–1369), de laatste Yuan-keizer. Zij zijn samengesteld in de vorm van biannianti (annalen).
In 1606 verscheen Yuanshi jishi benmo (元史紀事本末, Yuanshi in zijn oorsprong en afloop) door Chen Bangzhan (陳邦瞻, 1567-1623). Het werk is in de stijl van jishi benmo samengesteld (紀事本末, dat wil zeggen een annalistisch overzicht in zijn "wortels en takken", van zaken uitgesplitst naar onderwerp) en beperkte zich tot de periode 1279-1352. Gebeurtenissen die plaats vonden voordat de zuidelijke Song-dynastie in 1279 definitief werd verslagen (waaronder de opkomst en expansie van de Mongolen onder Dzjengis Khan) zijn door Chen Bangzhan opgenomen in zijn in 1605 samengestelde Songshi jishi benmo (宋史紀事本末, Songshi in zijn oorsprong en afloop). Gebeurtenissen die plaats hadden gevonden na 1352, het begin van de opstand van Zhu Yuanzhang (de latere Hongwu-keizer) staan vermeld in Mingshi jishi benmo (明史紀事本末八十卷, Mingshi in zijn oorsprong en afloop), samengesteld door Gu Yingtai (谷應泰, 1620-1690). De resterende gebeurtenissen zijn door Chen Bangzhan onderverdeeld in 27 juan, elk voorzien van een titel. Juan 11 over wetgeving (Lüling zhi ding 律令之定0) is samengesteld door medeopsteller Zhang Maoxun (臧懋循, 1550-1620).

#### Onder de Qing en de vroege republiek
In 1696 verscheen Yuanshi leibian (元史類編, Geschiedenis van de Yuan onderverdeeld naar onderwerpen) nadat het werk in 1693 door Shao Yuanping (邵遠平) was voltooid. Hij volgde het voorbeeld van Du You (杜佑, 735-812) en zijn Tongdian (通典, Doorlopende canon). Zijn werk omvat 42 juan, waarvan 10 juan aan keizerlijke biografieën (ji 紀) en 32 juan aan normale biografieën (zhuan 傳). Er zijn geen aparte verhandelingen of tabellen in het werk. Verhandelingen over astronomie, geografie en kalendersystemen zijn met keizerlijke edicten per jaar opgenomen onder de keizerlijke annalen. Zij zijn hierdoor bijzonder gedetailleerd.

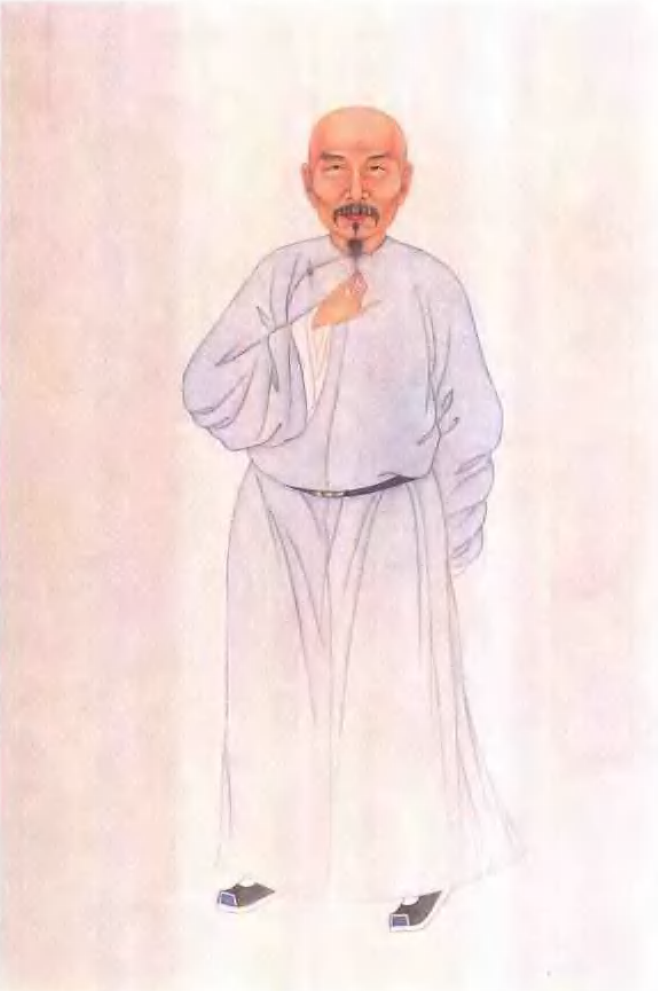
Wei Yuan 魏源 (1794-1857).

De ambtenaar-geleerde Wei Yuan 魏源 (1794-1857) voltooide in 1853 zijn Yuanshi xinbian (元史新編, Nieuw samengestelde geschiedenis van de Yuan), een aanpassing van Yuanshi binnen de stijl van de officiële dynastieke geschiedenissen. Hij maakte gebruik van extra bronnenmateriaal, zoals De geheime geschiedenis van de Mongolen en Yuan dianzhang (元典章, Verordeningen van de Yuan-dynastie, dat documenten bevatte uit de periode 1260-1322). Wei Yuan legde bij zijn bewerking de nadruk op een beschrijving van de vroege periode van de Yuan-dynastie, die volgens hem in de oorspronkelijke Yuanshi onvolledig en onnauwkeurig was. Zijn werk omvatte 95 juan en bestond uit dezelfde vier onderdelen als het oorspronkelijke werk: keizerlijke annalen (ji 紀, 14 juan), biografieën (zhuan 傳, 42 juan), tabellen (biao 表, 7 juan) en verhandelingen (zhi 志, 32 juan). Het boek werd in 1905 voor het eerst gedrukt.
Ook Yuanshu (元書, Boek van de Yuan) door Zeng Lian (曾廉, 1856–1928) was een herziening van Yuanshi. Zeng Lian beoordeelde de gebeurtenissen op morele wijze door ze als goed of als slecht af te schilderen. Yuanshu omvat 102 juan, die zijn onderverdeeld in 15 juan aan keizerlijke annalen, 10 juan aan verhandelingen en 77 juan aan biografieën. Het boek werd in 1910 gedrukt.

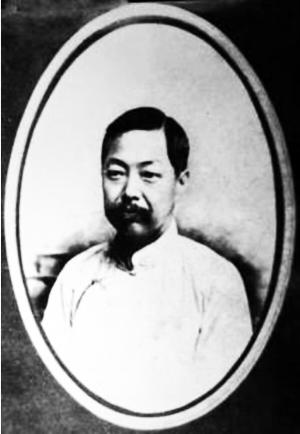
Tu Ji (屠寄), 1856-1921).

De historicus en geograaf Tu Ji (屠寄, 1856-1921) was de samensteller van Mengwu'er shiji (蒙兀兒史記, Historische optekeningen over de Mongolen). Hij gebruikte in de titel de term Mengwu'er voor Mongolen in plaats van het tot dan toe gebruikelijke Menggu (蒙古). Tu Ji gaf daarmee aan zich niet te willen beperken tot een geschiedenis van de Yuan-dynastie, maar dat hij een geschiedenis van de gehele Mongoolse natie wilde samenstellen. Zo omvat zijn werk ook de geschiedenis van de vier khanaten na de dood van Möngke Khan, de geschiedenis van het rijk van Timoer Lenk en die van de Noordelijke Yuan-dynastie. Hij maakte niet alleen gebruik van Chinese, maar ook van westerse bronnen. Uiteindelijk omvatte het werk van Tu Jie 160 juan. Het werk bleef onvoltooid, 14 van de 160 juan hebben slechts een titel en bevatten geen inhoudelijke tekst.
Uit onvrede over Yuanshi begon de ambtenaar-literaat Ke Shaomin (1850-1933) in 1890 op eigen initiatief met de samenstelling van een Nieuwe Geschiedenis van de Yuan (Xinyuanshi). Het werk werd in 1920 gepubliceerd en in 1921 door president Xu Shichang (徐世昌, r.1918-1922) officieel opgenomen in de canon van dynastieke geschiedenissen. Omdat het boek sindsdien door wetenschappers nagenoeg is genegeerd, is het niet opgenomen in de veel gebruikte reeks van vijfentwintig dynastieke geschiedenissen die is uitgegeven door uitgeverij Zhonghua te Beijing.

## Inhoud
'Yuanshi bevat 210 juan. De samenstellers volgden de indeling van Shiji en Hanshu:
| dynastieke geschiedenis | benji (annalen) | shijia (erfelijke geslachten) | shu (verhandelingen) | biao (tabellen) | liezhuan (biografieën) | Totaal aantal juan |
| ----------------------- | --------------- | ----------------------------- | -------------------- | --------------- | ---------------------- | ------------------ |
| Yuanshi                 | 47              | -                             | 58                   | 8               | 97                     | 210                |

### Annalen
Benji (本紀, annalen), 47 juan. Keizerlijke biografieën in strikt annalistische vorm (biannianti) die een chronologisch overzicht bieden van de belangrijkste gebeurtenissen, bezien vanuit het keizerlijke hof. De keizers staan vermeld onder hun tempelnaam. Yesun Timur Khan (r.1323-1328) en Toghan Timur (Toghon Temür), (r.1333-1370) kregen van hun opvolgers geen tempelnaam en staan onder hun postume naam vermeld. Er zijn geen annalen van regent Tolui Khan (r.1227-1229) en het kindkeizertje Arigaba (r.1328).
| juan 1-47                                         | Titel                                   | Vertaling                       | Opmerkingen                                         |
| ------------------------------------------------- | --------------------------------------- | ------------------------------- | --------------------------------------------------- |
| 1.                                                | Taizu benji (太祖 本紀)                 | annalen van Taizu               | Dzjengis Khan, r.1206-1227                          |
| 2.                                                | Taizong Dingzong benji (太宗 定宗 本紀) | annalen van Taizong en Dingzong | Ögedei Khan, r.1229-1241 en Güyük Khan, r.1246-1248 |
| 3.                                                | Xianzong benji (憲宗 本紀)              | annalen van Xianzong            | Möngke Khan, r.1251-1259                            |
| 4. 5. 6. 7. 8. 9. 10. 11. 12. 13. 14. 15. 16. 17. | Shizu benji (世祖 本紀)                 | annalen van Shizu 1-14          | Koeblai Khan, r.1260-1294                           |
| 18. 19. 20. 21.                                   | Chengzong benji (成宗 本紀)             | annalen van Chengzong 1-4       | Temür Khan, r.1294-1307                             |
| 22. 23.                                           | Wuzong benji (武宗 本紀)                | annalen van Wuzong 1-2          | Külüq Khan, r.1307-1311                             |
| 24. 25. 26.                                       | Renzong benji (仁宗 本紀)               | annalen van Renzong 1-3         | Buyantu Khan, r.1311-1320                           |
| 27. 28.                                           | Yingzong benji (英 本紀)                | annalen van Yingzong 1-2        | Suddhipala (Gegeen Khan), r.1320-1323               |
| 29. 30.                                           | Taiding di benji (泰定帝 本紀)          | annalen van keizer Taiding 1-2  | Yesun Timur Khan (Jinzong), r.1323-1328             |
| 31.                                               | Mingzong benji (明宗 本紀)              | annalen van Mingzong            | Qutugku Khan (Qoshila), r.1329                      |
| 32. 33. 34. 35. 36.                               | Wenzong benji (文宗 本紀)               | annalen van Wenzong 1-5         | Toqa Timur (Tugh Temür), r.1328-1329 en 1329-1332   |
| 37.                                               | Ningzong benji (寧宗 本紀)              | annalen van Ningzong            | Irinchinbal (Rinchinbal Khan), r.1332               |
| 38. 39. 40. 41. 42. 43. 44. 45. 46. 47.           | Shundi benji (順帝 本紀)                | annalen van keizer Shun 1-10    | Toghan Timur (Toghon Temür), r.1333-1370            |

### Verhandelingen
Zhi (志, verhandelingen), 58 juan. Er worden dertien gebieden van staatsbemoeienis beschreven.
| juan 48-105                     | Titel                | Vertaling                                                         | Opmerkingen              |
| ------------------------------- | -------------------- | ----------------------------------------------------------------- | ------------------------ |
| 48. 49.                         | tianwen zhi (天文志) | verhandelingen over astronomie 1-2                                |                          |
| 50. 51.                         | wuxing zhi (五行志)  | verhandelingen over de vijf fasen 1-2                             | de vijf elementen        |
| 52. 53. 54. 55. 56. 57.         | li zhi (曆志)        | verhandelingen over de kalender 1-6                               |                          |
| 58. 59. 60. 61. 62. 63.         | dili zhi (地理志)    | verhandelingen over politieke geografie 1-6                       |                          |
| 64. 65. 66.                     | hequ zhi (河渠志)    | verhandelingen over rivieren en kanalen 1-3                       | waterwerken              |
| 67. 68. 69. 70. 71.             | liyue zhi (禮樂志)   | verhandelingen over (hof)rituelen en (hof)muziek 1-5              |                          |
| 72. 73. 74. 75. 76. 77.         | jisi zhi (祭祀志)    | verhandelingen over offers 1-6                                    |                          |
| 78. 79. 80.                     | yufu zhi (輿服志)    | verhandelingen over vervoersmiddelen en hofkleding 1-3            |                          |
| 81. 82. 83. 84.                 | xuanju zhi (選舉志)  | verhandelingen over keuze en benoeming van hoffunctionarissen 1-4 | ambtenarenexamens        |
| 85. 86. 87. 88. 89. 90. 91. 92. | baiguan zhi (百官志) | verhandelingen over de honderd functionarissen 1-8                | de regeringsfuncties     |
| 93. 94. 95. 96. 97.             | shihuo zhi (食貨志)  | verhandelingen over voedsel en gebruiksartikelen 1-5              | financiën en de economie |
| 98. 99. 100. 101.               | bing zhi (兵志)      | verhandelingen over militaire zaken 1-4                           |                          |
| 102. 103. 104. 105.             | xingfa zhi (刑法志)  | verhandelingen over strafwetgeving 1-4                            |                          |

### Tabellen
Biao (表, tabellen), 8 juan. Tabellarische overzichten van belangrijke personen.
| juan 106-113 | Titel                           | Vertaling                                      | Opmerkingen                                  |
| ------------ | ------------------------------- | ---------------------------------------------- | -------------------------------------------- |
| 106.         | houfei biao (后妃表)            | tabellen over keizerinnen en gemalinnen        |                                              |
| 107.         | zongshi shixi biao (宗室世系表) | afstammingstabel van de keizerlijke dynastie   |                                              |
| 108.         | zhuwang biao (諸王表)           | lijst met prinsen                              |                                              |
| 109.         | zhu gongzhu biao (諸公主表)     | lijst met prinsessen                           |                                              |
| 110. 111.    | sangong biao (三公表)           | tabellen over de Drie Hertogen 1-2             | de drie hoogste functionarissen van het rijk |
| 112. 113.    | zaixiang nianbiao (宰相年表)    | jaartabellen met de hoogste raadsadviseurs 1-2 |                                              |

### Exemplarische overleveringen
Zhuan (傳, exemplarische overleveringen, vaak aangeduid als biografieën), 96 juan. Biografieën van belangrijke personen. De biografie beperkte zich tot het beschrijven van gebeurtenissen die het exemplarische karakter van de betreffende persoon duidelijk moesten maken. In een hoofdstuk kunnen ook twee of meer personen worden behandeld, als zij tot hetzelfde type persoon behoren. De laatste hoofdstukken beschrijven de betrekkingen tussen China en de verschillende buurvolkeren.

#### Juan114 en 116, biografieën van keizerlijke gemalinnen (houfei, 后妃)
| juan 114, 116 | Titel              | Vertaling                                | Opmerkingen |
| ------------- | ------------------ | ---------------------------------------- | --- |
| 114.          | houfei yi (后妃一) | biografieën van keizerlijke gemalinnen 1 | Genoemd worden keizerinnen en concubines van de volgende keizers: Dzjengis Khan (1162-1227, regeerde als khan 1206-1227), tempelnaam Taizu 太祖 - Taizu hou Bei'ertai Xuzhen 太祖后孛兒台旭真, Börte Üjin, 1161–1230, eerste echtgenote van Dzjengis Khan en moeder van Jochi, Ögedei Khan, Chagatai Khan en Tolui Khan Ögedei Khan (1189-1241, regeerde als khan 1229-1241), tempelnaam Taizong 太宗 - Taizong hou Tuoliegena 太宗后脫列哥那, Töregene Khatun, †1246, echtgenote van Ögedei Khan, moeder van Güyük Khan, Köchü (闊出), Qarachar (哈剌察児) en Qashi (合失, de latere vader van Kaidu). Zij was 1242-1246 regentes voor haar zoon Güyük Khan Güyük Khan (1206-1248, regeerde als khan 1246-1248), tempelnaam Dingzong 定宗 - Dingzong hou Wowuli Haimishi 定宗后斡兀立海迷失, Oghul Ghaymish, †1251, echtgenote van Güyük Khan en 1248-1251 regentes. Moeder van twee zonen van Güyük Khan, Khoja (忽察, Hucha) en Naqu (腦忽, Naohu). Zij werd in 1251 geëxecuteerd Möngke Khan (1209-1259, regeerde als khan 1251-1259), tempelnaam Xianzong 憲宗 - Xianzong hou Hudoutai 憲宗后忽都台, Qutai qatun (Qutuqhai), †1254, echtgenote van Möngke Khan Koeblai Khan (1215-1294, regeerde als khan 1260-1294), tempelnaam Shizu 世祖 - Shizu hou Chabi 世祖后察必, Chabi, 1216-1281, keizerin van Koeblai Khan en moeder van kroonprins Zhenjin (真金, 1243-1285) - Shizu hou Nanbi 世祖后南必, Nambui, echtgenote van Koeblai Khan, na het overlijden van Chabi in 1283 tot koningin benoemd, vermist in 1294 Temür Khan (1265-1307, regeerde als khan 1294-1307), tempelnaam Chengzong 成宗 - Chengzong hou Shiliandali 成宗后失憐答里, Shirindari, †1305, keizerin van Temür Khan. - Chengzong hou Boluhan 成宗后卜魯罕, Bulugan, †1307, tweede keizerin van Temür Khan in 1305 Külüq Khan (1281-1311, regeerde als khan 1307-1311), tempelnaam Wuzong 武宗 - Wuzong hou Zhenge 武宗后真哥, Zhenge, †1327, keizerin van Külüq Khan, werd 1310 een boeddhistische non - Wuzong hou Sugeshili 武宗后速哥失里, Sugeshili, ?—?, concubine van Külüq Khan, een nicht of mogelijk een jongere zus van Zenge - Wuzong hou Yiqilie shi 武宗后亦乞烈氏, Yiqilie, concubine van Külüq Khan en moeder van Khutughtu Khan Kusala (1300-1329), de latere keizer Mingzong (r.1329) - Tangwu shi 唐兀氏, Tangwu (afkomstig van de Tangut, concubine van Külüq Khan en moeder van Jayaatu Khan Tugh Temür (1304-1332), de latere keizer Wenzong (r.1328-1329 en 1329-1332) Ayurbarwada Buyantu Khan (1285-1320, regeerde als khan 1311-1320), tempelnaam Renzong 仁宗 - Renzong hou Anashishili 仁宗后阿納失失里, Radnashiri, †1322, keizerin van Ayurbarwada Buyantu Khan en moeder van Gegeen Khan (1302-1323, regeerde als khan 1320-1323), tempelnaam Yingzong 英宗 - Yingzong hou Sugebala 英宗后速哥八剌, Sugabala, †1327, keizerin van Gegeen Khan in 1321 Yesün Temür Khan (1293-1328, regeerde als khan 1323-1328), postume naam Taiding di 泰定 - Taiding di hou Babuhan 泰定帝后八不罕, Babukhan, werd in 1324 keizerin van Yesün Temür Khan en was moeder van Ragibagh Khan (Arigabag, 1320-1328, r.1328 als de Tianshun-keizer 天順帝) - Taiding di fei Bihan 泰定帝妃必罕, Bihan, concubine van Yesün Temür Khan - Sugedali 速哥答里, Sugedali, ?—?, concubine van Yesün Temür Khan Khutughtu Khan Kusala (1300-1329, regeerde als khan 1329), tempelnaam Mingzong 明宗 - Mingzong hou Mailaidi 明宗后邁來迪, Mailaidi, †1320, echtgenote van Khutughtu Khan Kusala en moeder van Toghon Temür. Zij overleed in het kraambed - Mingzong hou Babusha 明宗后八不沙, Babusha, †1330, keizerin van Khutughtu Khan Kusala, moeder van Rinchinbal Khan (1326-1332, r.1332). Zij werd na de dood van haar echtgenoot geëxecuteerd op bevel van Budashiri, echtgenote van Jayaatu Khan Tugh Temür (1304-1332, regeerde als khan 1328-1329 en 1329-1332), tempelnaam Wenzong 文宗 - Wenzong hou Bodashili 文宗后卜答失里, Budashiri, 1307-1340, werd in 1329 keizerin van Jayaatu Khan Tugh Temür. Regentes na het overlijden van haar echtgenote in 1332, benoemde in 1332 Rinchinbal Khan en in 1333 Toghon Temür tot keizer en bleef regentes tot 1340 toen zij werd verbannen en daarna gedood Rinchinbal Khan (1326-1332, regeerde als khan 1332), tempelnaam Ningzong 寧宗 - Ningzong hou Daliyetemishi 寧宗后答里也忒迷失, Daliyetemishi, †1368, was in 1332 als zevenjarige voor twee maanden gehuwd met de eveneens zevenjarige Rinchinbal Khan Toghon Temür (1320-1370, regeerde als khan 1333-1368), postume naam Shundi 本紀 - Shundi hou Danashili 順帝后答納失里, Danashri, 1320-1335, in 1333 keizerin van Toghon Temür, werd in 1335 verbannen en daarna geëxecuteerd - Shundi hou Boyan Hudou 順帝后伯顏忽都, Bayan Khutugh, 1324–1365, in 1337 tweede keizerin van Toghon Temür - Shundi hou Wanzhe Hudou 順帝后完者忽都, Öljei Khutuk (keizerin Qi), 1315–1369, afkomstig uit Goryeo (Korea), in 1333 werd zij concubine van Toghon Temür, in 1340 zijn tweede keizerin en in 1365 eerste keizerin. Zij was moeder van Biligtü Khan Ayushiridara (1340-1378, de eerste keizer van de Noordelijke Yuan-dynastie 1370-1378) |
| 116.          | houfei er (后妃二) | biografieën van keizerlijke gemalinnen 2 | Genoemd worden gemalinnen van de volgende vier prinsen: Tolui Khan (1191–1232, regent 1227-1229) - Ruizong hou Suoluhetieni 睿宗后唆魯和帖尼, Sorghaghtani Beki, 1190-1252 ,echtgenote van Tolui Khan en moeder van Möngke Khan, Hulagu, Koeblai Khan en Ariq Boke Zhenjin (1243-1285), zoon van Koeblai Khan en zijn kroonprins, maar stierf voortijdig; vader van Temür Khan, de opvolger van Koeblai Khan - Youzong hou Bolanyeqiechi 裕宗后伯藍也怯赤, Kököjin, 1240-1300, echtgenote van Zhenjin en moeder van Ganmala (蒙古语, 1263-1302), Darmabala (答剌麻八剌, 1264-1292) en Temür Khan Ganmala (1263-1302, zoon van kroonprins Zhenjin) - Xianzong hou Puyanqielimishi 顯宗后普顏怯里迷失, Puyan Yilimiyu, ?—?, echtgenote van Ganmala en moeder van Yesün Temür Khan Darmabala (1264-1292, zoon van kroonprins Zhenjin) - Shunzong hou Daji 順宗后答己, Dagi Khatun, 1262-1322, echtgenote van Darmabala en moeder van Külüq Khan en Ayurbarwada Buyantu Khan |

#### Juan115, biografieën van (vier) prinsen
| juan 115 | Titel                                                      | Vertaling                                                                      | Opmerkingen |
| -------- | ---------------------------------------------------------- | ------------------------------------------------------------------------------ | --- |
| 115.     | 睿宗 (拖雷), 裕宗 (真金), 顯宗 (甘麻剌), 順宗 (答剌麻八剌) | Ruizong (Tuo Lei), Yuzong (Zhenjin), Xianzong (Ganmala), Shunzong (Dalamabala) | Bedoeld zijn: - Ruizong 睿宗 (Tuo Lei 拖雷), Tolui Khan, 1191–1232, regent 1227-1229, vader van Möngke Khan, Hulagu, Koeblai Khan en Ariq Boke - Yuzong 裕宗 (Zhenjin 真金), Zhenjin, 1243-1285, zoon van Koeblai Khan en zijn kroonprins, maar stierf voortijdig; vader van Temür Khan, de opvolger van Koeblai Khan - Xianzong 顯宗 (Ganmala 甘麻剌). Gammala. 1263-1302, zoon van kroonprins Zhenjin en kleinzoon van Koeblai Khan, vader van Yesün Temür Khan - Shunzong 順宗 (Dalamabala 答剌麻八剌), Darmabala, 1264-1292, zoon van kroonprins Zhenjin en kleinzoon van Koeblai Khan, vader van Külüq Khan en Ayurbarwada Buyantu Khan |

#### Juan117-188, individuele biografieën

##### Juan117-130, individuele biografieën 1
| juan 117-130 | Titel | Vertaling | Opmerkingen |
| ------------ | --- | --- | --- |
| 117.         | 別里古台・朮赤・禿剌・牙忽都・寬徹普化・帖木兒不花 | Belgutei, Jochi, Tula, Yahudou, Kuanchepuhua, Tiemu'er Buhua | - Belgutei 別里古台 (Bieligutai, 別勒古台 Bieleigutai, Belgütei) 1172?-1251?, halfbroer van Dzjengis Khan, moet volgens de bronnen zeer oud zijn geworden. - Hantuhu 罕禿忽, ?—?, oudste zoon van Belgutei en neef van Dzjengis Khan - Yesü Buhua 也速不花 Yesü buqa, ?—?, zoon van Belgutei en neef van Dzjengis Khan) - Kouwen Buhua 口溫不花 Ku'un buqa, ?—?, zoon van Belgutei en neef van Dzjengis Khan - Jochi 朮赤 (Shu Chi, Jöči), 1185–1226/27, eerste zoon van Dzjengis Khan en Börte - Tula 禿剌 (Töre), †1309, achterkleinzoon van Büri (zelf kleinzoon van Chagatai Khan), prins van Yue - Yahudou 牙忽都 Yaqudu, †1311, achterkleinzoon van Tolui Khan, nam deel aan het neerslaan van de opstand van Shiregi en van Kaidu tegen Koeblai Khan - Bochuo 撥綽 Böčök, †1262, militair bevelhebber, achtste zoon van Tolui Khan en grootvader van Yahudou, werd als bevelhebber opgevolgd door zijn kleinzoon - Tuolie Tiemu'er 脫列帖木兒 Töre-tämür, ?-?, prins van Chu (楚王), zoon van Yahudou - Kuanchepuhua 寬徹普化 Konček buqa, †1365, prins van Weishun (威顺王), zoon van Toghon (die zelf de negende zoon van Koeblai Khan was) - Heshang 和尚 Qošang, zoon van Kuanchepuhua en daarmee achterkleinzoon van Koeblai Khan. Qošang was een naaste medewerker van keizer Toghon Temur en zou zijn betrokken bij de moord op krijgsheer Bolad Temür in 1365 - Tiemu'er Buhua 帖木兒不花 Temür buqa, 1286-1368, prins van Huai (淮王) en zoon van Toghon (die zelf de negende zoon van Koeblai Khan was), jongere broer van Kuanchepuhua |
| 118.         | 特薛禪・孛禿・阿剌兀思剔吉忽里 | Texuechan, Beitu, Alawusitijihuli | - Dei Sechen 特薛禪 Te Xuechan, ?-?, stamleider van de Onggirad, vader van Börte, de belangrijkste vrouw van Dzjengis Khan - Anchen 按陳, Alči Noyan , ?-?, bevelhebber, behoorde tot de Onggirad, zoon van Dei Sechen en broer van Börte - Nachen 納陳 Način Küregen, tumen (bevelhebber van tienduizend man), zoon van Anchen - Tiemu'er 帖木兒, ?-?, prins van Jining (Jining jun wang 濟寧郡王), zoon van Nachen - Manzitai 蠻子台, ?-?, generaal, broer van Tiemu'er, huwde in 1290 Nangjiazhen (囊家真), dochter van Koeblai Khan - Diao'abula 琱阿不剌, †1310, zoon van Tiemu'er - Sanggebula 桑哥不剌, 1274-1334, zoon van Tiemu'er - Suo'erhuodou 唆兒火都, ?-?, militair, zoon van Anchen - Tuolian 脫憐, ?-?, nakomeling van Anchen - Butu khürgen 孛禿 (Beitu, Butu), †1227, Mongoolse militaire leider en een van de naaste medewerkers van Dzjengis Khan, behoorde tot de Mongoolse stam van de Ikhires (亦乞列思). Hij huwde eerst met Temülün (帖木侖), zus van Dzjengis Khan en vervolgens met Khojin Beki (火臣別吉 Huochen Bieji), dochter van Djzenghis Khan. Hij was daarmee zijn zwager en zijn schoonzoon. Khürgen betekent schoonzoon. - Huldai Küregen 鎖兒哈 (Suo'erha), rond 1200-na 1233, leider van de Mongoolse stam van de Ikhires (亦乞列思) en was een zoon van Butu khürgen. Hij was gehuwd met Antu (安禿), een kleindochter van Ögedei Khan, hun dochter Qutuqhai (忽都台) werd de eerste vrouw van Möngke Khan - Quril Küregen 忽憐 (Hulian), 1245-1302, behoorde tot de Mongoolse stam van de Ikhires (亦乞列思), was een achterkleinzoon van Butu khürgen en een Mongoolse generaal die opstanden binnen het Mongoolse rijk neersloeg. Hij was gehuwd met Bayarun (伯雅伦), een dochter van Möngke Khan - Ashi 阿失, 1263-?, generaal, achterkleinzoon van Huldai Küregen - Alaqush Tegin Quri 阿剌兀思剔吉忽里 (Alawusitijihuli, Alaqši Digid Quri), †1211, stamleider van de Onggud, vormde een alliantie met Dzjengis Khan en huwde in 1207 met Alakhai Bekhi (阿剌海別吉) een dochter van Dzjengis Khan - Korguz 闊里吉思 (Kuolijisi, Körgis), c. 1250-1298, leider van de Onggud, achterkleinzoon van van Alaqush Tegin Quri. Zijn stam behoorde tot de Nestorianen, zijn naam "Korguz" was afgeleid van Giwargis, de christelijke heilige Joris van Cappadocië, waardoor hij in christelijke bronnen koning Georgius werd genoemd en zo in verband werd gebracht met de legende van Pape Jan (priester-koning Johannes). Korguz speelde een rol in de strijd tussen Kadai en Koeblai Khan, hij sneuvelde in 1298 - Shuhunan 朮忽難 (J̌uqunan), †1309, leider van de Onggud, broer van Korguz - Shu'an 朮安 ook: 術安 (J̌u’an), †1312/14?, leider van de Onggud, zoon van Korguz |
| 119.         | 木華黎・博爾朮・博爾忽 | Muqali, Bo'orchu, Borokhula | - Muqali 木華黎 (Muhuali), 1170–1223, Mongoolse generaal, enge vertrouweling van Dzjengis Khan en van Ögedei Khan, behoorde tot de Jarail-stam - Beilu 孛魯 (Bo’ol), 1197-1228, zoon van Muqali, erfde zijn positie - Tasi 塔思 (Taš), 1211-1239, kleinzoon van Muqali, een militaire commandant van de Jalairs - Sunhuncha 速渾察 Süγunčaq, ?—?, zoon van Bo’ol en broer van Taš, volgde hem in 1239 op als leider van de Muqali-clan - Naiyan 乃燕 Nayan, ?—?, tweede zoon van Sunhuncha, weigerde positie als hoofd van de Muqali-clan en liet die over aan zijn broer Qurmši, maar bleef hem wel volledig steunen - Shuode 碩德 Šidi, ?—?, zoon van Naiyan, leidde een leger naar de benedenloop van de Amoer - Batulu 霸突魯 (霸都魯 Badoulu) Ba’atul, †1261, militaire commandant van de Jalair-stam in dienst van Koeblai Khan, zoon van Bo’ol en kleinzoon van Muqali, speelde een belangrijke rol in de Toluidische Successieoorlog, de burgeroorlog tussen Koeblai Khan en zijn jongere broer Ariq Boke - Tata'ertai 塔塔兒台 Tatardai, 1235？—1276, zoon van Daisun (帯孫) en daarmee kleinzoon van Muqali - Zhibi 只必, 1251-1301, ambtenaar, zoon van Tata'ertai - Tubushen 禿不申, ?—?, functionaris, zoon van Tata'ertai - Tuotuo 脫脫 Toqto, 1264-1307, kleinzoon van Sunhuncha (en daarmee achterachterkleinzoon van Muqali), militair bevelhebber, zie: トクト (ジャライル部) - Bo'orchu 博魯朮 Bolushu (博爾朮?, Bo'ershu) Bo'orču, generaal, vanaf zijn vroege jeugd een trouwe bondgenoot van Dzjengis Khan - Yuxi Tiemu'er 玉昔帖木兒 Üz temür, 1242-1295, functionaris (censor), kleinzoon van Bo'orchu - Boroqul 博爾忽 Bo'erhu, 1162–1217, generaal, vroege en trouwe bondgenoot van Dzjengis Khan - Ochicher 月赤察兒 (Yuechicha'er, Öčičer), 1249-1311, achterkleinzoon van Boroqul - Tacha'er 塔察兒 Taγačar, †1238, generaal, zoon van Boroqul - Bielihujiao 別里虎角 (Bielihudai 別里虎䚟), †1257, generaal, zoon van Tacha'er - Songdujiao 宋都角, †1276, generaal, tweede zoon van Bielihudai (en daarmee kleinzoon van Tacha'er) |
| 120.         | 察罕・札八兒火者・朮赤台・鎮海・肖乃台・吾也而・曷思麥里 | Chahan, Zhaba'erhuozhe, Shuchitai, Zhenhai, Xiaonaitai, Wuye'er, Hesimaili | - Chahan 察罕 (Čaγan), †1255, Tangut generaal in Mongoolse dienst, zoon van 曲也怯律 Quyeqielu, een generaal van de late Westelijke Xia-dynastie - Jinhuali 金花里 (?木花里 Muhuali), generaal, oudste zoon van Chahan - Yilisahe 亦力撒合 Ilegü saqal, †1295, generaal, Tangut, kleinzoon van 曲也怯律 Quyeqielu, een generaal van de late Westelijke Xia-dynastie - Lizhiliwei 立智理威, 1254-1310, generaal, zoon van Yilisahe - Zhaba'erhuozhe 札八兒火者 Jabal khodja (جعفر خواجه Jaʿfar Khwaja), ?-?, was een Sayyid -afstammeling van de profeet Mohammed bondgenoot van Dzjengis Khan, zou 118 jaar zijn geworden - Shuchitai 朮赤台 J̌ürčedei, †1203, was een trouwe metgezel van Dzjengis Khan , waarvoor hij later werd uitgeroepen tot een van zijn noyons (duizenders) - Qietai 怯台 (Kehetei), ?–?, generaal, zoon van Shuchitai - Chinqai 鎮海 (Zhenhai, Činqai), ook bekend onder zijn Chinese naam Tian Zhenhai (田鎮海), 1169–1252, behoorde tot de Keiraïten, functionaris in dienst van Ögedei Khan en van Güyük Khan, (als 83-jarige) terechtgesteld op bevel van Möngke Khan - Bogusi 勃古思, ambtenaar?, volgde Koeblai Khan op zijn expeditie naar Dali?? - Xiaonaitai 肖乃台 Seünidei, ?-?, generaal in dienst van Dzjenghis Khan, behoorde tot de Keiraïten - Mowuda'er 抹兀答兒, ?—?, generaal, zoon van Xiaonaitai - Wulutai 兀魯台, †1275, generaal, zoon van Xiaonaitai - Tuoluohecha'er 脫落合察兒, †1287, generaal, zoon van Wulutai - Woye'er 吾也而 Uyar, 1163-1258, generaal - Hesimaili 曷思麥里 Qus melik, †1255, generaal, was in dienst van de Westelijke Liao-dynastie, maar sloot zich in 1218 aan bij Dzjengis Khan |
| 121.         | 速不台・按竺邇・畏答兒・博羅歡・抄思 | Subutai, Anzhu'er, Weida'er, Boluohuan, Chaosi | - Subedei 速不台 (Subotai, Sübütei), 1176-1248, belangrijke generaal in dienst van Dzjengis Khan, behoorde tot de "vier honden" - Uriyangkhadai 兀良合台 (Wulianghetai, Uriyanqadai), 1201-1272, generaal onder Ögedei Khan en Möngke Khan, zoon van Subedei - Anzhu'er 按竺邇 Ančul, 1195-1263, generaal, in dienst van Chagatai, leverde een bijdrage aan de Mongoolse opmars naar Shaanxi en Sichuan - Guobao 國寶 (趙國寶 Zhao Guobao), †1267, militaire commandant, zoon van Anzhu'er - Guo'an 國安 (趙國安 Zhao Guo'an), ?-?, generaal, jongere broer van Zhao Guobao - Weida'er 畏答兒, (Quyildar), †1203, stamleider van de Manghud - Boluohuan 博羅歡 (Boloqan), 1236/38-1300, generaal, achterkleinzoon van Quyildar - Bodou 伯都, †1324, ambtenaar, tweede zoon van Boloqan - Chaosi 抄思Ča'us, 1205-1248, kleinzoon van Kuchlug, werd na de verwoesting van Kara-Kitan in 1218 door de Mongolen een generaal in Mongoolse dienst - Biedeyin 別的因 (Betekin), 1229-1309, tweede zoon van Chaosi, Mongoolse legerleider |
| 122.         | 巴而朮阿而忒的斤・鐵邁赤・按扎兒・忙漢・雪不台・唵木海・昔里鈐部・槊直腯魯華・昔兒吉思・哈散納 | Baurchuk Art Tekin, Tiemaichi, Anzha'er, Xuebutai, Anmuhai, Xiliqianbu, Shuozhituluhua, Xi'erjisi, Hasanna | - Barchuq Art Tegin Ba'ershu'a'ertedejin 巴而朮阿而忒的斤 (Ba'ershu'a'er Tedejinyiduhu, Barǰuq art tigin), ?—?, bondgenoot van Dzjengis Khan, heerser van het Oeigoerse koninkrijk Qocho (dat toen een vazalstaat Kara-Kitan was). Hij sloot zich aan bij Dzjengis Khan en werd daarom ook wel de vijfde zoon van Dzjengis Khan genoemd en zijn gebied het vijfde district (ulus) - Huochiha'erdejin 火赤哈兒的斤 Qočqar tigin, †1283, achterkleinzoon van Barchuq Art Tegin, raakte betrokken bij de opstand van Kaidu tegen Koeblai Khan, de Oeigoerse koninklijke familie weigerde zich over te geven aan Kaidu, Qočqar tigin verloor zijn grondgebied en kwam daarbij om het leven - Niulindejin 紐林的斤 Neülin tigin, †1318, zoon van Qočqar tigin, vroeg aan Koeblai Khan om steun om Kaidu te bestrijden om zo de dood van zijn vader te kunnen wreken - Tiemu'er Buhua 帖木兒補化 Temür buqa, †1351?, zoon van Neülin tigin, was in dienst van de Yuan, maar werd vermoord na onenigheid (met Bayan?) - Tiemaichi 鐵邁赤 Temeči, †1282, generaal - Hudou Tiemulu 虎都鐵木祿, ambtenaar, zoon van Tiemaichi - Tahai 塔海, ?—?, minister, kleinzoon van Tiemaichi en neef van Hudou Tiemulu - Anzha'er 按扎兒 Alčar, , ?—?, generaal - Manghan 忙漢 Busan?, †1311, generaal, zoon van Anzha'er - Kuokuoshu 闊闊朮, ?-?, generaal, kleinzoon van Anzha'er - Xuebutai 雪不台 zie:Subedei 速不台, juan 121 - Anmuhai 唵木海 Yamuγai, ?—?, generaal, lid van de Tuoba-clan van de Keiraïten - Temutai'er 忒木台兒 Temder?, ?—?, generaal, zoon van Anmuhai - Hudouda'er 忽都答兒, generaal, zoon van Temutai'er - Xiliqianbu 昔里鈐部 Siri Gambo, 1191-1259, generaal, afkomstig uit West Xia - Ailü 愛魯, 1226-1288, zoon van Xiliqianbu - Shuozhituluhua 槊直腯魯華 J̌oči Torqaq, ?—?, generaal, behoorde tot de Keiraïten - Sajisibohua 撒吉思卜華 Sargis Buka?,†1233, ambtenaar, zoon van Shuozhituluhua - Ming'anda'er 明安答兒, †1253, jongere broer van Sajisibohua - Tuhu 腯虎, ?-?, ambtenaar, kleinzoon van Shuozhituluhua - Xi'erjisi 昔兒吉思 Sirgis, ?-?, generaal - Qianjianu 千家奴, minister, kleinzoon van Sirgiz en broer van Sariman, volgde Kublai Khan om Nayan te verslaan en stierf in de strijd - Hasanna 哈散納 Husun/Hlüsün, †1255, militaire leider van een duizendtal |
| 123.         | 布智兒・召烈台抄兀兒・闊闊不花・拜延八都魯・阿朮魯・紹古兒子忽都虎・阿剌瓦而思・抄兒・阿必察・也蒲甘卜・昂阿禿・趙阿哥潘・純只海・苫徹拔都兒・怯怯里子相兀速・塔不已兒・脫察剌・直脫兒子忽剌出・月里麻思・捏古剌・阿塔赤・阿兒思蘭・哈八兒禿子察罕・艾貌 | Buzhi'er, Zhaolietaichaowu'er, Kuokuobuhua, Baiyanbadoulu, Apailu, Shaogu'er, Alawa'ersi, Chao'er, Yepuganbu, Zhao'agepan, Chunzhihai, Shanchebadouer, Qieqieli, Tabuyier, Zhituoer, Yuelimasi, Niegula, A'ersilan, Habaertu, Aimao | - Buzhi'er 布智兒, Buǰir, 1180-1270, generaal, zoon van de Tataar Niu'erjie (Nergei) - Zhaolietai Chaowu'er 召烈台抄兀兒 Čo'ur, ?-?, generaal in dienst van Dzjengis Khan - Kuokuobuhua 闊闊不花 Kökö Buqa, ?-?, generaal van Tataarse afkomst - Baiyan Badulu 拜延八都魯 (Bayan Baγatur, Bayan Bataar), ?-?, generaal - Wuhuncha 兀渾察, †1293, generaal, kleinzoon van Baiyan Badulu - Ashulu 阿朮魯 Aǰul, ?-?, generaal, nam deel aan de belofte aan het Barjuna-meer, leverde een bijdrage aan de aanval op de Liaodong Jurchens en de verovering van de Westelijke Xia - Shaogu'er 紹古兒 Sauγur, ?-?, generaal, nam deel aan de belofte aan het Barjuna-meer - Hudouhu 忽都虎, †1293, generaal, zoon van Shaogu'er - Alawa'ersi 阿剌瓦而思 Alawars, ?-?, Oeigoer, sloot zich aan bij Dzjengis Khan - Wodouman 斡都蠻, ?-, generaal, achter-achterkleinzoon van Alawa'ersi - Chao'er 抄兒, ?-?, generaal, sloot zich aan bij Dzjengis Khan - Abicha 阿必察, †1279, generaal, achterkleinzoon van Chao'er - Yepu Ganbo 也蒲甘卜 Yabu Gambo, Tangut-generaal, Gambo " is Tibetaans en betekent "de volmaakte, de verlichte sgam-po - Angatu 昂阿禿, †1327, Tangut-minister - Zhao'agepan 趙阿哥潘, generaal uit de regio U-Tsang in Tibet - Zhongxi 重喜 (??zie hieronder??) - Chunzhihai 純只海 Čulčaqai, ?-?, generaal - Shanche badu'er 苫徹拔都兒 Quča baγatur, generaal, behoorde tot de Kiptsjaken - Qieqieli 怯怯里, ?-?, generaal - Xiangwusu 相兀速, ?-?, generaal, oudste zoon van Qieqieli - Niegujiao 捏古角 Negülei, ?-?, Ossetische generaal - Tabuyi'er 塔不已兒 Tabuyir, †1254, generaal onder Ögedei Khan - Tuochala 脫察剌, ?-?, generaal, zoon van Tabuyi'er - Zhongxi 重喜, †1277, generaal - Qingsun 慶孫, †1313, generaal, zoon van Zhongxi - Zhituo'er 直脫兒 J̌eder, †1237, generaal onder Ögedei Khan - Hulachu 忽剌出 Qulaču, †1286, militair, zoon van Zhituo'er - Yuelimasi 月里麻思, †1277, generaal onder Ögedei Khan, behoorde tot de Osseten - Niegula 捏古剌 Negülei, ?-?, generaal behoorde tot de Osseten (zie Niegujiao hierboven??) - Atachi 阿塔赤, ?-?, generaal onder Koeblai Khan, zoon van Niegula - Jiaohua 教化, ?-?, minister, zoon van Atachi - Zheyanbuhua 者燕不花, militair figuur, keinzoon van Atachi - A'ersilan 阿兒思蘭 Arslan, ?-?, behoorde tot de Asud (Alanen), gaf zich over aan Möngke - Haba'ertu 哈八兒禿 Qabultu, ?-?, generaal - Chahan 察罕, †1301, generaal, zoon van Haba'ertu - Aimao 艾貌 (艾面 Aimao of 愛平 Aiping) Ai beg, †1254, generaal - Yesutai'er 也速台兒 Yesüder, †1288, generaal, zoon van Ai beg |
| 124.         | 塔本・哈剌亦哈赤北魯・塔塔統阿・岳璘帖穆爾・李楨・速哥・忙哥撒兒・孟速思 | Taben, Halayihachibeilu, Tatatonga, Yuelintiemuer, Lizhen, Suge, Manggesaer, Mengsusi | - Taben 塔本 Tabun, †1243, Oeigoerse generaal in Mongoolse dienst - Aliqishi Tiemu'er 阿里乞失帖木兒 Arqiš temür, †1256, minister, zoon van Taben - Atai 阿台, minister, zoon van Arqiš temür - Dieliweishi 迭里威失 Derviš, ?—?, Oeigoerse minister in Mongoolse dienst, zoon van Atai (en dus kleinzoon van Arqiš temür) - Suoyao'erhademishi 鎖咬兒哈的迷失 Soyurgatmiš, †1321, minister, zoon van Derviš - Halayihachibeilu 哈剌亦哈赤北魯 Qara yiqači buyiruq, †1251, Oeigoerse minister in Mongoolse dienst - Yueduoshiyene 月朵失野訥, ambtenaar, zoon van Qara yiqači buyiruq - Alin Tiemu'er 阿鄰帖木兒 Arin temür, ?-?, Oeigoerse minister en vertaler, sprak vloeiend Chinees en Mongools - Tata-tonga 塔塔統阿 Tatatonga, Oeigoer bracht het oud-Oeigoers schrift naar Mongolië waar het werd aangepast tot het Mongools schrift - Yuelin Tiemu'er 岳璘帖穆爾 Yulïn temür, ?-?, Oeigoerse ambtenaar - Pilijiapuhua 仳理伽普華 Bilge buqa, oudere broer van Yulïn temür, ambtenaar diende zowel in het Oeigoerse koninkrijk Qocho als in het Mongoolse Rijk - Lizhen 李楨, 1200-1258, Tangut-generaal afkomstig uit Westelijk Xia - Suge 速哥 Süge, generaal, behoorde tot de Keiraïten - Hulan 忽蘭, functionaris, vierde zoon van Suge - Tiandeyusai 天德于思, functionaris, zoon van Hulan - Manggesa'er 忙哥撒兒 Möngkeser, †1254, militair en ambtenaar, berucht omdat hij tijdens de zuivering van Möngke Khan veel doodvonnissen uitsprak - Bodasha 伯答沙 Pādišāh (پادشاه), †1332, kleinzoon van Möngkeser. Hoewel hij puur Mongools was, komt zijn naam van het Perzische woord Padishah, wat "keizer" betekent - Mengsusi 孟速思 Mungsuz, 1206-1267, Oeigoerse ambtenaar in Mongoolse dienst |
| 125.         | 賽典赤·贍思丁・布魯海牙・高智耀・鐵哥 | Ajall Shams al-Din Omar, Buluhaiya, Gaozhiyao, Tiege | - Ajall Shams al-Din Omar 賽典赤贍思丁 (Saidianchi sansiding, Sayyid Ajall Shams ad-Din Omar al-Bukhari سید اجل شمس‌الدین عمر بخاری), 1279-1211, eerste door de Mongolen benoemde gouverneur van Yunnan (1274-1279), afkomstig uit Buchara - Nasr al-Din 納速拉丁 (Nasulading, Nasr ad-Din نصرالدین), †1292, gouverneur van Yunnan 1279-1284, nam deel aan de campagnes in Birma en Annam, werd in 1291 gouverneur van Shaanxi, zoon van Ajall Shams al-Din Omar - Huxin 忽辛 (of: 忽先? Huxian, Hoessein), †1310, minister, derde zoon van Nasr al-Din - Buluhaiya 布魯海牙 Bulut Qaya, 1197-1265,Oeigoerse minister - Gao Zhiyao 高智耀, ?-?, Tangut-confucianistische geleerde werkzaam in het Mongoolse Rijk - Zirui 子睿 Gao Rui 高睿, 1249-1314, minister, zoon van Gao Zhiyao - Tiege 鐵哥 Teke, 1248-1313, Oeigoer in dienst van de Mongolen - Wotuochi 斡脫赤 Otochi, ambtenaar afkomstig uit Kasjmir - Namo 那摩, boeddhistische monnik, jpngere broer van Wotuochi |
| 126.         | 安童・廉希憲 | Antong, Lianxixian | - Antong 安童, 1245/48-1293, achterkleinzoon van Muqali, belangrijke bestuurder onder Koeblai Khan - Wudoudai 兀都帶, 1272-1302, zoon van Antong, hoofd van de Kheshig, de keizerlijke garde - Lian Xixian 廉希憲 (xiàn), 1231-1280, Oeigoerse generaal en ambtenaar, zoon van Bulut Qaya - Lian Xixian 廉希賢 (xián), 1247-1275, jongere broer van Lian Xixian |
| 127.         | 伯顏 | Bayan | - Bayan 伯顔 Boyan, 1236-1295, generaal, opperbevelhebber van het expeditieleger tijdens de verovering van de Zuidelijke Song-dynastie - Xiangjiashili 相嘉失禮 (Xiangjiashili 相嘉失里), ambtenaar, kleinzoon van Boyan |
| 128.         | 阿朮・阿里海牙・相威・土土哈 | Aju, Ariq Qaya, Xiangwei, Tutuha | - Aju Ashu 阿朮 (阿術, Ashu), 1227–1287, generaal, zoon van Uriyangkhadai en kleinzoon van Subedei - Alihaiya 阿里海涯 Arïq Qaya, 1227-1286, Oeigoerse militair strateeg en politiek figuur - Xiangwei 相威 (Seng'ü), 1241-1284, generaal, derde zoon van Suhunnan (Süγunčaq), zelf een kleinzoon van Muqali - Tutuha 土土哈, 1237-1297, generaal, commandant van de Kiptsjaken-garde - Chuangwu'er 牀兀兒 Chongur, 1260-1322, commandant van de Kiptsjaken-garde |
| 129.         | 來阿八赤・紐璘・阿剌罕・阿塔海・唆都・李恆 | Lai'abachi, Niulin, Alahan, Atahai, Suodou, Li Heng | - Lai'abachi (Lai Abaichi) 來阿八赤 Rai Abachi, †1288, generaal - Niulin 紐璘 Neülin, †1263, generaal - Yesuda'er 也速答兒 Yesüder, ?—?, generaal, zoon van Neülin - Alahan 阿剌罕 Arakhan, 1233-1281, generaal - Atahai 阿塔海, 1234-1289, commandant, speelde een rol bij de oorlog van Koeblai Khan met de zuidelijke Song, kleinzoon van Tagay Baator - Suodou 唆都 Sügetü, †1285, militaire figuur - Baijianu 百家奴, †1311, generaal, zoon van Suodou - Li Heng 李恆, 1236-1285, Tangut-generaal, behoorde tot de koninklijke familie van de Westelijke Xia - Liweizhong 李惟忠, 1220-1278, kleinzoon van keizer Shenzong van Westelijke Xia en minister van de Yuan |
| 130.         | 徹里・不忽木・完澤・阿魯渾薩理 | Cheli, Buhumu, Wanze, Aluhunsali | - Cheli 徹里 Čelig, ?—?, minister - Buhumu 不忽木 Buqumu, 1255-1300, politieke figuur uit Kangly - Hailanbo 海藍伯 afkomstig uit Kangly, was met Dzjengis Khan een bondgenoot van Ong Khan, maar ging na diens nederlaag zijn eigen gang - Yanzhen 燕真, generaal van het Mongoolse Rijk, een inwoner van Kangly en de tiende zoon van Hailanbo - Wan Ze 完澤, 1246-1303, minister, zoon van Xianzhen en kleinzoon van Tuxue - Tuxue 土薛, ?-?, generaal - Xianzhen 線真, ?-?, minister, zoon van Tuxue, behoorde tot de Keiraïten, vader van Wan Ze - Aluhunsali 阿魯渾薩里 Alγunsali, 1245-1307, Oeigoer, vertaler, geleerde en minister van het Centraal Secretariaat - Ataisali 阿台薩理, Oeigoer, Boeddhist, grootvader van Aluhunsali - Qitaisali 乞台薩理, Oeigoer, Boeddhist, zoon van Ataisali en vader van Aluhunsali - Yuezhu 岳柱, 1280-1333, minister, zoon van Aluhunsali |

##### Juan131-150, individuele biografieën 2
| juan 131-150 | Titel | Vertaling | Opmerkingen |
| ------------ | --- | --- | --- |
| 131.         | 速哥・囊加歹・忙兀台・奧魯赤祖朔魯罕・完者都・伯帖木兒・懷都・亦黑迷失・拜降                                                           | Suge, Nangjiadai, Mangwutai, Aoluchi, Wanzhedou, Botiemuer, Huaidou, Yiheimishi, Baijiang | - Suge 速哥 Süge, ?-?, generaal - Huluhu'er 忽魯忽兒, generaal, vader van Suge - Nangjiadai 囊加歹 Nangγiyadai, ?-?, generaal, behoorde tot de Naimanen - Macha 麻察 Mača, sloot zich in 1206 aan bij Dzjengis Khan, vader van Suge - Mangwutai 忙兀台, †1290, generaal, behoorde tot de Tataren - Aoluchi 奧魯赤 A'uruγči, 1232-1297, generaal, behoorde tot de Jalair, zoon van Temutai - Shuoluhan 朔魯罕 J̌öči ča'urqan, †1211, diende Genghis Khan als commandant van duizend man, vader van Temutai - Temutai 忒木台 Temüdei (Temüdei Qorči), ?-?, generaal, commandant van de Tanmachi (grensgarnizoensleger) in Noord-China, vader van Aoluchi en zoon van Shuoluhan - Wanzhedou 完者都 (eigenlijk: Wanzhedou Badou (Baatar), Ölǰeitü baγatur), 1240-1298, minister, behoorde tot de Koemanen (westelijke Kiptsjaken). In yuanshi worden Wanzhedou (完者都, Ölǰeitü) en Wanzhedoubadou (完者都拔都, Ölǰeitü baγatur, (Baatar)) als twee verschillende personen beschouwd, elk met een eigen biografie, zie juan 133 - Bo Tiemu'er 伯帖木兒 Bek Temur, ?-?, generaal, behoorde tot de Kiptsjaken - Huaidou 懷都 Qaidu, †1279, generaal, kleinzoon van Ashulu - Ashulu 阿朮魯 Aǰul, ?-?, vroege bondgenoot van Dzjengis Khan, nam deel aan de eed om water te drinken uit de Banjuni-rivier, behoorde tot de Olonaur. Niet te verwarren met Aǰul van de Arlat, generaal in dienst van Koeblai Khan - Yiheimishi 亦黑迷失 Yïγmïš, †1311, Oeigoer, heeft bijgedragen aan de ontwikkeling van de handel in de Indische Oceaan, maar is vooral bekend om zijn ondergang na de deelname aan de mislukte Java-expeditie in 1293 - Baijiang 拜降, 1251-1311, minister, behoorde tot de Koemanen - Hudou 忽都, †1217, behoorde tot de Merkieten, een van de zes zonen van de Merkit-leider Tokhtoa-beki, vluchtte na de nederlaag van de Merkieten tegen Dzjengis Khan naar de Kiptsjaken, werd in 1217 verslagen door Subedei en Jochi en sneuvelde in die strijd |
| 132.         | 杭忽思・步魯合答・玉哇失・麥里・探馬赤・拔都兒・昂吉兒・哈剌䚟・沙全・帖木兒不花                                                       | Hanghusi, Buluheda, Yuwashi, Maili, Tanmachi, Badou'er, Angji'er, Haladai, Sha Quan, Tiemu'erbuhua | - Hanghusi 杭忽思, ?—?, heerser van Alanië, sloot zich aan bij de Mongolen - Atachi 阿塔赤, †1274, oudste zoon van Hanghusi - Boda'er 伯答兒 Baidar, †1300, Alaanse generaal - Buluheda 步魯合答 Bolod qada, generaal, zoon van Cheli (Çelik) - Anzhunu 按主奴 Ančul, diende Chagatai Khan bij de verovering van van de regio's Shaanxi en Sichuan, grootvader van Buluheda - Cheli 車里 Čelig, ?-?, militaire bevelhebber, vader van Buluheda en zoon van Anzhunu - Yuwashi 玉哇失 Yuwas, †1306, Asud-generaal (behoorde tot de Alanen) in Mongoolse dienst, volgde Bayan bij zijn onderwerping van zuidelijk Song - Yeliebadu'er 也烈拔都兒, †1274, onderwierp zich aan Ögedei Khan en volgde Möngke Khan, was de vader van Yuwashi - Maili 麥里 Melik, ?-?, minister, een van de commandanten van duizend mannen, kleinzoon van Xuelijiannaya - Xuelijiannayan 雪里堅那顏 Šilüqai Nayan, generaal, nam deel aan de eed om water te drinken uit de Banjuni-rivier, grootvader van Maili - Tanmachi 探馬赤, †1282, generaal - Badu'er 拔都兒 Batu Er, †1297, militair officier, behoorde tot de Asud, de Osseten - Biejilian 別吉連, generaal, zoon van Badu'er - Angji'er 昂吉兒 Angir, †1295, Tangut-generaal - Halajiao 哈剌角 Haladai 哈剌䚟 Qaradai, 1237-1307, militaire commandant afkomstig van de Karlukken - Shaquan 沙全 Ča'urči, ?-?, militaire commandant afkomstig van de Karlukken - Tiemu'er buhua 帖木兒不花 Temür buqa, militaire commandant afkomstig van de Tataren - Tiechi 帖赤, Tataar, generaal - Tiemutuowo 帖木脫斡 (Tiemu'er Tuohuan 帖木兒脫歡), generaal, zoon van Tiechi |
| 133.         | 塔出・拜延・也罕的斤・葉仙鼐・脫力世官・忽剌出・重喜・旦只兒・脫歡・失里伯・孛蘭奚・怯烈・暗伯・也速䚟兒・昔都兒                       | Tachu, Baiyan, Yehandejin, Yexiannai, Tuolishiguan, Hulachu, Zhongxi, Danzhier, Tuohuan, Wanzhedoubadou, Shilibo, Beilanxi, Qielie, Anbo, Yesudai'er, Xidou'er                                            | - Tachu 塔出 (Taču), 1244-1280, generaal, kleinzoon van Chahan - Zhalatai 札剌台 - Baiyan 拜延 (Bayan Badulu 拜延八都魯) Bayan Baγatur, ?—?, generaal - Yehandejin 也罕的斤 Yaγan Tegin, †1291, generaal, afkomstig van de Karlukken, kleinzoon van Xiada'ermili - Xiada'ermili 匣答兒密立, generaal, sloot zich aan bij Djengis Khan met 3.000 Karlukken-soldaten en meer dan 10.000 schapen, runderen en paarden, grootvader van Yehandejin - Yexiannai 葉仙鼐, †1306, Oeigoer, militair - Tuolishiguan 脫力世官 Töre, het "shiguan"-gedeelte is een bijnaam die is afgeleid van het feit dat de positie erfelijk was, ?-?, Oeigoerse generaal en minister - Tiegeshu 帖哥朮 Tekečü, Oeigoerse generaal, zoon van Tuolishiguan - Hulachu 忽剌出 Qulaču, †1286, militair - Zhongxi 重喜, †1277, generaal - Danzhi'er 旦只兒, †1289, generaal van Tataarse afkomst - Tuohuan 脫歡 Togon, ?-?, generaal - Wanzhedoubadu 完者都拔都, In yuanshi worden Wanzhedoubadou (Baatar) (完者都拔都, Ölǰeitü baγatur) en Wanzhedou (完者都, Ölǰeitü) en als twee verschillende personen beschouwd, elk met een eigen biografie, zie juan 131 - Shilibo 失里伯, †1281, generaal, - Beilanxi 孛蘭奚 Buralγi, ?-?, generaal - Lushi 律實, generaal, vader van Beilanxi - Qielie 怯烈 Kere, †1300, generaal - Anbo 暗伯 Ambai, ?-?, Tangut-generaal - Yesujiao'er 也速角兒 Yesüder, †1288, generaal - Xidou'er 昔都兒 Šikdür, †1298, legerleider, behoorde tot de Koemanen (Kiptsjaken) |
| 134.         | 撒吉思・昔班・鐵連・愛薛・闊闊・禿忽魯・唐仁祖・朶兒赤・和尚・劉容・迦魯納答思・闊里吉思・小雲石脫忽憐・斡羅思・朶羅台・也先不花       | Sajisi, Yuehenai, Xiban, Tielian, Aixue, Kuokuo, Tuhulu, Tang Renzu, Duo'erchi, Heshang, Liu Rong, Jialunadasi, Kuolijisi, Xiaoyunshituohulian, Woluosi, Duoluotai, di Kuokuochu, zi Tuohuan, Yexianbuhua | - Sajisi 撒吉思 Sajisibohua 撒吉思卜華 Sargis Buka?,†1233, ambtenaar, zoon van Shuozhituluhua (generaal, behoorde tot de Keiraïten) - Yuehenai 月合乃 (Ma Yuehenai 馬月合乃), 1216-1263, ambtenaar - Xiban 昔班 Šiban, Oeigoerse ambtenaar - Quelibiewochi 闕里別斡赤 (闕里分斡紅 Kül Beg Odči), Oeigoerse ambtenaar, vader van Xiban - Woluosimi 斡羅思密 Orosmi, Oeigoerse generaal, zoon van Xiban - Yaozhu 咬住, ?-?, Oeigoerse minister, kleinzoon van Xiban - Tielian 鐵連 Telen, 1218-1281, generaal afkomstig van de Naimanen - Aixue 愛薛 Isa Kelemechi Ai Xue 愛薛 (عیسی کلمچی Isi Kelemechi), 1218–1307, astronoom en geneeskundige, Nestoriaanse christen uit West-Azië - Kuokuo 闊闊 Kökö, 1223-1262, minister, behoorde tot de Merkieten - Jiantong 堅童, 1253-1291, ambtenaar, zoon van Kuokuo - Tuhulu 禿忽魯, 1255-1303, minister afkomstig uit Kangly - Tang Renzu 唐仁祖, 1249-1301, Oeigoerse vertaler en minister, kleinzoon van Tang Guzhi - Tang Guzhi 唐古直, 1193-?, Oeigoerse generaal, grootvader van Tang Renzu - Duo'erchi 朵兒赤 Dorči, 1246-1307, Tangut-generaal, zoon van Wozhaze - Wozhaze 斡扎簀, †1260, Tangut, stelde een geschiedenis van de Westelijke Xia-dynastie samen (西夏書 Xixia shu, Boek van de Xixia, samengesteld door Zhou Chun, een geleerde uit de Qing-dynastie), gaf zich over aan de Mongolen, vader van Duo'erchi - Heshang 和尚 Qošang, ambtenaar, zoon van Hudousi - Hudousi 忽都思, †1255, generaal, vader van Heshang - Qiannu 千奴, 1284-1324, ambtenaar, zoon van Heshang - Liu Rong 劉容, ?—?, ambtenaar en generaal, zijn vader Liu Haichuan (劉海川) was afkomstig uit Westelijke Xia - Jialunadasi 迦魯納答思 Qarnadas, †1311, Oeigoer en vertaler - Kuojilisi 闊里吉思 Körgis, 1251-1311, minister - Basibuhua 八思不花 Bas buqa, diende Dzjengis Khan op zijn westelijke expeditie, overgrootvader van Kuojilisi - Yaoshimou 藥失謀, generaal, vader van Kuojilisi en kleinzoon van Basibuhua - Xiaojunshi tuohulian 小雲石脫忽憐 Sevinču Toqril, ?-?, Oeigoer, diende Dzjengis Khan nadat het Oeigoerse koninkrijk zich aansloot bij de Mongolen - Badan 八丹, ?-?, Oeigoerse generaal, diende Koeblai Khan, zoon van Xiaojunshi tuohulian - Woluosi 斡羅思 Oros, 1258-1313, minister en generaal afkomstig uit Kanly - Boluo puhua 博羅普化 Bolot Buqa, functionaris, zoon van Woluosi - Chahan buhua 察罕不花 Čaγan buqa, functionaris, kleinzoon van Woluosi - Duoluotai 朵羅台 Dolodai, ?-?, Tangut-generaal uit een familie van befaamde boogmakers - Kuokuochu 闊闊出, boogmaker em boogschutter, diende Koeblai Khan, jongere broer van Duoluotai - Tuohuan 脫歡, Tangut, ambtenaar, zoon van Duoluotai - Yexian buhua 也先不花 Esen buqa, †1309, minister |
| 135.         | 鐵哥朮・塔出・塔里赤・塔海帖木兒・口兒吉・忽都・孛兒速・月舉連赤海牙・阿答赤・明安・忽林失・失剌拔都兒・徹里・曷剌・乞台・脫因納・和尚 | Tiegepai, Tachu, Talichi, Tahaitiemuer, Kou'erji, Hudou, Bei'ersu, Yuejulianchihaiya, Adachi, Ming An, Hulinshi, Shilabadouer, Cheli, Hela, Qitai, Tuoyinna, Heshang                                      | - Tiegeshu 鐵哥朮 Tekečük, †1299, Oeigoerse generaal en minister - Dashi 達釋, Oeigoerse minister, grootvader van Tiegeshu - Yelishu 野里朮 Yelčük, Oeigoerse generaal, zoon van Dashi - Yijianyali 義堅亞禮, Oeigoerse functionaris, zoon van Tiegeshu - Tachu 塔出 Taču, 1244-1280, Tangut-generaal - Talichi 塔里赤 Taliči, ?-?, generaal afkomstig uit Kanly - Tahai Tiemu'er 塔海帖木兒 Taγai temür, †1289, generaal van Tataarse afkomst - Kou'erji 口兒吉 Georgi, †1311, generaal, behoorde tot de Alanen - Demide'er 的迷的兒, ?-?, generaal, zoon van Kou'erji - Xiangshan 香山, ?-?, minister, zoon van Demide'er - Hudou 忽都 Qudu, 1268, generaal (bevelhebber van duizend man) - Beihan 孛罕 Bögen, †1235, oorspronkelijk een lijfwacht van Dzjengis Khan, vader van Hudou - Zhahudai 扎忽帶, generaal, zoon van Hudou - Bei'ersu 孛兒速 Borsu, ?-?, Tataarse generaal - Dadahe'er 答答呵兒, generaal, zoon van Borsu - Yuejulianchihaiya 月舉連赤海牙 Yügrünči qaya, †1304, Oeigoerse generaal - Adachi 阿答赤, †1274, militair, behoorde tot de Alanen - Boda'er 伯答兒 Bodar, †1300, generaal, zoon van Adachi - Woluosi 斡羅思 Orus, ?-?, politicus en generaal, zoon van Bodar - Ming'an 明安 Mingγan, †1303, generaal afkomstig uit Kanly - Tiegetai 帖哥台, functionaris, oudste zoon van Ming'an - Shanzhu 善住, opperbevelhebber van de Centrale Garde, tweede zoon van Tiegetai - Hulinshi 忽林失 Qurmši, ?-?, commandant van duizend man - Buluhan hanzha 不魯罕罕劄 Buluγan Qalǰa, commandant van duizend man, er wordt aangenomen dat hij een stamhoofd was van de Barlas en uit dezelfde generatie kwam als Dzjengis Khan - Xu'ertai 許兒台, generaal, zoon van Buluhan - Yanbulun 燕不倫, generaal, achterkleinzoon van Xu'ertai - Shila badu'er 失剌拔都兒 Šira baγatur (Baatar), †1302, Ossetische generaal - Yueludamou 月魯達某, Ossetische generaal, vader van Shila badu'er - Nahaichan 那海產, generaal, zoon van Shila badu'er - Cheli 徹里 Čelig,?-?, Ossetische generaal - Shiliemen 失列門, ?-?, zoon van Cheli - Hela 曷剌 Qara, 1254-1316, functionaris in dienst van Koeblai Khan, waaronder Grootminister van Landbouw, behoorde tot de hoi-yin irgen ("mensen van het bos", Mongoolse algemene term voor de stammen uit de Siberische taiga) - Buhua 不花, ?-?, minister van het Centraal Secretariaat, zoon van Hela - Qitai 乞台, †1296, Koemaanse generaal - Hazanchi 哈贊赤, generaal, zoon van Qitai - Tuoyinna 脫因納 Toyinaq (طوینه Tūīnah), †1328, generaal en politicus, behoorde tot de Kiptsjaken - Heshang 和尚 Qošang, ?-?, ambtenaar, behoorde tot de Naimanen - Wulubuhua 兀魯不花 Ulubuka, †1288, generaal, zoon van Heshang |
| 136.         | 哈剌哈孫・阿沙不花・拜住 | Halahasun, Ashabuhua, Baizhu | - Halahasun 哈剌哈孫 Harqasun, 1257-1309, minister, achterkleinzoon van Qixili - Qixili 啟昔禮 Kišiliq, redde in 1203 het leven van Dzjengis Khan door hem over een complot te rapporteren, hij ontving daarvoor de titel darhat (vrijgesteld van belastingen), behoorde tot de Keiraïten, overgrootvader van Halahasun - Tuohuan 脫歡 Togoon, 1291-1328, functionaris, zoon van Halahasun - Asha buhua 阿沙不花 Asha buqa, 1263-1309, leidde het Sibauqi (Valkenier)-Legioen, behoorde tot de koninklijke familie van de Kankuri-stam, een nomadenstam in Centraal-Azië. - Shanmie gumalishi 苫滅古麻里氏 (Shanmie gumali-clan) Qumar, grootmoeder van Asha buhua, toen de Kankuri-stam door Dzjenghis Khan was veroverd zocht Qumar (shanmie gumali) met haar twee jonge zonen Kuluk (曲論) en Yeye (調律) haar toevlucht in het Mongoolse Rijk, haar zonen kwamen in dienst bij Ögedei Khan en Möngke Khan en de zoon van Yeye, Asha buqa, bij Koeblai Khan - Bojiane 伯嘉訥, ?-?, minister, zoon van Asha buhua - Baizhu 拜住 Baiju, 1298-1323, kleinzoon van Antong (安童, 1245-1293), zie: juan 126 - Qielieshi 怯烈氏 (Qielie clan), moeder van Baizhu, echtgenote van Wududai (1272-1302, minister en zoon van Antong, zie: juan 126 |
| 137.         | 察罕・曲樞・阿禮海牙・奕赫抵雅爾丁・脫烈海牙                                                                                           | Chahan, Qushu, Alihaiya, Yihediyaerding, Tuoliehaiya | - Chahan 察罕, †1322, ambtenaar, vertaler en schrijver, zoon vam Bodena - Bodena 伯德那, sloot zich in 1220 aan bij Dzjengis Khan toen die het rijk van de Chorasmiden aanviel, was afkomstig uit het huidige Balkh, vader van Chahan - Qushu 曲樞, †1311, generaal, afkomstig uit de "Westelijke Landen" - Bodou 伯都 Baidu, 1277-1309, Hanlin-geleerde, zoon van Qushu - Bo Tiemu'er 伯帖木兒 Bek Temur, 1282-1326, minister, zoon van Qushu - Alihaiya 阿禮海牙, ?-?, Oeigoerse minister, jongere broer van Yene - Yene 野訥, 1278-1317, Oeigoerse minister en geleerde, oudere broer van Alihaiya - Yehidiya'erding 奕赫抵雅爾丁, (Ikhtiar uddin اختیار الدین), 1268-1314, minister, moslim - Tuolihaiya 脫烈海牙 Töre Qaya, 1257-1323, Oeigoerse generaal |
| 138.         | 康里脫脫・燕帖木兒・伯顏・馬札兒台・脫脫                                                                                               | Kanglituotuo, El Temür, Bayan, Mazhaertai, Toqto'a | - Kangli Tutuo 康里脫脫 Toqto van Kangli, 1272-1327, minister, afkomstig uit Kangly, broer van Asha buhua (zie juan 136) - Yan Tiemu'er 燕鐵木兒, El Temür, 1285-1333, Kiptsjak-functionaris, zat achter de machtsovername waardoor Jayaatu Khan Tugh Temür (Toq-Temür) in 1328 keizer kon worden, El Temür was een zoon van Čong'ur - Sadun 撒敦 Sādūn, †1335, minister, vierde zoon van Čong'ur, jongere broer en opvolger van El Temür - Tangqishi 唐其勢 Tengis, †1335, generaal, oudste zoon van El Temür, werd na de dood van zijn oom Sadun geëxecuteerd - Bayan van de Merkieten 伯顏 Boyan, 1280-1340, een militaire en politieke leider tijdens de late Yuan-dynastie, behoorde tot de Merkieten - Mazha'ertai 馬札兒台 Mazartai, 1285-1347, generaal, behoorde tot de Merkieten - Toqto'a 脫脫 Tuotuo, 1314–1356, minister van het Centraal Secretariaat en historicus, hoofdredacteur bij de samenstelling van drie werken uit de reeks officiële dynastieke geschiedenissen: de Geschiedenis van de Song, de Geschiedenis van de Liao en de Geschiedenis van de Jin, neef van Bayan van de Merkieten |
| 139.         | 乃蠻台・朶兒只・朶爾直班・阿魯圖・紐的該                                                                                               | Naimantai, Duo'erzhi, Duo'erzhiban, Alutu, Niudegai | - Naamantai 乃蠻台 Naimantai, †1348, functionaris, nakomeling van Muqali (1170–1223) - Duo'erzhi 朵兒只 Dorǰi, 1304-1355, functionaris, nakomeling van Muqali (1170–1223) - Duo'erzhiban 朵爾直班 Dorǰibal, 1315-1354, functionaris, nakomeling van Muqali (1170–1223) - Alutu 阿魯圖 Aruqtu, †1351, hoge functionaris, nakomeling van Bo'orchu - Niudegai 紐的該 Ni'udegei, †1360, minister, nakomeling van Bo'orchu |
| 140.         | 別兒怯不花・太平・鐵木兒塔識・達識帖睦邇                                                                                               | Bie'erqiebuhua, Taiping, Tiemuertashi, Dashitiemuer | - Bie'erqie buhua 別兒怯不花, †1350, minister - Taiping 太平 (賀惟一 He Weiyi), 1301-1363, minister, kreeg later de voornaam Taiping (賀太平, He Taiping), geëxecuteerd op bevel van keizerin Qi (juan 114) - Yexianhudou 也先忽都 (賀均 He Jun), 1320-1363, minister, zoon van He Weiyi - Tiemu'er tashi 鐵木兒塔識 Temür daš, 1302-1347, hoge ambtenaar, zoon van Kangli Tutuo (zie: juan 138), broer van Dashi Tiemu'er - Dashi Tiemu'er 達識帖睦邇 Taš temü, †1364, hoge ambtenaar, zoon van Kangli Tutuo (zie: juan 138), broer van Tiemu'er tashi - Puhua Tiemu'er 普化帖木兒, †1364, ambtenaar, zoon van 帖木哥 Tiemuge, censor |
| 141.         | 太不花・察罕帖木兒 | Taibuhua, Chaghan Temur | - Tai buhua 太不花, †1358, minister - Chaghan Temur 察罕帖木兒 Chahan Tiemu'er Čaγan-Temür (Li Chahan 李察罕), 1292-1362, militaire leider, behoorde tot de Naimanen - Köke Temür 擴廓帖木兒 Kuokuo Tiemu'er, †1375, generaal, zijn moeder was een zus van Chaghan Temur |
| 142.         | 答失八都魯 慶童 也速 徹里帖木兒 納麟                                                                                                   | Dashibadoulu, Qingtong, Yesu, Chelitiemuer, Nalin | - Dashibadulu 答失八都魯 Taš baγatu, †1358, generaal - Qing Tong 慶童 Čingtong, †1368, generaal, vooral bekend vanwege het onderdrukken van deopstand van de Rode Hoofdbanden tijdens de chaotische periode aan het einde van de Yuan-dynastie, afkomstig uit Kangly - Yesü 也速 Yesü、? - ?, ?-?, generaal, vooral bekend vanwege het onderdrukken van deopstand van de Rode Hoofdbanden tijdens de chaotische periode aan het einde van de Yuan-dynastie - Cheli Tiemu'er 徹里帖木兒 Čerik temür, ?-?, generaal - Nalin 納麟 Narin, 1281-1359, Tangut-minister |
| 143.         | 馬祖常 巙巙 自當 阿榮 小雲石海涯 泰不華 余闕                                                                                           | Mazuchang, Kuikui, Zidang, Arong, Xiaoyunshihaiya, Taibuhua, Yuque | - Ma Zuchang 馬祖常, 1279-1338, dichter, Nestoriaan, behoorde tot de Onggud - Naonao 巎巎, 1295-1345, kwam uit Kangly , dus werd hij ook Kangli Naonao (康里巎巎) genoemd, minister en kalligraaf - Huihui 回回, kwam uit Kangly , dus werd hij ook Kangli Huihui (康里回回) genoemd, 1285-1335, minister en kalligraaf, zoon van Buhumu 不忽木, 1255-1300 (zie: juan 130) - Weishan 維山, - - Zidang 自當, †1368, generaal, vooral bekend vanwege het onderdrukken van deopstand van de Rode Hoofdbanden tijdens de chaotische periode aan het einde van de Yuan-dynastie - Arong 阿榮, †1333, minister - Sewinch Qaya 小雲石海涯 Xiao Yunshihaiya Sevinču qaya, 1286-1324, Oeigoerse geleerde, schrijver en dichter - Tai buhua 泰不華, 1304-1352, ambtenaar - Yu Que 余闕, 1303-1358, functionaris, sneuvelde bij de verdediging van Anqing tijdens de chaotische periode aan het einde van de Yuan-dynastie |
| 144.         | 答里麻 月魯帖木兒 卜顏鐵木兒 星吉 福壽 道童                                                                                            | Dalima, Yuelutiemuer, Buyantiemuer, Xingji, Fushou, Daotong | - Dalima 答里麻 Darma, 1279-?, Oeigoerse minister - Yuelu Tiemu'er 月魯帖木兒, †1352, minister - Boyan Tiemu'er 卜顏鐵木兒, †1356, Tangut functionaris - Xingji 星吉, 1296-1352, Tangut minister - Fushou 福壽, †1356, Tangut ambtenaar - Daotong 道童 Dotō, †1358, OOeigoerse minister en kalligraaf |
| 145.         | 亦憐真班 廉惠山海牙 月魯不花 達禮麻識                                                                                                  | Yilianzhenban, Lianhuishanhaiya, Yuelubuhua, Dalimashili | - Yilianzhenban 亦憐真班, †1354, Tangut minister - Lianhui Shanhaiya 廉惠山海牙, ?-?, Oeigoerse ambtenaar - Yuelu buhua 月魯不花 Örüg buqa, 1308-1366, functionaris - Dalimashili 達禮麻識理 Darmashili, †1367, minister |
| 146.         | 耶律楚材 粘合重山 楊惟中 | Yelü Chucai, Zhanhezhongshan, Yang Weizhong | - Yelü Chucai 耶律楚材, 1190-1244, hoge ambtenaar onder Dzjengis Khan en onder Ögedei Khan, behoorde tot de koninklijke familie van Kitan - zi Zhu 子鑄 (Yelü Zhu 耶律鑄), 1221-1285, zoon en opvolger van Yelü Chucai - Nianhe Chongshan 粘合重山 Čungšan, †1238, Jurchen minister - zi Nanhe 子南合 (Nian Nanhe 粘合南合), †1263, minister in het Centraal Secretariaat, zoon van Nianhe Chongshan - Yang Weizhong 楊惟中, 1205-1259, Han-Chinese minister in het Centraal Secretariaat |
| 147.         | 張柔 史天倪 史天祥 | Zhang Rou, Shi Tianni, Shi Tianxiang | - Zhang Rou 張柔, 1190-1268, Han-Chinese generaal, vader van Zhang Hongfang (張弘範, 1238–1280, de generaal die uiteindelijk zuidelijke Song versloeg) - Hong Lüe 弘略 (Zhang Honglüe 張弘略), †1296, functionaris, zoon van Zhang Rou - Shi Tianni 史天倪, 1187-1225, Han-Chinese krijgsheer, zoon van Shi Bingzhi, sloot zich aan bij het Mongoolse leger in de plaats van zijn vader en speelde een actieve rol bij het pacificeren van verschillende delen van Noord-China, zijn jongere broer was Shi Tianze (1202-1275) - Shi Lun 史倫, grootvader van Shi Bingzhi en voorvader van de Zhending Shi-familie - Shi Bingzhi 史秉直, ?-?, een van de eerste invloedrijke Han-Chinezen die zich overgaf aan het Mongoolse Rijk, kleinzoon van Shi Lun (zie ook juan 155) - Shi Ji 史楫, 1214-1272, bevelhebber, volgde zijn oom Shi Tianze (1202-1275), oudste zoon van Shi Tianni - Shi Quan 史權, bevelhebber, volgde zijn oom Shi Tianze (1202-1275), zoon van Shi Tianni - Shi Shu 史樞, 1221-1287, Han-krijgsheer die het Mongoolse Rijk diende, zoon van Shi Tian'an - Shi Tian'an 史天安, 1199-1255, diende in het Mongoolse leger en speelde een actieve rol bij het pacificeren van verschillende delen van Noord-China, zoon van Shi Bingzhi - Shi Tianxiang 史天祥, 1191-1258, neef van Shi Bingzhi - Shi Huaide 史懷德, †1214, vader van Shi Tianxiang |
| 148.         | 董俊 嚴實 | Dong Jun, Yan Shi | - Dong Jun 董俊, 1186-1233, Han-generaal - zi Wenwei 子文蔚 (Dong Wenwei 董文蔚), †1268, generaal, tweede zoon van Dong Jun - Wenyong 文用 (Dong Wenyong 董文用), 1229-1302, ambtenaar, derde zoon van Dong Jun - Wenzhi 文直 (Dong Wenzhi 董文直), 1225-1276, generaal, vierde zoon van Dong Jun - Wenzhong 文忠 (Dong Wenzhong 董文忠), 1231-1281, generaal, achtste zoon van Dong Jun - Yan Shi 嚴實, 1182-1240, generaal van Han-Chinese afkomst, actief in het Dongping-gebied en erfelijke prins van Han tijdens de periode van het Mongoolse Rijk - zi Zhongji 子忠濟 (Yan Zhongji 嚴忠濟), †1293, militair, tweede zoon en opvolger van Yan Shi, was vanaf 1261 aan het hof werkzaam - Zhongsi 忠嗣 (Yan Zhongsi 嚴忠嗣), †1273, militair, in 1263 werd hij uit zijn ambt ontheven |
| 149.         | 耶律留哥 劉伯林 郭寶玉 石天應 移剌揑兒 耶律禿花 王珣                                                                                   | Yelu Liuge, Liu Bolin, Guo Baoyu, Shi Tianying, Yi Lanieer, Yelu Tuhua, Wang Xu | - Yelü Liuge 耶律留哥, 1165-1220, behoorde tot de Kitan, kwam in opstand tegen de Jin-dynastie, sloot zich aan bij het Mongoolse Rijk en vestigde zijn eigen regime, Oost-Liao (1213–1220), waar hij de eerste heerser van werd - Yao Lishi 姚里氏, ?-?, echtgenote van Yelü Liuge en was na de dood van haar man regentes voor de troonopvolger Yelu Xuehuo die echter in het Mongoolse leger diende. Kreeg in 1226 de instemming van Dzjengis Khan dat Yelu Xuehuo mocht terugkeren en dat Yelü Shange (tweede zoon van Yelü Liuge) daarvoor in het Mongoolse leger zou dienen - Xuedu (huo?) 薛闍 (Yelü Xuehuo? 耶律薛闍), 1193-1238, generaal, oudste zoon van Yelü Liuge en de aangewezen troonopvolger, bleef echter in het Mongoolse leger dienen - Shou Guonu 收國奴 (Yelü Shouguonu 耶律收國奴), 1215-1259, erfde in 1238 de titel van zijn vader Xuehuo, veranderde zijn naam in Shilai (石剌) - Gunai 古乃 (Yelü Gunai 耶律古乃), 1234-1269, Kitan-generaal, zoon van Yelü Shouguonu - Shange 善哥 (Yelü Shange 耶律善哥), 1213-1264, generaal, tweede zoon van Yelü Liuge - Liu Bolin 劉伯林, 1150-1221, ambtenaar, vormde een militaire factie die bestond uit Han-Chinezen - Liu Heima 劉黑馬, 1199-1262, generaal, zoon van Liu Bolin - Liu Yuanzhen 劉元振,1225-1275, generaal, oudste zoon van Liu Heima - Liu Wei 劉緯, generaal, zoon van Liu Yuanzhen - Liu Yuanli 劉元禮, †1272, generaal, vijfde zoon van Liu Heima (en jongere broer van Liu Yuanzhen) - Guo Baoyu 郭寶玉, †1222, sloot zich aan bij Muqali, een generaal van Dzjengis Khan - Guo Dehai 郭德海, †1234, volgde generaal Jebe, een generaal van Dzjengis Khan; Guo Dehai was een zoon van Guo Baoyu - Guo Kan 郭侃, 1217–1277, generaal, kleinzoon van Guo Baoyu - Shi Tianying 石天應, 1162-1222, Han-generaal, sloot zich aan bij Muqali, een generaal van Dzjengis Khan - Shi Zuozhong 石佐中, generaal, neef van Shi Tianying - Shi Anwan 石安琬, †1299, generaal, zoon van Shi Zuozhong - Yilanie'er 移剌揑兒, †1228, generaal, behoorde tot de Kitan - Yilamainu 移剌買奴, 1196-1235, generaal, zoon van Yilanie'er - Yilayuanchen 移剌元臣, †1293, generaal, zoon van Yilamainu - Yelü Tuhua 耶律禿花 Yelü Toγan, behoorde tot de Kitan, sloot zich samen met zijn broer Yelü Ahai een van de eerste Khitans aan bij Dzjengis Khan diende - Maizhu 買住 (Yelü Maizhu 耶律買住), ?-?, generaal, tweede zoon van Yelü Tuhua - Tumanda'er 禿滿答兒 (Yelü Tumandar 耶律禿滿答兒), ?-?, generaal, zoon van Yelü Maizhu - Manggudai 忙古帶 (Yelü Manggudai 耶律忙古帶), ?-?, generaal, achterkleinzoon van Yelü Tuhua - Wang Xun 王珣, 1177-1224, behoorde tot de Kitan, de oorspronkelijke achternaam van de familie was Yelu, zij waren al generaties lang een vooraanstaande familie in de Liao-dynastie - zi Rongzu 子榮祖 (Wang Rongzu 王榮祖), 1196-1260, zoon van Wang Xun, nam deel aan de Mongoolse verovering van Noordoost-Azië, waaronder de regio Liaodong, het koninkrijk Goryeo en het koninkrijk Oostelijk Xia (1215-1233) |
| 150.         | 石抹也先 何伯祥 李守賢 耶律阿海 何實 郝和尚拔都 趙瑨 石抹明安 張榮 劉亨安                                                              | Shimoyexian, Heboxiang, Li Shouxian, Yelu Ahai, He Shi, Haoheshangbadou, Zhaojin, Shimomingan, Zhang Rong, Liu Hengan                                                                                     | - Shimo Yexuan 石抹也先 Shimo Yesen?, 1177-1217, militaire leider van de Shimo-clan van de Kitan-dynastie, sloot zich in 1215 aan bij Muqali, een generaal van Dzjengis Khan - Chala 查剌 (Shimo Chala 石抹查剌), 1200-1243, generaal, zoon van Shimo Yesen - He Boxiang 何伯祥, 1203-1259, Han-generaal die het Mongoolse Rijk diende - zi Wei 子瑋 (He Wei 何瑋), 1245-1310, ambtenaar, zoon van He Boxiang - Li Shouxian 李守賢, 1189-1234, generaal, was in dienst van de Jin-dynastie, sloot zich in 1215 aan bij Muqali, een generaal van Dzjengis Khan - Li Gou 李彀, 1222-1270, generaal, zoon van Li Shouxian - Yelü Ahai 耶律阿海, 1150-1222, Kitan, sloot zich aan bij Dzjengis Khan, was bedreven in het boogschieten te paard en sprak vloeiend Chinees, Mongools en Turks - Mang Gutai (Yelü Manggutai 耶律忙古台), ?-?, generaal, oudste zoon van Yelü Ahai - Mian Sige 綿思哥 (Yelü Miansige 耶律綿思哥), generaal, tweede zoon van Yelü Ahai - Nie'erge 捏兒哥 (Yelü Nie'erge 耶律捏兒哥), †1223, generaal, derde zoon van Yelü Ahai - Maige 買哥 (Yelü Maige 耶律買哥), †1259, generaal, zoon van Yelü Nie'erge - Lüma 驢馬 (Yelü Lüma 耶律驢馬), ?-?, generaal, zoon van Yelü Maige - He Shi 何實, †1257, generaal - Haoheshangbadu 郝和尚拔都, 1204-1252, op jonge leeftijd door het Mongoolse leger werd gevangengenomen en door Dzjengis Khan vier maal als gezant naar de zuidelijke Song gestuurd - Zhao Jin 趙瑨, 1201-1280, generaal, sloot zich in 1213 aan bij het Mongoolse leger - Bing Wen 秉溫 (Zhao Bingwen 趙秉溫), 1242-1308, generaal, zoon van Zhao Jin - Shimo Ming'an 石抹明安, 1164-1216, minister, behoorde tot de Shimo-clan van de Kitan-dynastie, sloot zich in 1211 aan bij Dzjengis Khan - Zhang Rong 張榮, 1158-1230, legerleider, sloot zich in 1214 aan bij Dzjengis Khan - Liu Heng'an 劉亨安, †1243, generaal, Han-Chinees, sloot zich in 1214 met zijn broer Liu Shiying aan Muqali, een generaal van Dzjengis Khan - Shiying 世英 (Liu Shiying 劉世英), generaal, broer van Liu Heng'an |

##### Juan151-170, individuele biografieën 3
| juan 151-170 | Titel | Vertaling | Opmerkingen |
| ------------ | --- | --- | --- |
| 151.         | 薛塔剌海 高兒 王義 王玉 趙迪 邸順 王善 杜豐 石抹孛迭兒 賈塔剌渾 奧敦世英 田雄 張拔都 張榮 趙天錫                       | Xuetalahai, Gao'er, Wang Yi, Wang Yu, Zhao Di, Di Shun, Wang Shan, Du Feng, Shi Mobeidieer, Jia Talahun, Ao DunshiYing, Tian Xiong, Zhang Badou, Zhang Rong, Zhao Tianxi                                               | - Xue Talahai 薛塔剌海, †1232, sloot zich in 1214 als militair commandant aan bij Dzjengis Khan - Junsheng 軍勝 (Xue Junsheng 薛軍勝), †1268, militaire figuur, zoon van Xue Talahai - Sijianu 四家奴 (Xue Sijianu 薛四家奴), ?-?, militaire figuur, zoon van Xue Junsheng - Gao Nao'er 高閙兒, generaal - Gao Yuanzhang 高元長, Jurchen, erfde de positie van zijn vader Gao Nao'er - Mieligan 滅里干 (Gao Mieligan 高滅里干), erfde de positie van zijn vader Gao Yuanzhang - Wang Yi 王義, 1181-1249, sloot zich aan bij generaal Muqali - Wang Yu 王玉, 1191-1260, sloot zich aan bij generaal Muqali - Wang Chen 王忱, 1237-1315, ambtenaar, zoon van Wang Yu - Zhao Di 趙迪, 1183-1252, sloot zich aan bij Dzjengis Khan - Di Shun 邸順, 1183-1256, sloot zich in 1214 aan bij Dzjengis Khan - Di Jia 邸浹, 1223-1299, generaal, erfde de positie van zijn vader Di Shun - Di Cong 邸琮, generaal, 1205-1239, jongere neef van Di Shun - Di Ze 邸澤, generaal, 1229-1291, erfde de positie van zijn vader Di Cong - Wang Shan 王善, 1183-1243, sloot zich aan bij het Mongoolse leger - zi Qingduan 子慶端 (Wang Qingduan 王慶端), 1225-1304, tweede zoon van Wang Shan - Du Feng 杜豐, 1190-1256, sloot zich aan bij Dzjengis Khan en werd bevelhebber en gouverneur van Qinzhou - Du Sijing 杜思敬, 1235-1320, ambtenaar en medicus, zoon van Du Feng - Shimo Beidie'er 石抹孛迭兒, generaal, behoorde tot de Kitan en was een lid van de Shimo-clan - Mai (Jia?) Talahun 賈塔剌渾, †1244, Han-Chinees, sloot zich aan bij Dzjengis Khan toen die om artilleristen vroeg - Mai Liushiba 買六十八, ? - Aodun Shijing 奧敦世英, ?-?, Jurchen, sloot zich al vroeg aan bij de Mongolen - Aodun Baohe 奧敦保和, ?-?, Jurchen, ambtenaar, jongere broer van Aodun Shijing - Aodun Xikai 奧敦希愷, †1265, ambtenaar, oudste zoon van Aodun Baohe - Aodun Xijin 奧敦希尹, †1274 ambtenaar, vierde zoon van Aodun Baohe - Tian Xiong 田雄, 1189-1246, generaal - Zhang Badu 張拔都, ?-?, sloot zich in 1211 aan bij Dzjengis Khan - Manggutai 張忙古台 (Zhang Manggutai 張忙古台), legercommandant, zoon van Zhang Badu - Zhang Shize 張世澤,erfde de positie van zijn vader Zhang Manggutai - Zhang Rong 張榮, 1158-1230, sloot zich in 1214 aan bij Dzjengis Khan - Zhang Nubi 張奴婢, 1188-1262, generaal, zoon van Zhang Rong - Zhang Junzuo 張君佐, †1284, generaal, zoon van Zhang Nubi - Zhao Tianxi 趙天錫, 1189-1238, generaal - Biheng 賁亨 (Zhao Biheng 趙賁亨), 1229-1285, volgde zijn vader Zhao Tianxi op |
| 152.         | 張晉亨 王珍 楊傑只哥 劉通 岳存 張子良 唐慶 齊榮顯 石天祿 石抹阿辛 劉斌 趙                                              | Zhang Jinheng, Wang Zhen, Yang Jiezhige, Liu Tong, Yue Cun, Zhang Ziliang, Tang Qing, Qi Rongxian, Shi Tianlu, Shi Moaxin, Liu Bin, Zhao Rou                                                                           | - Zhang Jinheng 張晉亨, †1276, sloot zich met zijn broer Zhang Hao (张颢) aan bij de Mongolen, werd legercommandant - Haogu 好古 (Zhang Haogu 張好古), †1262, generaal, zoon van Zhang Jinheng - Wang Zhen 王珍, sloot zich aan bij de Mongolen en werd generaal - Wan Wengan 王文幹, generaal, zoon van Wang Zhen - Yang Jiezhige 楊傑只哥, 1199-1239, generaal - Liu Tong 劉通, †1256, generaal - Liu Fuheng 劉復亨, †1283 volgde zijn vader Liu Tong op als generaal - Liu Yuan 劉淵, 1258-1307, generaal, zoon van Liu Fuheng - Liu Wuhui 劉無晦, generaal, zoon van Liu Yuan - Yue Cun 岳存, 1194-1262, generaal - Yue Tianzhen 岳天禎, 1238-1309, volgde zijn vader Yue Cun op - Zhang Ziliang 張子良, 1194-1271, generaal bij Jin, sloot zich aan bij de Mongolen en werd weer generaal - Zhang Mao 張懋, 1218-1280, ambtenaar, zoon van Zhang Zilang - Tang Qing 唐慶, †1232, generaal - Qi Rongxian 齊榮顯, †1270, generaal - Shi Tianlu 石天祿, 1183-1236, generaal - Shi Xingzu 石興祖, †1282, generaal, zoon van Shi Tianlu - Shimo Axin 石抹阿辛, 1177-1217, militaire leider van de Shimo-clan van de Kitan-dynastie, sloot zich in 1215 aan bij generaal Muqali - Chala 查剌, (Shimo Chala 石抹查剌), 1200-1243, generaal, zoon van censor Shimo Yesen (石抹也先 1177-1217) - Kuluman 庫祿滿 (Shimo Kuluman 石抹庫祿滿), †1262, bevelhebber, zoon van Shimo Chala - Liu Bin 劉斌, 1198-1259, militaire commandant - Liu Sijing 劉思敬, 1231-1283, erfde de positie van zijn vader Liu Bin - Zhao Rou 趙柔, †1236, sloot zich in 1213 aan bij Dzjengis Khan, werd generaal |
| 153.         | 劉敏 王檝 王守道 高宣 王玉汝 焦德裕 石天麟 李邦瑞 楊奐 賈居貞                                                          | Liu Min, Wang Ji, Wang Shoudao, Gao Xuan, Wang Yuru, Jiao Deyu, Shi Tianlin, Li Bangrui, Yang Huan, Jia Juzhen | - Liu Min 劉敏, 1201-1259, geadopteerd door een Mongoolse generaal, was bestuurlijk actief, maar trok zich na de val van de tak van Ögedei Khan terug - Wang Ji 王檝, 1184-1243?, generaal - Wang Shoudao 王守道, †1270, ambtenaar - Gao Xuan 高宣, generaal - Gao Tianxi 高天錫, generaal, zoon van Gao Xuan - Gao Liang 高諒, ambtenaar, zoon van Gao Tianxi - Tashibuhua 塔失不花 (Gao Tashibuhua 高塔失不花), generaal, zoon van Gao Liang - Wang Yuru 王玉汝, †1255, ambtenaar - Jiao Deyu 焦德裕, 1220-1288, functionaris, zoon van Jiao Yong - Jiao Yong 焦用, generaal, vader van Jiao Deyu - Shi Tianlin 石天麟, 1218-1309, minister, zoon van Shi Gui - Shi Gui 石珪, †1223, leider van het rebellenleger van de Rode Jassen (Hong'aojun, 紅襖軍), dat vocht tegen de Jin-dynastie, liep over naar de zuidelijke Song en sloot zich in 1218 aan bij Dzjengis Khan, vader van Shi Tianlu - Li Bangrui 李邦瑞, †1235, onderwierp zich aan generaal Muqali en werd als gezant naar de zuidelijke Song gestuurd - Yang Huan 楊奐, 1186-1255, gevangen genomen door de Mongolen en werd ambtenaar - Jia Juzhen 賈居貞, 1218-1280, ambtenaar (vicekanselier van de provincie Jiangxi) - Jia Jun 賈鈞, †1312, minister, zoon van Jia Juzhen |
| 154.         | 洪福源 鄭鼎 李進 石抹按只 謁只里 鄭溫                                                                                  | Hong Bok-won, Zheng Ding, Li Jin, Shi Moanzhi, Ye Zhili, Zheng Wen | - Hong Pok-wŏn 洪福源 Hong Fuyuan, 1206-1258, legercommandant uit Goryeo, liep in 1231 over naar de Mongolen en hielp vervolgens het Mongoolse leger bij de invasie van Goryeo, zoon van Hong Tae-sun - Hong Daxuan 洪大宣 (Hong Tae-sun 홍대순), militaire commandant (toryon) in Goryeo, vader van Hong Fuyuan - Jun Qi 俊奇, (Hong Chaqiu 洪茶丘), 1244-1291, werd door Koeblai Khan benoemd tot algemeen directeur van de militaire en civiele zaken van Goryeo, tweede zoon van Hong Fuyuan - Jun Xiang 君祥, (Hong Junxiang 洪君祥), †1309, generaal, vijfde zoon van Hong Fuyuan - Wan 萬 (Hong Wan 洪萬), †1310, oudste zoon van Hong Chaqiu - Zheng Ding 鄭鼎, 1215-1277, militair commandant - Zhiyi 制宜 (Zheng Zhiyi 鄭制宜), 1260-1306, functionaris, zoon van Zheng Ding - Li Jin 李進, †1295, legerleider - Li Wen 李雯, generaal, zoon van Li Jin - Shimo Anzhi 石抹按只, †1273, Kitan, generaal - Shimo Bulao 石抹不老, generaal, zoon en opvolger van Shimo Anzhi - Ye Zhili 謁只里, 1240-1282, Jurchen-functionaris - Zheng Wen 鄭溫, 1211-1291, sloot zich aan bij het Mongoolse leger en werd generaal |
| 155.         | 汪世顯 史天澤 | Wang Shixian, Shi Tianze | - Wang Shixian 汪世顯, 1195-1243, legerleider - Dachen 德臣 (Wang Dachen 汪德臣), 1222-1259, militaire functionaris, zoon van Wang Shixian - Liangchen 良臣 (Wang Liangchen 汪良臣), 1231-1281, militaire functionaris, zoon van Wang Shixian - Weizheng 惟正 (Wang Weizheng 汪惟正), 1242-1285, militaire functionaris, zoon van Wang Shixian - Shi Tianze 史天澤, 1202-1275, Han-Chinese krijgsheer, zoon van Shi Bingzhi (zie ook juan 147) - Ge 格 (Shi Ge 史格), 1234-1291, Han-Chinese krijgsheer, zoon van Shi Tianze |
| 156.         | 董文炳 張弘範 | Dong Wenbing, Zhang Hongfan | - Dong Wenbing 董文炳, 1217-1278, generaal - Shiyuan 士元 (Dong Shiyuan 董士元), 1235-1276, generaal, oudste zoon van Dong Wenbing - Shixuan 董士選 (Dong Shixuan 董士選), 1253-1321, generaal, tweede zoon van Dong Wenbing - Zhang Hongfan 張弘範, 1238-1280, generaal |
| 157.         | 劉秉忠 張文謙 郝經 | Liu Bingzhong, Zhang Wenqian, Hao Jing | - Liu Bingzhong 劉秉忠, 1216-1274, architect, ontwierp zowel de hoofdstad Dadu (Khanbaliq) als de zomerresidentie Xanadu - Bingshu 秉恕 (Liu Bingshu 劉秉恕), ambtenaar, jongere broer van Liu Bingzhong - Zhang Wenqian 張文謙, 1216-1283, functionaris - Hao Jing 郝經, 1223-1275, confucianistische geleerde |
| 158.         | 姚樞 許衡 竇默 | Yao Shu, Xu Heng, Dou Mo | - Yao Shu 姚樞, 1201-1278, regeringsfunctionaris en geleerde - Xu Heng 許衡, 1209-1281, neo-confucianistische geleerde - Dou Mo 竇默, 1196-1280, geneeskundige bedreven in acupunctuur - Li Junmin 李俊民, 1176-1260, neo-confucianistische geleerde bedreven in numerologie |
| 159.         | 宋子貞 商挺 趙良弼 趙璧                                                                                                | Song Zizhen, Shang Ting, Zhao Liangbi, Zhao Bi | - Song Zizhen 宋子貞, 1186-1266, minister - Shang Ting 商挺, 1209-1289, minister - Shang Hu 商琥, †1293, ambtenaar, oudste zoon van Shang Ting - Shang Tang 商瑭, ambtenaar, derde zoon van Shang Ting - Shang Qi 商琦, ambtenaar, vijfde zoon van Shang Ting - Zhao Liangbi 趙良弼, 1216-1286, minister, behoorde tot de Jurchen - Zhao Bi 趙璧, 1220-1276, ambtenaar |
| 160.         | 王磐 王鶚 高鳴 李冶 李昶 劉肅 王思廉 李謙 徐世隆 孟祺 閻復                                                             | Wang Pan, Wang E, Gao Ming, Li Ye, Li Chang, Liu Su, Wang Silian, Li Qian, Xu Shilong, Meng Qi, Yan Fu | - Wang Pan 王磐, ?-?, ambtenaar, zoon van Wang Xi - fu Xi 父禧 (Wang Xi 王禧), vormde aan het einde van de Jin-dynastie uit eigen middelen een leger, vader van Wang Pan - Wang E 王鶚, 1190-1273, ambtenaar en historicus - Gao Ming 高鳴, 1209-1274, ambtenaar - Li Ye 李冶, 1192-1279, schrijver en wiskundige - Li Chang 李昶, 1203-1289, ambtenaar - Liu Su 劉肅, 1188-1263, ambtenaar - Wang Silian 王思廉, 1238-1320, ambtenaar - Li Qian 李謙, 1232-1310, ambtenaar - Xu Shilong 徐世隆, 1206-1285, ambtenaar - Meng Qi 孟祺, ambtenaar - Yan Fu 閻復, 1236-1312, ambtenaar |
| 161.         | 楊大淵 劉整 | Yang Dayuan, Liu Zheng | - Yang Dayuan 楊大淵, †1265, generaal - Wen An 文安 (Yang Wen'an 楊文安), 1241-1282, generaal, neef van Yang Dayuan - Liu Zheng 劉整, 1211-1275, generaal |
| 162.         | 李忽蘭吉 李庭 史弼 高興 劉國傑                                                                                         | Li Hulanji, Li Ting, Shi Bi, Gao Xing, Liu Guojie | - Li Hulanji 李忽蘭吉, †1296, generaal - Li Ting 李庭, †1304, generaal - Shi Bi 史弼, 1233-1318, generaal, staat bekend om de mislukte Java-expeditie in 1293, waarbij hij opperbevelhebber was, was de achterkleinzoon van Shi Bin - Shi Bin 史彬, sloot zich aan bij generaal generaal Muqali, was de overgrootvader van Shi Bi - Gao Xing 高興, 1245-1313, generaal - Liu Guojie 劉國傑, 1234-1305, Jurchen-generaal die het Mongoolse Rijk diende |
| 163.         | 李德輝 張雄飛 張德輝 馬亨 程思廉 烏古孫澤 趙炳                                                                         | Li Dehui, Zhang Xiongfei, Zhang Dehui, Ma Heng, Cheng Silian, Wu Gusunze, Zhao Bing | - Li Dehui 李德輝, 1218-1280, ambtenaar - Zhang Xiongfei 張雄飛, ?-?, ambtenaar - Zhang Dehui 張德輝, 1195-1275, sloot zich aan bij de Mongolen en werd ambtenaar - Ma Heng 馬亨, 1207-1277, ambtenaar - Cheng Silian 程思廉, 1235-1296, censor - Wugusunze 烏古孫澤, 1250-1315, minister, behoorde tot de Jurchen - Zhao Bing 趙炳, 1222-1280, ambtenaar |
| 164.         | 楊恭懿 王恂 郭守敬 楊桓 楊果 王構 魏初 焦養直 孟攀麟 尚野 李之紹                                                       | Yang Gongyi, Wang Xun, Guo Shoujing, Yang Huan, Yang Guo, Wang Gou, Wei Chu, Jiao Yangzhi, Meng Panlin, Shang Ye, Li Zhishao                                                                                           | - Yang Gongyi 楊恭懿, 1225-1294, ambtenaar - Wang Xun 王恂, 1235-1291, wiskundige, zoon van Wang Liang - Wang Liang 王良, bedreven in de kalender en astronomie, vader van Wang Xun - Guo Shoujing 郭守敬, 1231-1316, astronoom, wiskundige en waterbouwkundige - Yang Huan 楊桓, 1234-1299, taalkundige - Yang Guo 楊果, 1195-1269, ambtenaar - Wang Gou 王構, 1245-1309, redacteur van de Hanlin-academie voor Nationale Geschiedenis - Wei Chu 魏初, 1226-1286, redacteur van de Hanlin-academie voor Nationale Geschiedenis, achterkleinzoon van Wei Fan - Wei Fan 魏璠, historicus onder de Jin-dynastie, na de val van Jin keerde hij terug naar zijn geboorteplaats, maar werd in 1250 ontboden naar de residentie van Koeblai Khan - Jiao Yangzhi 焦養直, 1238-1310, ambtenaar - Meng Panlin 孟攀麟, 1204-1267, ambtenaar, achterkleinzoon van Meng Yanfu - Meng Yanfu 孟彥甫, ambtenaar onder de Jin, overgrootvader van Meng Panlin - Shang Ye 尚野, 1244-1319, ambtenaar - Li Zhishao 李之紹, 1254-1326, ambtenaar |
| 165.         | 張禧 賈文備 解誠 管如德 趙匣剌 周全 孔元 朱國寶 張立 齊秉節 張萬家奴 郭昂 綦公直 楊賽因不花 鮮卑仲吉 完顏石柱          | Zhang Xi, Jia Wenbei, Jie Cheng, Guan Rude, Zhao Xiala, Zhou Quan, Kong Yuan, Zhu Guobao, Zhang Li, Qi Bingjie, Zhangwan Jianu, Guo Ang, Qi Gongzhi, Yangsaiyinbuhua, Xianbei Zhongji, Wanyan Shizhu                   | - Zhang Xi 張禧, 1217-1291, generaal, zoon van Zhang Renyi - Zhang Renyi 張仁義, 張仁義, generaal, vader van Zhang Xi - Zhang Honggang 張弘綱, 1237-1301, generaal, zoon van Zhang Xi - Jia Wenbei 賈文備, †1304, generaal, zoon van Jia Fu - Jia Fu 賈輔, 1192-1254, generaal, vader van Jia Wenbei - Jie Cheng 解誠, †1293, generaal - Jie Ruji 解汝楫, generaal, zoon van Jie Cheng - Tiege 帖哥 (Jie Tiege 解帖哥), generaal, kleinzoon van Jie Cheng - Guan Rude 管如德, 1247-1290, generaal - Zhao Xiala 趙匣剌, †1275, generaal - Zhou Quan 周全, †1305, generaal - Kong Yuan 孔元, †1282, generaal - Zhu Guobao 朱國寶, 1229-1288, generaal, veroverde het eiland Hainan, zoon van Zhu Cunqi - Zhu Cunqi 朱存器, ?-?, ambtenaar, vader van Zhu Guobao - Zhang Li 張立, generaal - Qi Bingjie 齊秉節, 1230-1291, generaal, bestreed de zuidelijke Song, zoon van Qi Gui - Qi Gui 齊珪, militair, vader van Qi Bingjie - Zhang Wanjianu 張萬家奴, †1283, generaal, viel Sichuan aan, zoon van Zhang Zhagudai - Zhagudai 札古帶 (Zhang Zhagudai 張札古帶), ?-?, generaal, vader van Zhang Wanjianu - Zhang Baotong 張保童, generaal, zoon van Zhang Wanjianu - Zhang Xiaozhong 張孝忠, generaal, zoon van Zhang Wanjianu, jongere broer van Zhang Baotong - Guo Ang 郭昂, 1229-1289, generaal - Qi Gongzhi 綦公直, †1286, generaal - Manggutai 忙古台, (Qi Manggutai 綦忙古台), ?-?, generaal, derde zoon van Qi Gongzhi - Yang Saiyin buhua 楊賽因不花, 1281-1320, generaal, erfelijk leider van stamgebied van Bozhou (播州) rond het huidige Zunyi in Guizhou - Yang Bangxian 楊邦憲, erfelijk leider van stamgebied van Bozhou, vader van Yang Saiyin buhua - Xianbei Zhongji 鮮卑仲吉, generaal, sloot zich in 1215 aan bij Dzjengis Khan - Xianbei Zhun 鮮卑準, generaal, zoon van Xianbei Zhongji - Xianbei Cheng 鮮卑誠, generaal, zoon van Xianbei Zhun - Wanyan Shizu 完顏石柱, †1283, generaal, behoorde tot de Jurchen - Wanyan Nazhu 完顏拿住, generaal, Jurchen volgde Dzjengis Khan bij zijn aanval op het rijk van de Chorasmiden, vader van Wanyan Shizu |
| 166.         | 王綧 隋世昌 羅璧 劉恩 石高山 鞏彥暉 蔡珍 張泰亨 賀祉 孟德子義 鄭義 張榮實 石抹狗狗 楚鼎 樊楫 張均 信苴日 王昔剌 趙宏偉 | Wang Zhun, Sui Shichang, Luo Bi, Liu En, Shi Gaoshan, Gong Yanhui, Cai Zhen, Zhang Taiheng, He Zhi, Meng Deziyi, Zheng Yi, Zhang Rongshi, Shi Mogougou, Chu Ding, Fan Ji, Zhang Jun, Xin Juri, Wang Xila, Zhao Hongwei | - Wang Zhun 王綧, 1222-1283, lid van de koninklijke familie van de Goryeo-dynastie, werd na de Mongoolse inval in Goryeo in 1241 als gijzelaar naar Mongolië gestuurd, kwam in dienst van Koeblai Khan - Ala Tiemu'er 阿剌怗木兒 (Wang Yong 王雍), †1281, een militaire commandant van de Yuan-dynastie, zoon van Wang Zhun - Wu Ai 兀愛, ?-?, minister, jongere broer van Wang Yong - Sui Shichang 隋世昌, generaal, zoon van Sui Bao - Sui Bao 隋寶, generaal, vader van Sui Shichang - Liu Bi 羅璧, 1244-1309, militair in dienst van de Mongolen - Liu En 劉恩, †1285, generaal - Shi Gaoshan 石高山, 1228-1303, generaal - Gong Yanhui 鞏彥暉, 1204-1259, militaire commandant - Gong Xin 鞏信, erfde in 1259 de positie van zijn vader Gong Yanhui - Cai Zhen 蔡珍, generaal - Zhang Taiheng 張泰亨, †1277, generaal - Zhang Zhen 張震, †1329, generaal, kleinzoon van Zhang Taiheng - He Zhi 賀祉, †1288, generaal - Meng De 孟德, militair commandant - Meng Yi 孟義, generaal, zoon van Meng De - Zheng Yi 鄭義, †1232, generaal - Zheng Ze 鄭澤, zoon van Zheng Yi en oudere broer van Zheng Ze - Zheng Jiang 鄭江, †1271, generaal, zoon van Zheng Yi en jongere broer van Zheng Ze - Zheng Huan 鄭郇, zoon van Zheng Jiang - Zhang Rongshi 張榮實, 1218-1278, zoon van een Jin-gouverneur, sloot zich aan bij de Mongolen en werd legerleider - Zhang Jin 張進, †1234, sloot zich in 1232 aan bij de Mongolen en werd legercommandant, vader van Zhang Rongshi - Zhang Yu 張玉, †1288, generaal, tweede zoon van Zhang Rongshi - Shimo Gougou 石抹狗狗, †1289, generaal, behoorde tot de Jurchen, zoon van Shimo Qi'er - Shimo Gaonu 石抹高奴, †1229, Kitan, sloot zich in 1211 aan bij het leger van Dzjingis Khan, werd generaal, grootvader van Shimo Qi'er - Shimo Qi'er 石抹乞兒, †1267, vader van Shimo Gougou, kleinzoon van Shimo Gaonu - Chu Ding 楚鼎, generaal, nam in 1281 deel aan de mislukte invasie om Japan te veroveren - Chu Wangbiang 楚王弁 (弁 =schrijffout?) (Chu Bian 楚㺹), sloot zich in 1239 aan bij de Mongolen, vader van Chu Ding - Fan Ji 樊楫, †1288, militaire figuur - Zhang Jun 張均, †1314, militair commandant - Xinjuri 信苴日 (Duan Shi 段實, Duan Xinjuri 段信苴日), †1282, tweede gouverneur van Dali onder Mongoolse jurisdictie, jongere broer van Duan Xingzhi - Duan Xingzhi 段興智, †1260, laatste monarch van het Koninkrijk Dali en na de Mongoolse verovering gouverneur-generaal van Dali - Xinjufu 信苴福 (Duan Xinjufu 段信苴福), oom (of jongste broer) van Duan Xingzhi , de laatste monarch van het Dali-koninkrijk, nam deel aan de Mongoolse pacificatie van Dali - Wang Xila 王昔剌, †1279, generaal in dienst van Koeblai Khan - Wang Ning 王寧, militaire bevelhebber, tweede zoon van Wang Xila - Zhao Hongwei 趙宏偉, 1244-1326, ambtenaar |
| 167.         | 張立道 張庭珍 張惠 劉好禮 王國昌 姜彧 張礎 呂掞𡌳 譚資榮 王惲                                                          | Zhang Lidao, Zhang Tingzhen, Zhang Hui, Liu Haoli, Wang Guochang, Jiang Yu, Zhang Chu, Lu Shan, Tan Zirong, Wang Yun                                                                                                   | - Zhang Lidao 張立道, †1298, ambtenaar - Zhang Tingzhen 張庭珍, 1229-1284, ambtenaar - Ting Rui 庭瑞 (Zhang Tingrui 張庭瑞), 1234-1290, ambtenaar, jongere broer van Zhang Tingzhen - Zhang Hui 張惠, 1224-1285, minister - Liu Haoli 劉好禮, 1227-1288, ambtenaar - Wang Guochang 王國昌, †1273, functionaris - zi Tong 子通 (Wang Tong 王通), ?-?, bevelhebber, zoon van Wang Guochang - Jiang Yu 姜彧, 1218-1293, ambtenaar - Zhang Chu 張礎, 1232-1294, ambtenaar - Lü huo? tu 呂或土 (Lü (schrijffout?) 呂𡌳), 1237-1315, ambtenaar - Tan Zirong 譚資榮, ambtenaar - Tan Cheng 譚澄, ambtenaar, zoon van Tan Zirong - Wang Yun 王惲, 1228–1304, ambtenaar en dichter |
| 168.         | 陳祐 劉宣 何榮祖 陳思濟 秦長卿 趙與𤍟? 姚天福 許國禎                                                                   | Chen You, Liu Xuan, He Rongzu, Chen Siji, Qin Zhangqing, Zhao Yu□, Yao Tianfu, Xu Guozhen | - Chen You 陳祐, 1222-1277, ambtenaar - Tian Xiang 天祥 (Chen Tianxiang 陳天祥), 1230-1316, ambtenaar, broer van Chen You - Liu Xuan 劉宣, 1233-1288, ambtenaar - He Rongzu 何榮祖, 1221-1300, minister - Chen Siji 陳思濟, 1232-1301, ambtenaar - Qin Zhangqing 秦長卿, functionaris - Zhao Yupiao?? 趙與票 (Zhao Yu (schrijffout?) 趙與𤍟), 1242-1303, lid van de koninklijke familie van de Zuidelijke Song, werd in 1277 door Koeblai Khan naar het hof ontboden om advies te geven over de wetgeving van het hof - Yao Tianfu 姚天福, 1230-1302, censor - Xu Guozhen 許國禎, bedreven in de geneeskunde - Yi 扆 (Xu Yi 許扆), opvolger van zijn vader Xu Guozhen |
| 169.         | 賀仁傑 賈昔剌 劉哈剌八都魯 石抹明里 謝仲溫 高觿 張九思 王伯勝                                                          | He Renjie, Jia Xila, Liu Halabadoulu, Shi Momingli, Xie Zhongwen, Gao Xi, Zhang Jiusi, Wang Bosheng | - He Renjie 賀仁傑, functionaris, zoon van He Bi - He Bi 賀賁, generaal, vader van He Renjie - Jia Xila 賈昔剌, ?-?, toezichthouder voor voedsel - Chou Nizi 丑妮子, †1259, sneuvelde bij de expeditie tegen de Zuidelijke Song- dynastie, zoon van Jia Xila - Hu Linchi 虎林赤, ?-?, zoon van Chou Nizi, nam de positie van zijn grootvader over en was verantwoordelijk voor de levering van grondstoffen voor keizerlijke maaltijden - Tujian buhua 禿堅不花, ?-?, functionaris, zoon van Hu Linchi - Liu Halabadulu 劉哈剌八都魯, †1295, ambtenaar en geneeskundige - Shimo Mingli 石抹明里, 1242-1310, chef-kok, ambtenaar en minister, behoorde tot de Kitan, kleinzoon van Shimo Helu - Shimo Helu 石抹曷魯, chef-ko diende Dzjengis Khan, grootvader van Shimo Mingli - Xie Zhongwen 謝仲溫, 1223-1302, functionaris, zoon van Xie Muhuan - Xie Muhuan 謝睦歡, sloot zich aan bij Dzjengis Khan bij zijn aanval op westelijke Xia, vader van Xie Zhongwen - Gao Xi 高觿, 1238-1290, ambtenaar, afkomstig uit Bohai - Zhang Jiusi 張九思, 1242-1302, minister - Wang Bosheng 王伯勝, †1326, minister |
| 170.         | 尚文 申屠致遠 雷膺 胡祗遹 王利用 暢師文 張炤 袁裕 張昉 郝彬 高源 楊湜 吳鼎 梁德珪                                      | Shang Wen, Shen Tuzhiyuan, Lei Ying, Hu ZhiYu, Wang Liyong, Chang Shiwen, Zhang Zhao, Yuan Yu, Zhang Fang, Hao Bin, Gao Yuan, Yang Shi, Wu Ding, Liang Degui                                                           | - Shang Wen 尚文, 1236-1327, minister van het Centraal Secretariaat - Shentu Zhiyuan 申屠致遠, †1298, ambtenaar - Lei Ying 雷膺, 1225-1297, ambtenaar - Hu Zhiyu 胡祗遹, 1227-1295, ambtenaar-literaat en dichter - Wang Liyong 王利用, ?-?, ambtenaar - Chang Shiwen 暢師文, 1247-1317, ambtenaar en Hanlin-geleerde, zoon van Chang Ne - Chang Ne 暢訥, diende als stafofficier en was bedreven in poëzie, vader van Cheng Shiwen - Zhang Zhao 張炤, 1225-1288, functionaris - Yuan Yu 袁裕, 1226-1284, minister - Zhang Fang 張昉, †1274, ambtenaar - Hao Bin 郝彬, 1259-1320, minister - Gao Yuan 高源, functionaris - Yang Shi 楊湜, minister - Wu Ding 吳鼎, 1264-1316, minister - Liang Degui 梁德珪, 1259-1304, minister |

##### Juan171-188, individuele biografieën 4
| juan 171-188 | Titel                                                                  | Vertaling | Opmerkingen |
| ------------ | ---------------------------------------------------------------------- | --- | --- |
| 171.         | 劉因 吳澄                                                              | Liu Yin, Wu Cheng | - Liu Yin 劉因, 1249-1293, neo-confucianistische geleerde en dichter - Liu Shu 劉述, confucianit, vader van Liu Yin - Wu Cheng 吳澄, 1249 – 1333, neo-confucianistische geleerde en dichter |
| 172.         | 程鉅夫 趙孟頫 鄧文原 袁桷 曹元用 齊履謙                                | Cheng Jufu, Zhao Mengfu, Deng Wenyuan, Yuan Jue, Cao Yuanyong, Qi Luqian                                                   | - Cheng Jufu 程鉅夫, 1249-1318, functionaris en Hanlin-geleerde - Zhao Mengfu 趙孟頫, 1254-1322, ambtenaar, kalligraaf, schilder en taoïst - Deng Wenyuan 鄧文原, 1258-1328, functionaris en Hanlin-dovcent - Yuan Jue 袁桷, 1266-1327, confucianistische geleerde, historicus, schrijver, kalligraaf, commentator en muziektheoreticus - Cao Yuanyong 曹元用, 1268-1330, minister - Qi Lüqian 齊履謙, 1263-1329, astronoom |
| 173.         | 崔斌 崔彧 葉李 燕公楠 馬紹                                             | Cui Bin, Cui Yu, Ye Li, Yan Gongnan, Ma Shao                                                                               | - Cui Bin 崔斌 (Yan Temur 燕帖木兒 Yan Tiemu'er), 1223-1278, minister - Cui Yu 崔彧, †1298, minister van het Centrale Secretariaat - Yeli 葉李, ?-?, functionaris - Yan Gongnan 燕公楠, 1241-1302, minister - Ma Shao 馬紹, 1239-1300, minister |
| 174.         | 姚燧 郭貫 夾谷之奇 劉賡 耶律有尚 郝天挺 張孔孫                         | Yao Sui, Guo Guan, Jia Guzhiqi, Liu Geng, Ye Luyoushang, Hao Tianting, Zhang Kongsun                                       | - Yao Sui 姚燧, 1239-1314, schrijver - Guo Guan 郭貫, 1250-1331, minister, toneelschrijver en kalligraaf - Jiagu Zhiqi 夾谷之奇, †1289, minister, behoorde tot de Jurchen - Liu Geng 劉賡, 1248-1328, minister - Yelü Youshang 耶律有尚, 1235-1320, minister, Kitan, behoorde tot de koninklijke familie van de Liao-dynastie - Hao Tianting 郝天挺, 1247-1313, minister en dichter, afstammeling van een militaire familie - zi You子佑 (Hao You 郝佑), ambtenaar, zoon van Hao Tianting - Zhang Kongsun 張孔孫, 1233-1307, ambtenaar, schrijver en schilder |
| 175.         | 張珪 李孟 張養浩 敬儼                                                  | Zhang Gui, Li Meng, Zhang Yanghao, Jing Yan                                                                                | - Zhang Gui 張珪, 1264-1328, minister - Li Meng 李孟, 1255-1321, functionaris - Zhang Yanghao 張養浩, 1270–1329, dichter - Jing Yan 敬儼, 1255-1338, minister van het Centraal Secretariaat - Jing Xuan 敬鉉, ambtenaar, zoon van Jing Yan |
| 176.         | 曹伯啟 李元禮 王壽 王倚 劉正 謝讓 韓若愚 趙師魯 劉德溫 尉遲德誠 秦起宗 | Cao Boqi, Li Yuanli, Wang Shou, Wang Yi, Liu Zheng, Xie Rang, Han Ruoyu, Zhao Shilu, Liu Dewen, Wei Chidecheng, Qin Qizong | - Cao Boqi 曹伯啟, 1255-1333, ambtenaar en minister - Li Yuanli 李元禮, confucianist, functionaris - Wang Shou 王壽, 1251-1310, functionaris - Wang Yi 王倚, 1240-1292, minister - Liu Zheng 劉正, †1319, minister - Xie Rang 謝讓, 1252-1317, minister - Han Ruoyu 韓若愚, 1263-1330, minister - Zhao Shilü 趙師魯, 1285-1337, functionaris - Liu Dewen 劉德溫, 1265-1333, minister - Weichi (Yuchi) Decheng 尉遲德誠, functionaris - Weichi (Yuchi) Tianze 尉遲天澤, ambtenaar bij het ministerie van Financiën tijdens de Jin-dynastie, werd door de Mongolen gevangen genomen en kwam bij hen in dienst, grootvader van Weichi (Yuchi) Decheng - Qin Qizong 秦起宗, 1273-1337, ambtenaar                                                                                  |
| 177.         | 張思明 吳元珪 張昇 臧夢解 陳顥                                         | Zhang Siming, Wu Yuangui, Zhang Sheng, Zang Mengjie, Chen Hao                                                              | - Zhang Siming 張思明, 1260-1337, minister - Wu Yuangui 吳元珪, 1251-1323, minister - Zhang Sheng 張昇, 1260-1341, functionaris, stelde de Ware optekeningen van Koeblai Khan samen - Zang Mengjie 臧夢解, †1335, ambtenaar - Lü Hou 陸垕, afkomstig van de zuidelijke Song, sloot zich aan bij generaal Bayan - Chen Hao 陳顥, 1264-1339, grootsecretaris van de Jixian Academie |
| 178.         | 梁曾 劉敏中 王約 王結 宋衜 張伯淳                                      | Liang Ceng, Liu Minzhong, Wang Yue, Wang Jie, Song Dao, Zhang Bochun                                                       | - Liang Ceng 梁曾, 1242-1322, minister - Liu Minzhong 劉敏中, 1243-1318, functionaris - Wang Yue 王約, 1252-1333, ambtenaar - Wang Jie 王結, 1275-1336, ambtenaar en dichter - Song Dao 宋衜, †1286, functionaris - Zhang Bochun 張伯淳, 1242-1302, confucianistische functionaris |
| 179.         | 賀勝 楊朵兒只 蕭拜住                                                   | He Sheng, Yang Duoerzhi, Xiao Baizhu                                                                                       | - He Sheng 賀勝, 1271-1320, minister - Yang Duo'erzhi 楊朵兒只, 1279-1320, functionaris - Buhua 不花,?-?, minister van het Centraal Secretariaat tijdens de regeringen van keizer Renzong en keizer Yingzong - Xiao Baizhu 蕭拜住, †1320, minister - Chounu 醜奴 (Xiao Chounu 蕭醜奴), ?-?, generaal, behoorde tot de Kitan - Laowa 蕭老瓦 (Xiao Laowa 蕭老瓦) ?-?, generaal, behoorde tot de Kitan, jongere broer van Xiao Chounu |
| 180.         | 耶律希亮 趙世延 孔思晦                                                 | Yelu Xiliang, Zhao Shiyan, Kong Sihui                                                                                      | - Yelü Xiliang 耶律希亮. 1246-1327, regeringsfunctionaris - Zhao Shiyan 趙世延, 1260-1336, functionaris, diende negen khans (van Koeblai Khan tot Togon Temur) - Kong Sihui 孔思晦, 1267-1333, nakomeling van Confucius in de 54e generatie |
| 181.         | 元明善 虞集 揭傒斯 黃溍                                                | Yuan Mingshan, Yu Ji, Jie Xisi, Huang Jin                                                                                  | - Yuan Mingshan 元明善, 1269-1332, functionaris en schrijver - Yu Ji 虞集, 1272-1348, schrijver, zoon van Yu Ji (虞汲) en oudere broer van Yu Pan - Yu Gangjian 虞剛簡, 1163-1226, ambtenaar, (kleinzoon van Yu Yunwen 虞允文, 1110–1174, generaal van de Song-dynastie), (vader van Yu Zhan 虞㠭) - Yu Ji 虞汲, zoon van Yu Zhan 虞㠭 en daarmee kleinzoon van Yu Gangjian, vader van Yu Ji (虞集) en van Yu Pan - di Pan 弟槃 (Yu Pan 虞槃), zoon van Yu Ji 虞汲 en jongere broer van Yu Jí 虞集 - Fan Peng 范梈, 1272-1330, dichter, werd geprezen door Yu Ji (虞集) - Jie Xisi 揭傒斯, 1274-1344, schrijver, kalligraaf en historicus - Huang Jin 黃溍, 1277-1357, schrijver - Liu Guan 柳貫, 1270-1342, schrijver - Wu Lai 吳萊, 1297-1340, geleerde en literaire figuur |
| 182.         | 張起巖 歐陽玄 許有壬 宋本 謝端                                         | Zhang Qiyan, Ouyang Xuan, Xu Youren, Song Ben, Xie Duan                                                                    | - Zhang Qiyan 張起巖, 1285-1353, minister - Ouyang Xuan 歐陽玄, 1283-1357, vooraanstaande Neo-Confucianistische literaire figuur, kalligraaf en historicus - Xu Youren 許有壬, 1287-1364, functionaris, diende onder zeven keizers (van Renzong tot keizer Shun) - Song Ben 宋本, 1281-1334, minister - Song Jiong 宋褧, 1294-1346, functionaris - Xie Duan 謝端, 1279-1340, geleerde |
| 183.         | 王守誠 王思誠 李好文 孛朮魯翀 李泂 蘇天爵                              | Wang Shoucheng, Wang Sicheng, Li Haowen, Bei Pai?luchong, Li Jiong, Su Tianjue                                             | - Wang Shoucheng 王守誠, 1296-1349, functionaris - Wang Sicheng 王思誠, 1291-1357, ambtenaar - Li Haowen 李好文, ? -?, geleerde - Beishu Lüchong 孛朮魯翀, 1278-1338, ambtenaar - zi Yuan 子遠 (Beishu Lüyuan 孛朮魯遠), ambtenaar, zoon van Beishu Lüchong - Li Jiong 李泂, 1274-1332, ambtenaar - Su Tianjue 蘇天爵, 1294-1352, minister, zoon van Su Zhidao - Su Zhidao 蘇志道, 1261-1320, ambtenaar, vader van Su Tianjue |
| 184.         | 王都中 王克敬 任速哥 陳思謙 韓元善 崔敬                                | Wang Douzhong, Wang Kejing, Ren Suge, Chen Siqian, Han Yuanshan, Cui Jing                                                  | - Wang Douzhong 王都中, 1278-1341, functionaris, zoon van Wang Jiweng - Wang Jiweng 王積翁, 1229-1284, minister - Wang Kejing 王克敬, 1275-1335, ambtenaar - Ren Suge 任速哥, functionaris - Chen Siquan 陳思謙, 1283-1353, functionaris - Han Yuanshan 韓元善, †1352, minister - Cui Jing 崔敬, 1292-1358, minister |
| 185.         | 呂思誠 汪澤民 干文傳 韓鏞 李稷 蓋苗                                    | Lu Sicheng, Wang Zemin, Gan Wenchuan, Han Yong, Li Ji, Gai Miao                                                            | - Lü Sicheng 呂思誠, 1292-1358, minister - Wang Zemin 汪澤民, 1287-1356, geleerde - Gan Wenchuan 干文傳, 1276-1353, ambtenaar - Han Yong 韓鏞, ?-?, minister - Li Ji 李稷, 1304-1364, minister van het Centraal Secretariaat onder keizer Shun - Gai Miao 蓋苗, 1290-1347, ambtenaar |
| 186.         | 張楨 歸暘 陳祖仁 成遵 曹鑑 張翥                                        | Zhang Zhen, Gui Yang, Chen Zuren, Cheng Zun, Cao Jian, Zhang Zhu                                                           | - Zhang Zhen 張楨, 1305-1368, ambtenaar - Gui Yang 歸暘, 1305-1367, functionaris - Chen Zuren 陳祖仁, 1314-1368, geleerde - Wang Xunzhi 王遜志, †1368, ambtenaar en schrijver - Cheng Zun 成遵, 1304-1359, minister - Cao Jian 曹鑑, 1271-1335, ambtenaar - Zhang Zhu 張翥, 1287-1368, Hanlin-geleerde en dichter |
| 187.         | 烏古孫良楨 賈魯 逯魯曾 貢師泰 周伯琦 吳當                              | Wugusunliangzhen, Jia Lu, Lu Luceng, Gong Shitai, Zhou Boqi, Wu Dang                                                       | - Wugu Sunliangzhen 烏古孫良楨, ?-?, minister, behoorde tot de Jurchen - Jia Lu 賈魯, 1297-1353, minister - Lu Lücheng 逯魯曾, †1352, ambtenaar - Gong Shitai 貢師泰, 1298-1362, minister - Zhou Boqi 周伯琦, 1298-1369, ambtenaar hofdichter en kalligraaf, zoon van Zhou Yingji - Zhou Yingji 周應極, leraar van kroonprins Shuodebala (de latere keizer Yingzong), vader van Zhou Boqi - Wu Dang 吳當, 1297-1361, ambtenaar |
| 188.         | 董摶霄 劉哈剌不花 王英 石抹宜孫                                        | Dong Tuanxiao, Liuhalabuhua, Wang Ying, Shimoyisun                                                                         | - Dong Tuanxiao 董摶霄, †1358, ambtenaar en militair, sneuvelde met hem in de strijd met de Rode Hoofdbanden - di Angxiao 弟昂霄 (Dong Angxiao 董昂霄), †1358, militair, broer van Dong Tuanxiao, sneuvelde met hem in de strijd met de Rode Hoofdbanden - Liu Halabuhua 劉哈剌不花, generaal - Wang Ying 王英, 1262-1357, generaal - Shimo Yisun 石抹宜孫, †1359, generaal, zoon van Shimo Jizu, sneuvelde in de strijd met de Rode Hoofdbanden - Shimo Jizu 石抹繼祖, generaal, vader van Shimo Yisun, behoorde tot de Kitan - Maligushi 邁里古思, †1358, militieleider, Tangut |

#### Juan189-210, collectieve biografieën
Er worden dertien categorieën onderscheiden:
1. Confucianisme (ruxue 儒學), juan 189-190
2. goede ambtenaren (liangli 良吏), juan 191-192
3. personen die loyaliteit hebben getoond (zhongyi, 忠義), juan 193-196
4. personen die kinderlijke piëteit hebben getoond (xiaoyou 孝友), juan 197-198
5. personen die in afzondering hebben geleefd (yiyi 隱逸), juan 199
6. voortreffelijke vrouwen (lienü 列女), juan 200-201
7. boeddhistische en taoïstische meesters (shilao 釋老), juan 202
8. waarzeggers en ambachtslieden (fangji 方技, gongji 工藝), juan 203
9. eunuchen (huanzhe 宦者), juan 204
10. verraderlijke ambtenaren (jianchen 姦臣), juan 205
11. niet-loyale ambtenaren (panchen 叛臣), juan 206
12. rebellerende ambtenaren (nichen 逆臣), juan 207
13. buitenland (waiyi 外夷), juan 208-210

| juan 189-210 | Titel  | Vertaling                                         | Opmerkingen |
| ------------ | ------ | ------------------------------------------------- | --- |
| 189.         | 儒學一 | Confucianisme 1                                   | Confucianisme 1 (ruxue yi 儒學一): - Zhao Fu 趙復, ?-?, neo-confucianistische denker - Zhang Xuli 張須立, -- - Jin Lüxiang 金履祥, 1232-1303, confucianistische geleerde - Xu Qian 許謙, 1270-1337, neo-confucianistische leraar - Chen Li 陳櫟, 1252-1334 - Hu Yigui 胡一桂, ?-?, aanvaardde geen officiële positie - Hu Bingwen 胡炳文, 1250-1333, commentator van de werken van Zhu Xi - Huang Ze 黃澤, 1260-1346 - Xiao Dou 蕭斗, -- - Han Ze 韓擇, ?-? - Hou Jun 侯均, ?-? - Tong Shu 同恕, 1254-1331 - Diwu Juren 第五居仁, ?-? - Anxi 安熙, 1270-1311 |
| 190.         | 儒學二 | Confucianisme 2                                   | Confucianisme 2 (ruxue er 儒學二): - Hu Zhangru 胡長孺, 1240-1314, ambtenaar en geleerde, met Hu Zhigang en Hu Zhichun worden ze de Drie Hu (san Hu, 三胡) genoemd. - Hu Zhigang 胡之綱, oudere broer van Hu Zhichun, beiden waren beroemd om kennis van de klassieken en literatuur, met Hu Zhichun en Hu Changru worden ze de Drie Hu (san Hu, 三胡) genoemd - Hu Zhichun 胡之純, jongere broer van Hu Zhigang, beiden waren beroemd om kennis van de klassieken en literatuur, met Hu Zhigang en Hu Changru worden ze de Drie Hu (san Hu, 三胡) genoemd - Xiong Penglai 熊朋來, 1246-1323, confucianistische leraar - Dai Biaoyuan 戴表元, 1244–1310, dichter en schrijver - Mou Yinglong 牟應龍, 1247-1324 - Zheng Chusun 鄭滁孫, ambtenaar, stond bekend om zijn kennis van het confucianisme - Zheng Taosun 鄭陶孫, jongere broer van Zheng Chusun - Chen Fu 陳孚, 1259-1309, ambtenaar - Feng Zizhen 馮子振, 1253-1348, schrijver en dichter - Dong Pu 董朴, 1232-1316 - Yang Zai 楊載, 1271-1323, dichter - Yang Gangzhong 楊剛中, zijn geschriften waren vreemd, diepgaand, beknopt en duister en wilde geen alledaagse of gewone taal gebruiken - Li Huan 李桓, ambtenaar - Liu Shen 劉詵, kenner van muziek - Long Renfu 龍仁夫, zijn artikelen en kennis waren net zo beroemd als die van Liu Yueshen, hij aanvaardde geen functie en bleef in afzondering - Liu Yueshen 劉岳申, zijn artikelen en kennis waren net zo beroemd als die van Long Renfu, hij aanvaardde geen functie en bleef in afzondering - Liu Yueshen 劉岳申, beroemd vanwege zijn kenn - Han Xing 韓性, 1266-1341, neo-confucianist - Cheng Duanli 程端禮, 1271-1345, confucianistische geleerde, dichter en leraar - Cheng Duanxue 程端學, 1278-1334, jongere broer van Cheng Duanli - Wu Shidao 吳師道, 1283-1344, leraar - Lu Wengui 陸文圭, dichter en schrijver - Liang Yi 梁益, confucianistische geleerde, goed in proza, poëzie en geschiedenis - Zhou Renrong 周仁榮, lid van de Hanlin-academie - Meng Mengxun 孟夢恂, 1280-1353, net als Zhou Renrong had hij als leraren Yang Jue (楊珏) en Chen Tianrui (陳天瑞) - Chen Lü 陳旅, 1288-1343 - Cheng Wen 程文, 1289-1359, ambtenaar, staat bekend samen met Chen Yiceng - Chen Yiceng 陳繹曾, zijn geschriften waren net zo beroemd als die van Chen Lu - Li Xiaoguang 李孝光, leraar die in afzondering leefde - Yuwen Gongliang 宇文公諒, ?-?, toezichthouder op het onderwijs - Bo Yan 伯顏 Bayan, 1294-1358, minister - Shansi 贍思, 1277-1351, functionaris, afkomstig uit de Arabische wereld |
| 191.         | 良吏一 | goede ambtenaren 1                                | goede ambtenaren 1 (liangli yi 良吏一): - Tan Cheng 譚澄, ambtenaar - Xu Weizhen 許維禎, zou wonderbaarlijke daden hebben verricht - Xu Ji 許楫, 1219-1289 - Tian Zi 田滋, ambtenaar - Bo Tianzhang 卜天璋, 1250-1331, ambtenaar - Bo Shichang 卜世昌, vader van Bo Tianzhang, sloot zich aan bij Möngke Khan |
| 192.         | 良吏二 | goede ambtenaren 2                                | goede ambtenaren 2 (liangli er 良吏二): - Yelü Bojian 耶律伯堅, ambtenaar, behoorde tot de Kitan - Duan Zhi 段直, 1190-1254 - Andoula 諳都剌, 1277-1346 - Yang Jingxing 楊景行, ambtenaar - Lin Xingzu 林興祖, ambtenaar - Guanyinnu 觀音奴, ?-?, , ambtenaar, behoorde tot de Tangut - Zhou Ziqiang 周自強, ambtenaar - Bai Jingliang 白景亮, ambtenaar - Wang Gen 王艮, ?—?, ambtenaar - Lu Qi 盧琦, 1306-1362 - Zou Boyan 鄒伯顏, ambtenaar - Liu Bingzhi 劉秉直, verminderde de corveearbeid, bevorderde het onderwijs, ondersteunde weduwen en wezen en bood hulp aan slachtoffers van een ramp - Xu Yifu 許義夫, ambtenaar |
| 193.         | 忠義一 | personen die loyaliteit hebben getoond 1          | personen die loyaliteit hebben getoond 1 (zhongyi yi 忠義一) - Li Bowen 李伯溫, †1227, weigerde zich over te geven aan de Jin en pleegde zelfmoord, neef van Li Shouzhong en Li Shouzheng - Li Shouzheng 李守正, †1222, sneuvelde tijdens de strijd met de Jin - Li Shouzhong 李守忠, †1227, weigerde zich over te geven aan de Jin, werd in een ijzeren kooi gestopt en levend verbrand - Shi Gui 石珪, †1223, werd door Jin gevangen genomen en gestoomd tot de dood erop volgde (beizhengsha, 被蒸殺) - Youhala badu 攸哈剌拔都,†1227, generaal, sneuvelde in de strijd met Jin - Ren Zhi 任志, †1218 - Yelü Temo 耶律忒末, †1226, generaal, gedood door Jin - Yelü Tianyou 耶律天祐, zoon van Yelü Temo - Boba 伯八, †1275, Mongoolse generaal, sneuvelde bij het neerslaan van de opstand van Shiregi en Togtemur - Bala 八剌, †1276, minister, zoon van Boba, bestreed Togtemur, werd door hem gevangen genomen en gedood doordat zijn knieën met een ijzeren hamer kapot werden geslagen toen hij weigerde te knielen - Bulanxi, 不蘭奚, †1276, broer van Bala, werd samen met hem geëxecuteerd - Helapuhua 合剌普華, ?-?, Oeigoerse functionaris - Liu Tianfu 劉天孚, †1316, dreigde bij het neerslaan van een opstand gevangen genomen te worden en pleegde zelfmoord - Xiao Jingmao 蕭景茂, †1338, werd door opstandelingen gevangen genomen, vastgebonden en gedwongen zelf van hem afgesneden vlees te eten |
| 194.         | 忠義二 | personen die loyaliteit hebben getoond 2          | personen die loyaliteit hebben getoond 2 (zhongyi 忠義二): - Zhang Huan 張桓, ? - ?, ambtenaar - Li Fu 李黼, 1298-1352, sneuvelde bij de bestrijding van de opstand van Xu Shouhui - Li Qi 李齊, 1301-1353, ambtenaar, werd gedood door Zhang Shicheng, een leider van de Rode Hoofdbanden - Chu Buhua 褚不華, †1356, bestreed de Rode Hoofdbanden - Guo Jia 郭嘉, ?-?, vrijgevige, oprechte en rechtvaardige ambtenaar, werd Bingzi Taisui (een van de zestig Jiazi-goden in de taoïstische traditie) - Xi Tong 喜同, ?-?, sneuvelde in de strijd met de Rode Hoofdbanden - Tabutai 塔不台, †1353, functionaris, werd gevangen genomen door Rode Hoofdbanden en in stukken gehakt - Han Yin 韓因, werd door een rebel gedood - Bian Chen 卞琛, †1352, sneuvelde tijdens een anti-Yuan opstand - Qiao Yi 喬彝, †1358, pleegde zelfmoord toen de Rode Hoofdbanden zijn woonplaats Jinning (晉寧, het huidige Linfen) innamen - Zhang Yanqi 張嵓起, †1358, pleegde zelfmoord toen Rode Hoofdbanden zijn woonplaats Fenzhou (汾州, het huidige Fenyang) innamen - Wang Zuo 王佐, †1358, werd vermoord toen Rode Hoofdbanden zijn woonplaats Jinning (晉寧, het huidige Linfen) innamen - Wu Dexin 吳德新, arts, werd vermoord door opstandelingen - Yan Yu 顏瑜, †1358, werd gedood door leden van de Rode Hoofdbanden - Cao Yanke 曹彥可, werd gedood door opstandige leden van de Witte Lotus - Wang Shiyuan 王士元, †1357, werd gedood door leden van de Rode Hoofdbanden - Yang Pu 楊樸, †1354, ambtenaar, werd gevangen genomen door de Rode Hoofdbanden die hem ondersteboven aan een boom bonden en al zijn vlees eraf sneden - Zhao Lian 趙璉, †1353, werd gedood bij de strijd met Zhang Shicheng - Zhao Wan 趙琬, †1367, jongere broer van Zhao Lian, werd door Fang Guoying (方國瑛), een broer van rebellenleider Fang Guozhen gevangen genomen en weigerde vanaf dat moment te eten - Sun Hui 孫撝 werd gevangen genomen en gedood door opstandelingenleider Zhang Shicheng - Shi Pu 石普, †1354, sneuvelde in de strijd met Zhang Shicheng - Sheng Zhao 盛昭 werd gevangen genomen door Zhang Shicheng die hem eerst het vlees van zijn arm afsneed en daarna doodhakte - Yang Cheng 楊乘, pleegde zelfmoord toen opstandelingenleider Zhang Shicheng hem wilde rekruteren - Nasulading 納速剌丁 Nasuradin (نصرالدین), †1353, ambtenaar, sneuvelde in de strijd met de Rode Hoofdbanden |
| 195.         | 忠義三 | personen die loyaliteit hebben getoond 3          | personen die loyaliteit hebben getoond 3 (zhongyi san 忠義三): - Boyan Buhua dejin 伯顏不花的斤 Bayan Buka Tegin, †1359, telg uit de koninklijke familie van het voormalige Tianshan Oeigoerse koninkrijk, sneuvelde in de strijd met de Rode Hoofdbanden - Fan Zhijing 樊執敬, †1352, ambtenaar, sneuvelde in de strijd met piraten - Quan Pu'ansali 全普庵撒里, †1358, ambtenaar, toen men Jiangxi wilde overgeven aan Chen Youliang pleegde hij zelfmoord - Hahaichi 哈海赤, †1358, gouverneur van Jiangxi, werd door Chen Youliang gedood - Zhou Tang 周鏜, functionaris, toen de Rode Hoofdbanden hem tot een leider wilde maken, pleegde hij zelfmoord - Xie Yilu 謝一魯, functionaris, werd met zijn familie door de Rode Hoofdbanden gedood - Nie Bing 聶炳, †1352, werd gevangen genomen door de Rode Hoofdbanden, die zijn tanden uit zijn mond sneden, zijn linkerarm afhakten en hem in stukken sneden - Ming'anda'er 明安達爾, †1352, Tangut-functionaris, sneuvelde bij een boerenopstand - Liu Gengsun 劉耕孫, verdedigde zijn woonplaats Ningguo tegen opstandelingen en werd daarbij gedood - Liu Daosun 劉燾孫, functionaris, broer van Liu Gengsun, sneuvelde bij de verdediging van de prefectuur Changning - Yu Shuzu 俞述祖, †1352,functionaris, werd gevangen genomen door de Rode Hoofdbanden en samen met zijn 5-jarige zoon in stukken gehakt - Gui Wanze 桂完澤, militaire commandant, werd met zijn zwager door opstandelingen gevangen genomen, die hen opensneden waardoor ze stierven - Chou Lü 丑閭, †1352, gouverneur van de prefectuur Anlu, toen de opstandeling Zeng Faxing Anlu aanviel eiste hij de overgave van Chou Lü, toen die weigerde werd zijn linkerkant met een mes eraf gesneden, waarna hij stierf - Feng San 馮三, †1352, ambtenaar, weigerde zich aan te sluiten bij de Rode Hoofdbanden, werd aan een kruis gebonden waarop zijn vlees werd afgepeld, zijn keel doorgesneden en hij in de rivier werd gegooid - Beiluo Tiemu'er 孛羅帖木兒 Bolo Temür, †1352, Oeigoer uit Gaochang, bestreed de Rode Hoofdbanden, werd gevangen genomen en geëxecuteerd - Peng Tingjian 彭庭堅, 1312-1354, commandant, wilde Yue Huan, de gouverneur van Wanhu, voor het gerecht brengen omdat zijn soldaten het volk onderdrukten, maar werd door hem vermoord - Wang Boyan 王伯顏, †1352, functionaris, verzette zich tegen Rode Hoofdbanden, toen hij weigerde zich over te geven werd hij met zijn zoon Wang Xiang, zijn vrouw Pan en twee dochters gedood - Liu Jun 劉濬, †1353, ambtenaar, werd door Rode Hoofdbanden gevangen genomen die hem zijn keel doorsneden - Liu Jian 劉健, tweede zoon van Liu Jun, nam wraak voor vader door te infiltreren bij de Rode Hoofdbanden, waar hij persoonlijk Zhang Posi doodde, de man die zijn vader had gedood, vervolgens nam hij Wang Shan en Chen Boxiang gevangen die vervolgens door de Yuan werden gekruisigd - Duoli Buhua 朵里不花, †1361, Mongoolse ambtenaar, bestreed Chen Youliang in Jiangxi, werd gevangen genomen en vermoord - Ye Juntai 野峻台, generaal, sneuvelde in de strijd met de Rode Hoofdbanden - Chen Junyong 陳君用, sneuvelde in de strijd met de Rode Hoofdbanden - Boliyadun 卜理牙敦, †1352, sneuvelde in de strijd met de Rode Hoofdbanden om de plaats Zhongxing - Shang Du 上都, †1352, ambtenaar, bestreed rebellen, toen hij weigerde zich over te geven werd zijn buik opengesneden - Chaohai 潮海, †1352, functionaris, werd gevangen genomen door opstandelingen en gedood in Fuzhou - Min'antu 民安圖, 1354, ambtenaar, verdedigde Jing'an tegen de Rode Hoofdbanden, werd door hen gevangen genomen en doodgemarteld - Huang Shao 黃紹, magistraat, bestreed de Rode Hoofdbanden, werd gevangen genomen en gedood - Hu Douyuan 胡斗元, weigerde zich over te geven aan de Rode Hoofdbanden, wist weliswaar te ontsnappen maar stierf op de vlucht - Huang Yun 黃雲, †1352, sneuvelde in de strijd met de Rode Hoofdbanden - Wei Zhongli 魏中立, †1352, ambtenaar, bestreed de opstandelingen van Xu Shouhui, werd gevangen genomen en gedood - Yu Daben 于大本, †1352, functionaris, weigerde samen te werken met de Rode Hoofdbanden en werd gedood |
| 196.         | 忠義四 | personen die loyaliteit hebben getoond 4          | personen die loyaliteit hebben getoond 4 (zhongyi si 忠義四) - Puyan Buhua 普顏不花, †1367, Mongoolse ambtenaar, werd gevangen genomen en stierf zonder dat hij zich overgaf toen Zhu Yuanzhang Yidu Qingzhou veroverde - Shen Rong 申榮, †1367, minister in Shandong, pleegde zelfmoord toen het Ming-leger oprukte - Min Ben 閔本, †1368, ambtenaar, pleegde zelfmoord toen het Ming-leger de hoofdstad naderde - Bai Zhu 拜住, †1368, ambtenaar uit Kangly, pleegde zelfmoord toen het Ming-leger de hoofdstad naderde - Zhao Hongyi 趙弘毅, †1368, ambtenaar, pleegde zelfmoord toen het Ming-leger de hoofdstad naderde - Zhao Gong 趙恭, †1368, zoon van Zhao Hongyi, pleegde zelfmoord toen zijn vader dat deed - Zheng Yu 鄭玉, 1298-1358, ambtenaar, weigerde in dienst te treden bij opstandelingenleider Zhu Yuanzhang en pleegde zelfmoord - Huang Yuexu 黃月吁, -- - Bai Tiemu'er 柏帖穆爾, †1368, Mongoolse ambtenaar, pleegde zelfmoord toen het Ming-leger Fuzhou naderde - Dieli Mishi 迭里彌實, pleegde zelfmoord toen het Ming-leger Fuzhou had veroverd, wordt met Chen Youding (陳友定, †1368) en Bai Temur de "Drie Loyale Min" (闽三忠, Min san zhong), waarbij Min staat voor Fujian - Huodubuding 獲獨步丁, †1368, ambtenaar, pleegde zelfmoord toen het Ming-leger Fuzhou had veroverd - Lü Fu 呂復, †1368, ambtenaar, pleegde zelfmoord toen het Ming-leger Fuzhou had veroverd - Pusaiyin Buhua 朴賽因不花 Park Sae-in-buha, †1368, functionaris uit Goryeo, toen het Ming-leger de hoofdstad had veroverd, weigerde hij zich over te geven en werd gedood - Zhang Yong 張庸, †1368, ambtenaar, weigerde zich over te geven aan de Ming en werd gedood - Ding Haoli 丁好禮, 1294-1368, functionaris, toen het Ming-leger de hoofdstad binnenkwam weigerde hij de generaals Xu Da en Chang Yuchun te bezoeken, werd gevangen genomen en stierf - Guo Yong 郭庸, †1368, weigerde net als Ding Haoli voor de Ming-generaals te buigen en werd met hem gedood |
| 197.         | 孝友一 | personen die kinderlijke piëteit hebben getoond 1 | personen die kinderlijke piëteit hebben getoond 1 (xiaoyou yi 孝友一): - Wang Run 王閏, redde zijn vader uit een brand die die vader zelf had aangestoken, Wang Run raakte daarbij ernstig gewond - Guo Daoqing 郭道卿, werd met zijn broer gevangen genomen door bandieten, hij bood aan te sterven in plaats van zijn broer waarop de bandieten beiden vrijlieten - Xiao Daoshou 蕭道壽, zorgde voor zijn 80-jarige moeder, sneed vlees van zijn dij om haar te kunnen voeden - Guo Gougou 郭狗狗 bood zich als vijfjarige aan om gedood te worden door een Song-generaal in plaats van zijn vader, de Song-generaal was verrast en liet beiden vrij - Zhang Run 張閏, militair, nadat zijn broer was overleden vertrouwde hij de familiezaken toe aan zijn neef en eiste die niet zelf op - Tian Gaizhu 田改住, toen zijn vader ernstig ziek was trok Tian Gaizhu zijn kleren uit en ging zes maanden op het ijs liggen, zijn vader herstelde - Wang Zhu'er 王住兒, -- - Ning Zhugou 寗猪狗, zijn 70-jarige moeder werd ernstig ziek, medicijnen hielpen niet, Ning Zhugou sneed vlees van zijn dij om haar te voeden, waarop ze herstelde - Yilalijianu 移剌李家奴, toen ze negen jaar was werd haar moeder ernstig ziek. Ze sneed vlees van haar dij, maakte daar pap van en gaf dat aan haar moeder, ze herstelde - Biyesudali 畢也速答立, toen zijn vader stierf bouwde hij naast het graf een hut met rieten dak en huilde daar dag en nacht - Yin Menglong 尹夢龍, -- - Fan Yuan 樊淵, toen soldaten zijn moeder wilde vermoorden bood hij zichzelf aan, waarop beiden werden vrijgelaten, toen zijn moeder stierf weigerde hij het graf te verlaten en liep zo een post als ambtenaar mis - Lai Lusun 賴祿孫, toen zijn moeder ziek was, moest hij vluchten voor de opstandeling Cai Wujiu, zij werden gevangen genomen, teon zijn moeder dorst had gaf hij haar wat van zijn speeksel, hierop werden beiden vrijgelaten - Liu Dequan 劉德泉, nadat zijn vader was hertrouwd zorgde hij voor zijn jongere halfbroer, zijn vader was gedwongen hen te scheiden tijdens een hongersnood, nadat zijn vader was gestorven ging hij weer samenwonen met zijn halfbroer - Zhu Xian 朱顯, zijn grootvader had voor zijn overlijden het familiebezit verdeeld, maar Zhu Xian zei tegen zijn jongere broer dat vader, zoon en broers van hetzelfde bloed waren en niet gescheiden behoren te zijn, hierop vernietigde hij de verdelingsakte - Wu Sida 吳思達, zijn vader verdeelde het familiebezit met zijn zes broers, nadat de vader was overleden hadden de broers schulden, Wu Sida gebruikte het familiebezit om hun schulden af te lossen en weer samen te gaan leven - Zhu Ruxie 朱汝諧, zijn vader verdeelde het familiebezit met zijn oudere broer, nadat de vader was overleden leefde de oudere broer in armoede, Zhu Ruxie vroeg zijn broer om weer samen te wonen - Guo Hui 郭回, was arm en zorgde voor zijn moeder, hoewel hij zestig was en niet getrouwd, toen zijn moeder op 98-jarige leeftijd stierf werkte hij om geld te verdienen voor haar begrafenis en huilde 14 jaar lang elke ochtend bij haar graf - Kong Quan 孔全, hij sneed vlees van zijn dij toen zijn vader ziek was waarop hij herstelde, toen hij stierf, bouwde hij zelf gedurende drie jaar een graftombe voor hem - Zhang Zikui 張子夔, nadat zijn vader was gestorven droeg hij elke nacht aarde op zijn rug en kroop hij op zijn ellebogen en knieën om een graftombe voor hem maken - Chen Qi'er 陳乞兒, -- - Yang Yi 楊一, omdat hij medelijden met zijn oom had die in armoede leefde, verbrandde hij de verdelingsakte zodat zijn oom weer bij hem kon wonen - Zhang Ben 張本, -- - Zhang Qing 張慶, -- - Yuan Shan 元善, -- - Zhao Yu 趙毓, legde een eed af dat zijn familie generaties lang bij elkaar zou blijven - Hu Guangyuan 胡光遠, ging wonen in een hut met rieten dak naast het graf van zijn moeder, nadat hij had gedroomd dat zijn moeder vis wilde eten, zag hij bij het ontwaken vijf vissen liggen met tandafdrukken en dat een otter wegzwom, zo kon hij toch vis offeren - Pang Zun 龐遵 - Chen Shaosun 陳韶孫, hij volgde als 10-jarige zijn vader in zijn ballingschap, kreeg toestemming om terug te mogen keren, maar bleef bij zijn vader - Li Zhong 李忠, hij was respectvol naar zijn moeder, bij een aardbeving werd hun huis op wonderbaarlijke wijze gespaard - Wu Guobao 吳國寶, nadat zijn vader was overleden, bouwde hij een hut met rieten dak naast het graf om dat te bewaken, in 1304 beschadigden zwermden sprinkhanen in Leizhou de oogsten, alleen de velden van Wu Guobao werden niet beschadigd - Li Mao 李茂, nadat zijn vader was gestorven bleef hij voor zijn moeder zorgen, toen die door een oogziekte blind werd ging hij naar de Berg Tai om te bidden waarop zij genas. Nadat ze was gestorven werd de woonplaats van Li Mao getroffen door brand, maar net voor het vuur zijn huis kon bereiken draaide de wind en werd het huis gered - Yang Ren 羊仁, toen hij zeven jaar werd zijn huis door generaal Aju geplunderd, zijn vader gedood en zijn moeder en broers werden, net als Yang Ren huisslaven. Nadat Yang Ren was vrijgelaten deed hij er zes jaar over om ook zijn familieleden vrij te kopen - Huang Juejing 黃覺經, toen Huang Juejing vijf jaar oud was, werd hij door een ramp gescheiden van zijn moeder, hij ging naar haar op zoek, trotseerde wind en sneeuw en doorstond veel ontberingen, maar vond haar uiteindelijk terug - Zhang Qingsun 章卿孫, -- - Yu Quan 俞全, -- - Li Pengfei 李鵬飛, de biologische moeder van Li Pengfei, mevrouw Yao, werd niet geaccepteerd door zijn stiefmoeder, hij ging geneeskunde studeren om mensen te helpen en ging op zoek naar haar, na drie jaar zoeken vond hij haar - Zhao Yide 趙一德, werd in 1275 gevangen genomen en diende 30 jaar de familie Zheng als slaaf, toen hij mocht terugkeren naar het ouderlijk huis ontdekte hij dat zijn moeder nog leefde, hij keerde terug zoals afgesproken en werd vrijgelaten, toen de familie Zheng ten onrechte van een misdaad werd beschuldigd zorgde hij ervoor dat de familie werd vrijgesproken, hij weigerde huis en land dat hij als beloning kreeg en keerde terug naar zijn moeder om voor haar te zorgen - Wang Sicong 王思聰, zorgde voor zijn vader, toen die ziek werd ontdekte hij een magische bron waaruit hij hem liet drinken, zijn vader genas. Toen hij opnieuw ziek werd, verzorgde Wang Sicong hem opnieuw zodat hij weer genas - Che Che 徹徹, toen zijn moeder stierf had hij veel verdriet, elke keer als er een festival werd gevierd bracht hij offers en huilde alsof hij in rouw was - Wang Chuying 王初應 was met zijn vader brandhout aan het verzamelen toen een tijger zijn vader aanviel, Wang Chuying trok zijn sikkel en stak die in de neus van de tijger, waardoor hij zijn vader redde - Shi Hede 施合德, toen zijn vader op het land werkte werd hij aangevallen door een tijger, Shi Hede en zijn neef Shi Fazai renden met bijlen naar voren en doodden de tijger, zo redden ze zijn vader - Zheng Wensi 鄭文嗣, zijn familie leefde tien generaties lang samen, in totaal meer dan 240 jaar, hiervoor werd de familie door het keizerlijk hof geëerd - Zheng Dahe 鄭大和, hij leefde strikt volgens de familieregels zodat zijn gezin vrijgesteld werd van arbeidsdienst - Wang Jian 王薦, toen zijn vader ernstig ziek was, hoopte hij dat zijn eigen levensduur zou worden verkort om zo zijn vader te redden, zijn vader werd beter, toen zijn moeder in de winter meloen wenste te eten trok hij diep de bergen in en vond twee meloenen - Guo Quan 郭全, was na de dood van zijn vader en moeder respectvol voor zijn stiefmoeder en bleef voor haar zorgen ook toen haar kinderen het huis uit waren gegaan, toen zij stierf was hij inmiddels zestig jaar en bleef tot zijn dood naast haar graf wonen - Liu De 劉德, toen zijn vader trouwde met een tweede vrouw, diende hij zijn stiefmoeder alsof hij haar eigen zoon was, ook zijn vier jongere halfbroers hielp hij door geld te lenen en voor echtgenotes te zorgen - Mayahu 馬押忽 was een Nestoriaanse christen, hij zorgde voor zijn stiefmoeder en een concubine van zijn vader en vervulde zo zijn plichten als zoon - Liu Jujing 劉居敬, -- - Yang Hao 楊皡, toen zijn moeder ziek werd bad hij om haar plaats in te mogen nemen, ze genas, hetzelfde gebeurde een tweede keer, toen zij blind werd ging hij naar de magische bron op Taibai Shan om haar ogen met het water te wassen en het zicht te herstellen. Nadat zijn moeder was gestorven, bouwde hij een hut op het graf, droeg aarde om een graf te bouwen, at groenten en dronk gewoon water tot de rouwperiode voorbij was - Ding Wenzhong 丁文忠, nadat zijn moeder was gestorven, bouwde hij een hut met rieten dak naast het graf, woonde erin en zag zijn vrouw drie jaar lang niet. Toen zijn vader ziek werd, wilde hij hem naar een tempel brengen om daar te bidden, onderweg ontmoetten ze een vreemde monnik die hem medicijnen gaf waarmee zijn vader herstelde - Shao Jingzu 邵敬祖, toen zijn moeder stierf, trad de Ying-rivier buiten haar oevers, waardoor ze niet kon worden begraven en haar lichaam in het westen van de stad werd bewaard, Shao Jingzu sliep naast haar kist, ongeacht de wind of regen, zijn vrienden bouwden een hut met rieten dak voor hem, hij woonde daar zes jaar en kreeg reuma in beide benen - Li Yanzhong 李彥忠, -- - Tan Jingxing 譚景星, -- - Guo Cheng 郭成, toen Guo Cheng 71 jaar oud was, stierf zijn moeder, hij at elke dag pap, woonde een jaar lang in een hut naast het graf van zijn moeder en huilde dag en nacht - Hu Duo 扈鐸, toen zijn oom overleed, beviel zijn concubine postuum van een zoon, Hu Duo zorgde tien jaar voor het kind, toen zijn moeder overleed rouwde hij buitensporig en woonde in een hut naast haar graf - Sun Xiushi 孫秀實, leende een dorpsbewoner geld, die dat niet kon terugbetalen en vluchtte, Sun Xiushi ondersteunde de achtergebleven familie en schold de schuld kwijt, hij gaf zijn dienaar opdracht de schuldenaar terug te vinden en te herenigen met zijn familie - Jia Jin 賈進, -- - Li Zijing 李子敬, hielp meer dan 50 families die het zich niet konden veroorloven om hun dochters uit te huwelijken en begroef meer dan 50 mensen die het zich niet konden veroorloven om hun dochters te begraven - Zong Qi 宗杞, toen zijn vader stierf pleegde hij uit verdriet zelfmoord, nadat hij zijn vrouw had opgedragen te zorgen voor zijn stiefmoeder, zijn vrouw bracht postuum een zoon ter wereld, zodat de familielijn van Zong Qi niet uitstierf, men dacht dat dit kwam door de kinderlijke toewijding van zijn vrouw - Zhao Rong 趙榮, toen zijn moeder ziek was, sneed hij driemaal vlees uit zijn dij om haar te voeden, hij droeg zijn moeder op zijn rug om de Taibai Shan te beklimmen en te drinken van het heilige water, waarop ze genas. Toen ze op 75-jarige leeftijd overleed, bouwde hij naast het graf een hut met een rieten dak om in te wonen tot de rouwperiode voorbij was - Wu Haozhi 吳好直, nadat zijn vader was gestorven zorgde hij voor zijn stiefmoeder, zijn broers vroegen hem om het familiebezit te verdelen, hij gaf hen al het bezit, ook dat hem toekwam en leidde zonder spijt dertig jaar een eenvoudig leven - Yu Bing 余丙, toen zijn vader overleed kon hij het niet verdragen hem te begraven, hij bouwde een hut aan de voet van een berg en waakte over hem, een brand dreigde de hut met kist te verbranden, hij kon het vuur niet meer blussen en net toen hij zich in het vuur wilde gooien, werd het vuur geblust door een regenbui - Xu Yu 徐鈺, vergezelde zijn vader op een reis, zijn vader gleed uit en viel in een rivier, Xu Yu redde hem uit het water, maar verdronk daarbij zelf - Yin Shen 尹莘, toen zijn moeder was overleden, leefde hij in rouw in een hut met een rieten dak, at wilde groenten en raakte uitgemergeld door het extreme verdriet. Toen zijn vader ernstig ziek werd zei hij dat hij bereid was om te sterven om zo zijn vader te redden, hierna genas zijn vader - Sun Xixian 孫希賢, zijn moeder leed aan een ernstige ziekte, Sun Xixian was bereid de plaats van zijn moeder innemen, uiteindelijk herstelde zijn moeder - Bo Shengrong 卜勝榮, -- - Liu Tingrang 劉廷讓, verstopte zich met zijn familie voor bandieten in de bergen, de soldaten achtervolgden hen waarop hij zijn zoon achterliet en met zijn jongere broer en zijn moeder wegrende om te ontsnappen - Liu Tong 劉通, toen zijn moeder blind werd, bezwoer hij geen vlees meer te eten en geen wijn meer te drinken, dit hield hij dertig jaar vol, toen zijn moeder 85 jaar oud was, herstelde haar gezichtsvermogen - Zhang Wangjiu 張旺舅, omdat hij arm was en niet veel voor zijn moeder kon betekenen, trouwde hij nooit en leefde de rest van zijn leven om voor haar te zorgen - Zhang Sixiao 張思孝, toen zijn vader ziek werd, vastte hij en bad om zijn eigen leven te nemen in plaats van dat van zijn vader, die daarop herstelde - Du You 杜佑, commandant, toen zijn vader ziek werd, bad hij om zijn eigen leven te nemen in plaats van dat van zijn vader, toen zijn vader overleed, bouwde hij een hut naast zijn graf om voor zijn vader te rouwen, er verscheen een getemd konijn, dat werd gezien als een goed voorteken - Chang Shou 長壽, zoon van een minister, toen zijn vader stierf zag hij af van een officiële functie en bleef voor zijn moeder zorgen - Liang Waiseng 梁外僧, toen zijn vader stierf bouwde hij een hut naast het graf om te rouwen, zijn oudere broer Liang Nahai was ambtenaar, hij nam ontslag en droeg Liang Waiseng voor om hem te vervangen - Sun Jin 孫瑾, nadat zijn vader gestorven was, werd de begrafenisdatum vastgesteld door een waarzegger, het regende onophoudelijk, maar op de dag van de begrafenis klaarde de hemel op, na de begrafenis regende het weer onophoudelijk - Wu Xiceng 吳希曾, -- - Zhang Gong 張恭, zorgde voor zijn zieke moeder, toen er troepen arriveerden voelde hij tijdens een bezoek aan zijn moeder een zwaard in zijn nek, hij weigerde weg te gaan, zijn moeder stierf van schrik en Zhang Gong nam alle rouwrituelen in acht, hij stond daarna bekend als een toegewijde zoon - Zi Rudao 訾汝道, toen zijn moeder ziek werd, bleef hij dag en nacht aan haar zijde, toen zij stierf, at en dronk hij niet tijdens de rouwperiode, hij gaf zijn land en huizen aan zijn twee jongere broers, gaf land aan een arme dorpsgenoot en voorzag tijdens epidemieën en sprinkhanenplagen de getroffen dorpelingen van rijst, tarwe en gierst |
| 198.         | 孝友二 | personen die kinderlijke piëteit hebben getoond 2 | personen die kinderlijke piëteit hebben getoond 2 (xiaoyou er 孝友二) - Wang Yong 王庸, stond bekend om zijn respect voor zijn moeder, toen zijn moeder stierf was hij zo verdrietig dat hij bijna instortte, hij sliep buiten bij haar graf en huilde 's ochtends en 's avonds, tijdens een hevig onweer kwamen de buren met slaapmatten om hem te beschermen tegen de regen, zij zagen dat de plek waar Wang Yong zat niet nat was - Huang Yun 黃贇, zijn vader vertrok naar de hoofdstad om een officiële functie te bekleden en liet Huang Yun achter, toen hij hoorde dat zijn vader was hertrouwd ging hij hem bezoeken, daar hoorde hij dat zijn vader al drie jaar dood was, zijn stiefmoeder wilde hem niet vertellen waar zijn graf was, pas na lang zoeken en een droom vond hij het graf - Shi Mingsan 石明三, op een dag kwam Shi Mingsan thuis, zocht naar zijn moeder, maar kon haar niet vinden, toen vond hij een gat in de muur en drie tijgerwelpen in de slaapkamer en wist dat zijn moeder dood was, hij doodde de welpen en wachtte met een bijl op de tijgerin en hakte in haar hersenen, vervolgens leunde hij met een bijl tegen een rots en wachtte op de tijger, hij overleed terwijl hij daar stond, hij had zijn ogen open alsof hij nog leefde en de bijl die hij vasthield zat zo stevig in zijn hand dat hij niet kon worden losgetrokken - Liu Qi 劉琦, zijn moeder werd door soldaten ontvoerd, jarenlang ging hij op zoek naar haar, toen zijn vader vijftien jaar later stierf bleef hij ook na de rouwperiode groenten eten - Liu Yuan 劉源, zijn moeder was meer dan zeventig jaar oud, ernstig ziek en kon niet lopen, toen er een brand uitbrak wilde Liu Yuan zijn moeder redden, maar zowel moeder als zoon kwamen om in de vlammen - Zhu Gongrong 祝公榮, leefde afgezonderd om voor zijn moeder te zorgen, toen zij overleed vatte de keuken vlam, Zhu Gongrong kon de brand niet blussen en ging huilend op de kist liggen, het vuur ging vanzelf uit - Lu Sixiao 陸思孝, zijn moeder was ernstig ziek en hij zocht tevergeefs medische hulp, in een droom gaf een god hem een medicijn, dat hij onmiddellijk aan zijn moeder gaf en ze genas - Jiang Jian 姜兼, nadat hij zijn moeder had begraven, leefde hij alleen bij het graf, 's ochtends en 's avonds offers brengend, hij at wilde groenten, dronk bronwater en droeg ongeacht de kou of hitte rouwkleding, toen twee dorpelingen dit hoorden schaamden zij zich voor hun gedrag en ging voor hun ouders zorgen - Hu Banlü 胡伴侶, zijn vader was ziek en artsen konden hem niet genezen, Hu Banlu vastte, brandde wierook, schraapte huid van zijn rechterkant en kookte medicijnen, zijn vader werd geleidelijk aan weer beter - Wang Shihong 王士弘, toen zijn vader ziek was gaf hij het familievermogen uit aan medische hulp, nadat hij gestorven was bouwde hij een hut naast het graf van zijn vader en rouwde drie jaar lang zonder naar huis terug te keren, eksters bouwden hun nest op het graf en verzamelden zich rond Wang Shihong - He Congyi 何從義, toen zijn grootouders overleden bouwde hij een hut naast het graf en rouwde dag en nacht om hen, hij deed zijn rouwkleding nooit uit, at geen groenten of fruit en at alleen eenvoudige maaltijden, ook toen zijn oudoom, schoonmoeder, oudtante, tante en oom kinderloos overleden, bouwde He Congyi hoge graven en hield herdenkingsdiensten met de juiste ceremonieën - Ha Douchi 哈都赤, toen zijn moeder ziek was en medische hulp niet meer baatte, sneed hij zijn linkerkant open, haalde er een stuk vlees uit, maakte er soep van en gaf dat aan zijn moeder, na een paar dagen herstelde zij - Gao Bida 高必達, zijn vader verliet zijn huis, niemand wist waar hij naartoe was gegaan, Gao Bida reisde rond om hem te zoeken en ontdekte dat een man met achternaam Gao die zich in een taoïstische tempel bevond, zijn vader was, de man ontkende dat, maar Gao Bida bleef aan zijn zijde zodat de man naar huis terugkeerde - Ceng De 曾德, toen zijn stiefmoeder tijdens een opstand verdween, vond hij haar na vijf jaar zoeken, hij nam haar mee naar huis en zorgde goed voor haar - Jing Bing 靳昺, nadat zijn moeder was overleden keerde hij met de kist terug naar huis, plotseling was er een zware onweersbui en een overstroming, Jing Bing ging op de kist liggen en wilde niet vertrekken, zodat hij door het water werd weggespoeld, de kist en het lichaam van Jing Bing werden later gevonden - Huang Daoxian 黃道賢, toen zijn vader ernstig ziek was, gaf hij hem dag en nacht medicijnen en bleef aan zijn zijde, hij zocht ook veel goede dokters op, maar tevergeefs, hij uitte de wens dat zijn eigen leven met een decennium zou worden verkorten om het leven van zijn vader te verlengen, zijn vader herstelde en stierf 12 jaar later, Huang Daoxian volgde alle rouwrituelen, droeg aarde om een graf te maken, bouwde een hut naast het graf en bleef rouwen, waarbij hij voortdurend wilde groenten at - Shi Yanbin 史彥斌, toen tijdens een overstroming veel graven werden verwoest, liet hij een dikke kist maken voor zijn overleden moeder, toen het graf door een overstroming toch werd verwoest en de kist was verdwenen, Shi Yanbin bond gras in de vorm van een mens, legde het in het water en volgde vol verdriet de stropop, na tien dagen stopte de stroman in een moerbeibos, daar zag hij de kist, droeg hem terug en begroef hem opnieuw - Zhang Shaozu 張紹祖, toen rebellen op het punt stonden zijn vader te doden, smeekte hij hen om hem door zichzelf te mogen vervangen, de rebellen werden woedend en wilden Zhang Shaozu steken met een mes, dat toen het hem raakte plotseling bot werd, de rebellen lieten hen daarop vrij - Li Mingde 李明德, †1354, toen zijn vader door soldaten werd gepakt en op het punt stond te worden gedood, vroeg hij of hij de plaats van zijn vader kon innemen, de soldaten spaarden zijn vader, maar Li Mingde werd gedood - Zhang Ji 張緝, †1355, was een ambtenaar die ontslag nam om voor zijn ouders te zorgen, toen zijn moeder door dieven dreigde te worden neergestoken, probeerde hij haar met zijn lichaam te beschermen, het mes raakte Zhang Ji en hij stierf drie dagen later - Wei Jingyi 魏敬益, raakte uitgemergeld door het buitensporige verdriet over de dood van zijn moeder, omdat hij land van hen had gekocht konden de dorpelingen zichzelf niet meer onderhouden, daarom besloot hij het land aan hen terug te geven - Tang Lin 湯霖, toen zijn moeder last van koorts had, weigerde ze medicijnen te nemen en wilde ijs hebben, Tang Lin ging huilend naar de vijver en zag, hoewel het midden in de zomer was, dat de vijver uit ijs bestond, hij gaf het aan zijn moeder en ze genas - Sun Yi 孫抑, toen rebellen kwamen plunderen, bedreigden ze zijn moeder met een zwaard, hij beschermde haar met zijn lichaam, toen zijn vader gevangen werd genomen ging hij met gevaar voor eigen leven zoeken en vond hem uiteindelijk - Shi Yong 石永, zijn vader was 80 jaar en kon niet lopen toen hij door rebellen werd overvallen, ze dreigden hem te doden, Shi Yong stapte naar voren, omhelsde zijn vader en vroeg om zijn plaats in te nemen, de rebellen spaarden zijn vader, maar Shi Yong werd gedood - Wang Keji 王克己, nadat zijn vader was gestorven droeg Wang Keji aarde aan om een graf te maken en bouwde een hut naast dat graf, toen rebellen kwamen plunderen bleef hij het graf bewaken, de rebellen zagen zijn rouwkleding en deden hem geen kwaad - Liu Sijing 劉思敬, zijn vader was 80 jaar en blind, toen rebellen hem wilden doden, pleitte Liu Sijing om zijn vader te sparen, de rebellen spaarden zowel vader als zoon - Lü You 呂祐, †1366, toen soldaten zijn moeder bedreigden en wilde doden, gebruikte Lü You zijn lichaam om een zwaard te blokkeren, hij raakte daarbij ernstig gewond, maar zag dat zijn moeder veilig was voordat hij stierf - Zhou Le 周樂, hij werd met zijn vader gevangen genomen door piraten, die zijn vader wilden laten verdrinken, Zhou Le vroeg om te mogen sterven in plaats van zijn vader, de piraten luisterden niet, Zhou Le wilde zijn vader niet achterlaten zodat ze beiden stierven |
| 199.         | 隱逸   | personen die in afzondering hebben geleefd        | personen die in afzondering hebben geleefd (yiyi yi 隱逸): - Du Ying 杜瑛, 1204-1273, wijdde zijn leven aan het taoïsme en de kunst en wees officiële posities af - Zhang Teli 張特立, 1179-1253, was ambtenaar onder de Jin, toen die dynastie was gevallen trok hij zich terug op het platteland - Du Ben 杜本, 1276-1350, bekwaam in astronomie, geografie, kalender en metingen en wees officiële posities af - Zhang Shu 張樞, 1292-1348, was bekwaam in geschiedenis, astronomie, rituelen en muziek, hij bleef thuis om boeken te schrijven en weigerde om functie te aanvaarden, hij wilde niet meewerken aan de samenstelling van de drie geschiedenissen van Liao , Jin en Song en ook niet aan de 'Biografieën van keizerinnen en bijvrouwen' en de 'Biografieën van verdienstelijke ambtenaren' van de Yuan-dynastie - Sun Zhe 孫轍, 1262-1334, gaf thuisonderwijs aan studenten, wees officiële posities af - Wu Dingweng 吳定翁, 1263-1339, was bekwaam in het schrijven van poëzie, hij werd meerdere malen voorgedragen voor een officiële benoeming, maar hij heeft daarop nooit gereageerd - He Zhong 何中, 1265-1332, had diepgaande en uitgebreide kennis en een bezat thuis een verzameling van tienduizenden boeken, werd benoemd tot leraar in Longxing (provincie Jiangxi) - Wei Fuzhi 危復之, was goed in het schrijven van poëzie, in de beginjaren van de Yuan-dynastie werd hij meermaals aanbevolen voor een functie als confucianistisch ambtenaar, maar hij aanvaardde de functie niet, hij leefde afgezonderd op de berg Zixia (紫霞山) - Wu Ke 武恪, studeerde op jonge leeftijd aan de Nationale Academie, leefde afgezonderd en gaf les aan kinderen in een steegje, hij wees officiële posities af |
| 200.         | 列女一 | voortreffelijke vrouwen 1                         | voortreffelijke vrouwen 1 (lienü yi 列女一): - Cui shi 崔氏, -- - Zhou shi 周氏, -- - Yang shi 楊氏, -- - Hu Lie fu 胡烈婦, -- - Wang shinü 王氏女, -- - Wang Chouchou 王醜醜, -- - Lang shi 郎氏, -- - Qin shi'er nü 秦氏二女, -- - Sun shinü 孫氏女, -- - Xu shinü 許氏女, -- - Zhang shinü 張氏女, -- - Jiao shi 焦氏, -- - Zhou shi 周氏, -- - Zhao xiaofu 趙孝婦 - Huo shi'er fu 霍氏二婦, -- - Guo shi 郭氏, -- - Zhi Lu Huazhen 只魯花真, -- - Duan shi 段氏, -- - Mao shi 茅氏, -- - Wen shi 聞氏, -- - Ma Ying 馬英, -- - Zhao Yu'er 趙玉兒, -- - Feng Shu'an 馮淑安, was de tweede vrouw van een Mongoolse ambtenaar, na zijn overlijden baarde zij zijn postume zoon. Haar echtgenoot had haar een grote erfenis nagelaten die echter door haar familie in beslag werd genomen. Zij bleef met haar zoon in armoede wonen bij de plek waar ze de doodskist van haar man had begraven en weigerde ondanks druk van haar ouders te hertrouwen - Wang shi 王氏, -- - Yila shi 移剌氏, -- - Zhao Wa'er 趙哇兒, Toen haar echtgenoot overleed pleegde zij zelfmoord om zo in dezelfde doodskist als haar man te kunnen worden begraven - Zhu Shuxin 朱淑信 werd op jonge leeftijd weduwe en beloofde nooit meer te hertrouwen. Haar dochter werd blind door het verdriet dat ze had over het verlies van haar vader. Door haar blindheid kwam niemand haar ten huwelijk vragen - Ge Miaozhen 葛妙真 hoorde van een waarzegster dat haar moeder zou overlijden als ze vijftig jaar werd. Ge Miaozhen beloofde niet te trouwen en voortaan te leven op een vegetarisch dieet om zo het leven van haar moeder te verlengen. Die stierf uiteindelijk toen zij 81 jaar was - Wei Wu shi san nü 畏吾氏三女, -- - Wang shi 王氏, -- - Zhang yifu 張義婦, -- - Ding shi 丁氏, -- - Bai shi 白氏, -- - Wang shi 王氏, -- - Li Dong'er 李冬兒, werd weduwe toen zij 23 jaar oud was, zij weigerde te hertrouwen en hing zichzelf op - Tuotuoni 脫脫尼, ?-?, Mongoolse, toen haar Mongoolse echtgenoot overleed weigerde zij een leviraatshuwelijk met haar volwassen stiefzonen en bleef dertig jaar apart wonen, waarna ze stierf - Zhu Jinge 朱錦哥, †1328, werd gevangen genomen door vijf soldaten, om aan haar lot te ontsnappen beloofde ze zogenaamd om een verborgen schat voor hen op te graven, maar sprong onderweg in een put - Wang Ange 王安哥, †1328, dreigde verkracht te worden door soldaten en sprong in een ravijn - Gui Ge 貴哥, -- - Liu shi 劉氏, -- - Li Zhizhen 李智貞, -- - Cai Sanyu 蔡三玉, -- |
| 201.         | 列女二 | voortreffelijke vrouwen 2                         | voortreffelijke vrouwen 2 (lienü er 列女二): - Xia Wanchang 夏婉常, †1358, toen Chen Youliang haar woonplaats veroverde en soldaten haar woonhuis binnenkwamen, ging ze haar dochter naar de tuin, sprong in een put en stierf - Su shi 蘇氏, -- - Lin shi 林氏, -- - Fan Miaoyuan 范妙元, haar echtgenoot stierf nog voor het voltrekken van de huwelijksceremonie aan een ziekte, zij bleef daarna ongehuwd en werd 95 jaar - Liu shi 柳氏, -- - Yao shi 姚氏, -- - Guan Shengniang 官勝娘 - Yi shi 衣氏, -- - Hou shi 侯氏, -- - Zhang shi 張氏, -- - Tang Qi 湯婍, maakte een bandiet woedend door te weigeren, hij vermoordde haar zodat zij zo verdere vernederingen wist voorkomen - Tong shi 童氏, -- - Zhang shinü 張氏女, -- - Gao shifu 高氏婦, -- - Wang shi 王氏, -- - Wang Shi 王氏, -- - Xu Cailuan 徐彩鸞, †1355, zij werd met haar vader gevangen genomen door bandieten, zij bood zichzelf aan, waarop de bandieten haar vader vrijlieten, zij schreef met houtskool het gedicht bei lüe shi (被掠詩, "Gedicht van beroofd worden") op een muur bij een brug en sprong in de rivier - Mao shi 毛氏, -- - Li shi 李氏, -- - Li Shun'er 李順兒, -- - Yu Shujing 禹淑靜, †1356, toen de Rode Hoofdbanden haar woonplaats veroverden vluchtte zij met haar dochter naar een boot ter bescherming, toen de opstandelingen de boot bestormden en op het punt stonden haar lichaam te verontreinigen, sprong ze met haar dochtertje in de rivier - Zhu shi 朱氏, -- - Wang shi 王氏, -- - Chen Shuzhen 陳淑真, †1358, was getrouwd met een Confucianistische geleerde. Toen haar woonplaats door generaal Chen Youliang werd veroverd wilde ze zich verdrinken in het nabijgelegen meer, het water was echter te ondiep en de generaal eiste dat ze uit het water kwam door een pijl op haar te richten. Ze weigerde en werd doodgeschoten - Chai shi 柴氏, -- - Yexian Hudou 也先忽都, -- - Lü shi 呂氏, -- - Liu shi 劉氏, -- - Xiao shi 蕭氏, -- - Yuan shigunü 袁氏孤女, -- - Pan Miaoyuan 潘妙圓, †1359, zij vluchtte met haar vader en schoonvader de bergen in om te ontsnappen aan bandieten, haar schoonvader werd door hen gedood, zij deed alsof haar vader was vermoord en vroeg de bandieten om het lichaam te verbranden, hierop sprong zij in het vuur en stierf - Cai shi 蔡氏, -- - Xu shi 許氏, -- - Han shi 韓氏, -- - He shi 何氏, -- - Liu Zhen 劉貞, -- - Liu Sun 劉孫, -- - Cao shi 曹氏, -- - Liu Cuige 劉翠哥, †1360, tijdens een hongersnood namen soldaten haar man gevangen en dreigden hem te koken, Liu Cuige redde haar man door te vertellen dat ze thuis een schepel rijst en een pot sojasaus had - Shen shi 申氏, -- - Luo Miao'an 羅妙安, 1332-1360, toen de Rode Hoofdbanden haar woonplaats naderden, sleep zij een zwaard en pleegde daarmee zelfmoord - Zhou shinü 周氏女, -- - Xu shi 徐氏, -- - Chen shi 陳氏, -- - Yuan shi 袁氏, -- - Li Sai'er 李賽兒, †1365, werd met haar dochter door het leger gevangen genomen. Toen een bevrijdingsactie door haar man mislukte doodde ze eerst haar dochter en pleegde daarna zelfmoord - Tao Zongyuan 陶宗媛 was weduwe geworden en bewaakte de doodskist van haar man. Toen de oorlog uitbrak werd ze gevangen genomen en bedreigd. Ze zei dat ze niet bang was, anders was ze wel gevlucht, waarop ze werd gedood - Gao Li shi 高麗氏, -- - Liu shi 劉氏, -- - Hua shi 華氏, -- - Boyan Dejin 卜顏的斤, -- - Wang shi 王氏, -- - Liu shi 劉氏, -- - Zhao shi 趙氏, -- - Liu shi 劉氏, -- - Song shi 宋氏, -- - Qi shi 齊氏, -- - An Zhengtong 安正同, †1360, was de echtgenote van een hoge ambtenaar. Toen een rebellenleger haar woonplaats Taiyuan veroverde pleegde zij samen met een concubine van haar man zelfmoord door in een put te springen - Yue shi 岳氏, -- - Jin shi 金氏, -- - Pan shi 潘氏, -- - Jiang shi 蔣氏, -- |
| 202.         | 釋老   | boeddhistische en taoïstische meesters            | boeddhistische en taoïstische meesters (shilao 釋老): - Phagspa 八思巴 Basiba, 1235-1280, leider van de sakya-traditie binnen het Tibetaans boeddhisme, ontwierp het Phagspa-schrift - Danba 膽巴, 1230-1303, hooggeplaatste monnik van de Sakya School binnen het Tibetaans boeddhisme, staatsleraar van de Yuan-dynastie - Bilannashili 必蘭納識里, †1332, vertaler van teksten uit het Sanskriet - Qiu Chuji, 丘處機, 1148-1227, taoïst, een van de zeven meesters van Quanzhendao, werd uitgenodigd door Dzjengis Khan - Qi Zhicheng 祁志誠, 1219-1293, taoïst, tiende hoofd van de Quanzhendao - Zhang Zongyan 張宗演, 1244-1292, taoïst, 36e Hemelse Meester van de Zhengyi Dao - Zhang Yucai 張與材, †1316, taoïst, 38e Hemelse Meester van de Zhengyi Dao, tweede zoon van Zhang Zongyan - Zhang Liusun 張留孫, 1248-1321, taoïst, behoorde tot de Zhengyi Dao - Wu Quanjie 吳全節, 1269-1346, taoïst, behoorde tot de Zhengyi Dao - Li Xicheng 酈希成, taoïst, behoorde tot de Zhenda Daojiao - Zhang Qingzhi 張清志, taoïst, negende hoofd van de Zhenda Daojiao - Xiao Fudao 蕭輔道, †1252, taoïst, vierde hoofd van de Taiyi Dao - Li Jushou 李居壽, 1221-1280, taoïst, vijfde hoofd van de Taiyi Dao |
| 203.         | 方技   | waarzeggers en ambachtslieden                     | waarzeggers en ambachtslieden (fangji 方技): - waarzeggers (fangji 方技): - Tian Zhongliang 田忠良, 1242-1317, duider van gebeurtenssen - Jin Dejin 靳德進, 1253-1311, ambtenaar had kennis van astronomie, astrologie en waarzeggerij - Zhang Kang 張康, ambtenaar had kennis van astronomie, astrologie en wiskunde - ambachtslieden (gongji 工藝): - Li Gao 李杲, ook: Li Dongyuan 李東垣, 1180-1251, arts - Sun Wei 孫威, 1183-1240, specialist voor het maken van harnassen - Sun Gong 孫拱, ambachtsman, specialist voor het maken van harnassen en schilden, kleinzoon van Sun Gong - Al al-Din (阿老瓦丁Alaowading, Ala ad-Din علاء الدين), †1312, Seltsjoek, specialist voor het maken van trebuchets - Ismael 亦思馬因 (Yisimayin, Ismail إسماعيل), †1330, Moslim afkomstig uit Irak - Bubo 布伯, ? -?, zoon van Yisimayin, gebruikte met succes trebuchets - Hasan 哈散, †1329, ambtenaar, kleinzoon van Yisimayin - Araniko 阿尼哥 Anige, 1245–1306, Nepalese ontwerper van stupas, trad in dienst van Koeblai Khan, bracht de Nepalese kunsttraditie van het bouwen van pagodes naar China - Liu Yuan 劉元, 1240-1324, taoïstisch priester, leerde beeldhouwkunst bij Araniko in Nepal en werd beeldhouwer in Dadu |
| 204.         | 宦者   | eunuchen                                          | eunuchen (huanzhe 宦者): - Li Bangning 李邦寧, ?-?, echte naam: 李保寧 (Li Baoning), was in dienst van Koeblai Khan als minister - Bak Bulhwa 朴不花 Piao Buhua (Park Bul-hwa), †1364, Koreaanse eunuch in dienst van Öljei Khutuk (keizerin Qi), 1315–1369, zelf afkomstig uit Goryeo, hij ondersteunde haar (mislukte) poging om haar zoon Ayushiridara kroonprins te maken |
| 205.         | 姦臣   | verraderlijke ambtenaren                          | verraderlijke ambtenaren (jianchen 姦臣): - Ahmad Fanakati 阿合馬 (Ahema, احمد بناکتی, Ahmad Banākatī), 1242-1282, Moslim uit Kara-Kitan, werd minister van financiën onder Koeblai Khan, ontwierp een nieuw en hard belastingsysteem, werd wegens corruptie vermoord - Lu Shirong 盧世榮, †1285, ambtenaar, opvolger van Ahema, werd wegens corruptie aangeklaagd en terechtgesteld - Senge 桑哥 (Sangge, sam gha), †1291 financieel ambtenaar, werd terechtgesteld - Tiemudie'er 鐵木迭兒 Temüder, †1322, functionaris, beschermeling van keizerin Dagi Khatun (1262-1322, echtgenote van Darmabala en moeder van Külüq Khan en Ayurbarwada Buyantu Khan) - Hama 哈麻, 1356, minister, was betrokken bij de (mislukte) poging om Ayushiridara kroonprins te maken, werd daarna met zijn broer Xuexue (雪雪) geëxecuteerd - Shuosijian 搠思監 (Chos-rje ཆོས་ཀྱི་), †1364, minister, werd door krijgsheer Bolad Temür geëxecuteerd |
| 206.         | 叛臣   | niet-loyale ambtenaren                            | niet-loyale ambtenaren (panchen 叛臣): - Li Tan 李璮, †1262, krijgsheer, begon een opstand tegen de Yuan, werd verslagen en vermoord - Wang Wentong 王文統, 1190-1262, ambtenaar, was betrokken bij de opstand van Li Tan en werd geëxecuteerd - Aluhui Tiemu'er 阿魯輝帖木兒 Aruγ Temür, †1361, afstammeling van Ögedei Khan, leidde een opstand tegen Toghon Temür, de laatste Yuan-keizer, werd verslagen en geëxecuteerd |
| 207.         | 逆臣   | rebellerende ambtenaren                           | rebellerende ambtenaren (nichen 逆臣): - Tie Shi 鐵失 Tegsi, †1323, leider van de staatsgreep waarbij keizer Gegeen Khan (keizer Yingzong, r.1320-1323) werd vermoord (het Nanpo-incident, Nanpo zhibian, 南坡之變). Werd op bevel van de nieuwe keizer, Yesün Temür (keizer Taiding, r.1323-1328), terechtgesteld - Bolad Temür 孛羅帖木兒 (Beiluo Tiemu'er, Bolod temür), †1365, krijgsheer, probeerde kroonprins Ayushiridara (de latere Biligtü Khan van de Noordelijke Yuan-dynastie) te vervangen door zijn kleinzoon, de zoon van zijn dochter keizerin Bayan Khutugh (1324–1365). Werd daarna op bevel van keizer Toghon Temür (r.1333-1368) met een bijl vermoord |
| 208.         | 外夷一 | buitenland 1                                      | buitenland 1 (waiyi yi 外夷一): - Goryeo 高麗 Gaoli (Korea) - Tamna 耽羅 Danluo - Japan 日本 Riben |
| 209.         | 外夷二 | buitenland 2                                      | buitenland 2 (waiyi er 外夷二): - Dai Viet 安南 Annan, Annam |
| 210.         | 外夷三 | buitenland 3                                      | buitenland 3 (waiyi san 外夷三): - Myanmar 緬國 Mianguo (Birma) - Champa 占城 Zhancheng - Siam 暹國 Xianguo - Java 爪哇 Zhaowa - Riukiu 瑠求 Liuqiu - Batanes 三嶼 Sanyu, de Drie Eilanden - (Malabar 馬八兒等國 Maba'er dengguo), Malabar en andere landen |

## Chinese tekst
- 宋濂, 《元史》(210卷), 北京 (中華書局), 1976 (Song Lian, Yuanshi (210 juan), Beijing (Zhonghua shu ju), 1976), 15 delen, 4678 pp.

Herdrukt 1999, ISBN 978-7-101-02128-8. De Zhonghua uitgave van de Vierentwintig Geschiedenissen is de meest gebruikte uitgave. De teksten zijn voorzien van leestekens, ingedeeld in paragrafen en geschreven in traditionele karakters.
De Zhonghua-uitgave is ook digitaal beschikbaar via het project Scripta Sinica van de Academia Sinica, Taipei. (Zie: externe links)

## Vertalingen
Er is geen volledige vertaling van Yuanshi in een westerse taal. Er zijn wel vertalingen van losse hoofdstukken:
- (de)  Abramowski, Waltraut (1976), "Die chinesischen Annalen von Ögödei and Güyük. Übersetzung des 2. Kapitels des Yüan-shih" in: Zentralasiatische Studien (des Seminars für Sprach- und Kulturwissenschaft Zentralasiens der Universität Bonn) 10 (1976), pp. 117–167.
- (de)  Abramowski, Waltraut (1979), "Die chinesischen Annalen des Möngke. Übersetzung des 3. Kapitels des Yüan-shih" in: Zentralasiatische Studien (des Seminars für Sprach- und Kulturwissenschaft Zentralasiens der Universität Bonn), 13 (1979), pp. 7–71.
- (en)  Dolby, William, Chingis-Khan. His Biography in the Official Chinese History by Sung Lien (1310-1381), Edinburgh (W. Dolby) 1987.
- (fr)  Hambis, Louis en Paul Pelliot, Le chapitre CVII du Yuan Che. Les généalogies impériales mongoles dans l'histoire chinoise officielle de la dynastie mongole. (T'oung Pao, XXXVIII), Leiden (E.J. Brill) 1945.
- (fr)  Hambis, Louis, Le Chapitre CVIII du Yuan Che. les fiefs attribués aux membres de la famille impériale et aux ministres de la cour mongole d'après l'histoire chinoise officielle de la dynastie mongole, Leiden (E.J. Brill) 1954 (T'oung pao Monographies).
- (de)  Krause, F.E.A., Norman Schlimmer, Činggis Qan. Seine Biografie aus der chinesischen Reichs-Chronik Yuan Shi, Hanau (Schlimmer) 2022, ISBN 979-8-36804656-3.
  - Bewerking en aanvulling van: Krause, F.E.A., Cingis Han. Die Geschichte seines Lebens nach den chinesischen Reichsannalen, Heidelberg (Karl Winters) 1922.

Vertaling van juan 1.
- (en)  Pow, Stephen, Jingjing Liao, "Subutai. Sorting Fact from Fiction Surrounding the Mongol Empire’s Greatest General (With Translations of Subutai’s Two Biographies in the Yuan Shi)" in: Journal of Chinese Military History 7 (2018), pp. 37–76

Vertaling van juan 121 en 122, de twee biografieën van van generaal Subedei.
- (en)  Schurmann, Franz, Economic structure of the Yüan dynasty, Cambridge, Mass. (Harvard University Press) 1956, (Harvard-Yenching Institute studies XVI).

Vertaling van juan 93-96, de verhandelingen over economie.
- (en)  Ch'i-ch'ing Hsiao (Qiqing Xiao), The military establishment of the Yuan dynasty, Cambridge (Harvard University Press) 1978, ISBN 0-674-57461-3.

Vertaling van juan 98 (bingzhi, 兵制, het militaire systeem), juan 99 (zhenshu 陣屬, slagorde) en juan 100 (suwei 宿衛, de keizerlijke garde).
- (fr)  Ratchnevsky, Paul, Un code des Yuan, ISBN 2-85757-035-X.
  - deel 1 (Parijs (E. Leroux) 1937),
  - deel 2 (Parijs (PUF) 1972),
  - deel 3 (Parijs (PUF) 1977,
  - deel 4 (Parijs (Collège de France, Institut des Hautes Etudes Chinoises) 1985)

Vertaling van juan 102-105, de verhandelingen over het strafrecht.

### Gebruikte literatuur
- (en)  "Yuan shi" in: Atwood, Christopher P., Encyclopedia of Mongolia and the Mongol Empire, New York (Facts On File) 2004, ISBN 978-0-816-04671-3, p. 612.
- (en)  "Yuanshi" in: Wilkinson, Endymion, Chinese History. A New Manual, Cambridge Mass. (Harvard University Press) 2022, (Harvard-Yenching Institute Monograph Series, 128), ISBN 978-0-674-26020-7, deel 2, p. 1475.
- (en)  Mote, Frederick W., "A Note on Traditional Sources for Yüan History", in: Twitchett, Denis C. en Herbert Franke (eds.), Cambridge History of China, deel 6 (Alien Regimes and Border States, 907–1368), ISBN 0-521-24331-9, met name pp. 689-693 ("The official history of the Yuan").

### Gespecialiseerde naslagwerken
- (zh)  王慎荣,叶幼泉,王斌,《元史探源》, 长春市 (吉林文史出版社) 1991 (Wang Shenrong, Ye Youquan, Wang Bin, Yuanshi tanyuan, Changchun shi (Jilin wenshi chuban she) 1991), ISBN 7805283001, 523 pp (Over het ontstaan van de "Geschiedenis van de Yuan", Changchun (Uitgeverij Jilin voor literatuur en geschiedenis) 1991).
- (zh)  雒竹筠, 李新乾,《元史艺文志辑本》, 北京市 (北京燕山出版社) 1999 (Luo Zhuyun, Li Xinqian, Yuanshi Yiwen zhi jiben, Beijing (Beijing Yanshan chuban she) 1999), ISBN 9787540211318, 560 pp (Verzameling van bibliografische verhandelingen uit de "Geschiedenis van de Yuan", Beijing (Yanshan uitgeverij) 1999).